# Liste geflügelter Worte/D

## Da beißt die Maus keinen Faden ab

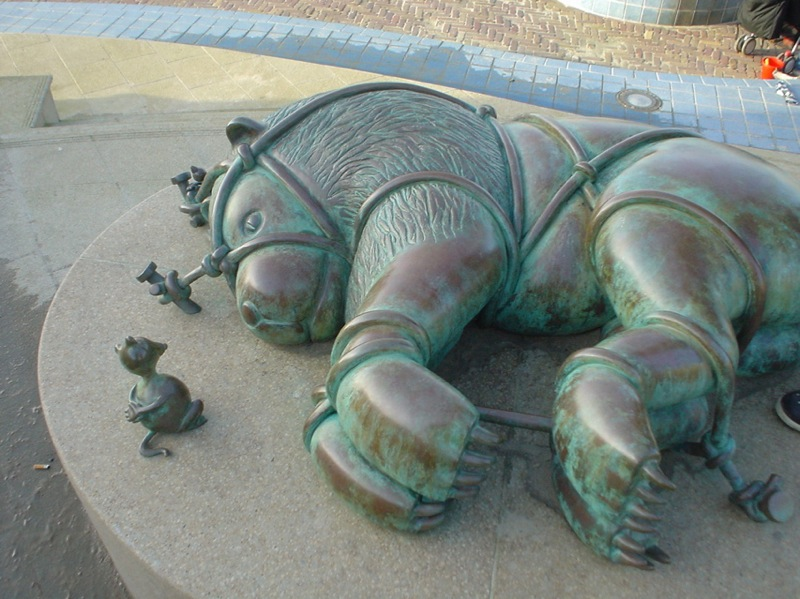
Der Löwe und das Mäuschen

Diese drohende Redewendung geht wohl auf Äsops Fabel Der Löwe und das Mäuschen zurück. Dort wird erzählt, wie eine kleine Maus versehentlich über einen schlafenden Löwen läuft und ihn dadurch aufweckt. Der Löwe greift die Maus, diese aber fleht ihn an:

„Verzeih mir meine Unvorsichtigkeit, und schenk mir mein Leben, ich will dir ewig dafür dankbar sein. Ich habe dich nicht stören wollen.“

Daraufhin schenkt ihr der Löwe amüsiert die Freiheit und fragt, wie sie ihm wohl ihren Dank zeigen könne. Kurze Zeit später findet die Maus den Löwen in einem Netz gefangen und zernagt die Knoten des Netzes.
Nach anderen Quellen geht die Redensart auf den Gertrudentag am 17. März zurück. An diesem Tag beginnt nach dem Bauernkalender der Frühling, und damit wurde es Zeit, Winteraufgaben wie das Spinnen zu beenden. Legte jemand jedoch die Spindel nicht aus der Hand, beißt eine Maus den Faden ab. In einem österreichischen Sprichwort heißt es:

„Gertrud hört mit Spinnen auf, sonst läuft die Maus den Faden auf und beißt ihn ab.“

Diese Redewendung stellt etwas Unumstößliches fest, wie zum Beispiel in Karl Mays Roman Der Ölprinz:

„Wir sind von heute an geschiedene Leute; da beißt keene Maus keenen Faden nich!“

Außerdem geht dieses geflügelte Wort darauf zurück, dass früher wertvolle Nahrungsmittel wie z. B. Fleisch, Brot, Mehl usw. an einem Faden oder einer Schnur an die Zimmerdecke gehängt wurden, so dass Mäuse usw. diese nicht erreichen konnten.

## Da bleibt kein Auge trocken
Diese umgangssprachlich oft gebrauchten Worte stammen aus dem Gedicht Paul. Eine Handzeichnung des Theologen und Schriftstellers Johannes Daniel Falk. Es kann bedeuten, dass alle lachen, bis ihnen die Tränen kommen, oder dass alle gerührt sind und weinen.
Die Zeile folgt auf die Verse:
In schwarzen Trauerflören wallt

Beim Grabgeläut der Glocken

Zu unserm Kirchhof Jung und Alt

## Da geht er hin und singt nicht mehr!
Das Zitat stammt aus der 1866 veröffentlichten zweiten Auflage des Liederspiels Die Kunst, geliebt zu werden des Gesangspädagogen Ferdinand Gumbert.

„Da geht er hin und singt nicht mehr! So isses und so war’s. Der alte Mann kriegte seinen Hut wieder, und die Menge trollte von dannen!“

Es wird als scherzhafter Kommentar gebraucht, wenn jemand nach einem Misserfolg niedergeschlagen fortgeht oder seinen Posten aufgibt. So ist ein Artikel über die überraschende Demission des belgischen TV-Managers Guillaume de Posch bei ProSiebenSat.1 Media mit folgenden Worten überschrieben:

„Guillaume de Posch – Da geht er hin und singt nicht mehr.“

## Da hört sich doch alles auf!
Diese gebräuchliche Redewendung mit der Bedeutung „Das ist ja unerhört!“ stammt aus der Posse des Lustspieldichters Louis Angelys Die Reise auf gemeinschaftliche Kosten – Komisches Gemälde in fünf Aufzügen, die größtenteils nach französischen Lustspielen in Berlin lokalisiert wurde.
In der ersten Szene des zweiten Akts heißt es dort:

„Da hört allens auf.“

Der Schriftsteller Paul Heyse schrieb in seinen Jugenderinnerungen über dieses Stück:

„Den ersten vollen Eindruck einer richtigen Bühnenkunst empfing ich durch eine Posse im Königstädter Theater, »Die Reise auf gemeinschaftliche Kosten«, in der mich Beckmanns komisches Talent bezauberte.“

## Da lacht die Koralle
Dieser Ausdruck geht zurück auf eine Illustrierte namens Koralle der 1930er Jahre aus dem Ullstein Verlag, deren Witzseite die Überschrift „Da lacht die Koralle“ trug.

„Die Zeitschrift gleichen Namens, der heutigen BUNTEN nicht unähnlich, kennt nach rund 60 Jahren kein Mensch mehr. Der Titel ihrer Witzseite jedoch – ‚Da lacht die Koralle‘ – ist ins Volksgut gesintert.“

Diese Überschrift verwendet auch das Nachrichtenmagazin Der Spiegel 1972 zu einem Artikel über das Comic-Blatt Zack, das der Axel-Springer-Konzern in seiner Tochtergesellschaft, dem Koralle-Verlag, herausgab.

## Da liegt der Hase im Pfeffer
Diese Redewendung bedeutet so viel wie Da liegt das Problem.
In François Rabelais Gargantua und Pantagruel heißt es im 1. Band, 19. Kapitel (erschienen 1532): „Reditte quae sunt Caesaris Caesari et quae sunt Dei Deo. Ibi jacet lepus.“ – „So gebet dem Kaiser, was des Kaisers, und Gott, was Gottes ist (Lukas 20,25). Da liegt der Hase (im Pfeffer).“ Damals bereits als geflügeltes Wort verwendet, liegt sein Ursprung noch weiter zurück.
Johann Christoph Adelung erklärte in seinem Grammatisch-kritischen Wörterbuch der Hochdeutschen Mundart (1793–1801) dazu: „Im Oberdeutschen wird auch eine stark mit Pfeffer gewürzte Brühe, eine Pfefferbrühe, der Pfeffer genannt. Einen Hasen in Pfeffer einmachen, ihn mit einer Pfefferbrühe zurichten. Daher die figürliche Redensart da liegt der Hase im Pfeffer, das ist der wahre Grund des Übels, daran liegt es, daran fehlt es.“
Eine alternative Erklärung sieht den Ursprung in der Jägersprache. Als „Pfeffer“ wird der kugelförmige Kot des Hasen bezeichnet, der dadurch sein Versteck verrät.
In Friedrich Schillers Kabale und Liebe heißt es: „Da liegt der Haas im Pfeffer“.
In E. T. A. Hoffmanns Der Sandmann wird die Redewendung wie folgt verwendet:

„Der Professor der Poesie und Beredsamkeit nahm eine Prise, klappte die Dose zu, räusperte sich und sprach feierlich: ‚Hochzuverehrende Herren und Damen! merken Sie denn nicht, wo der Hase im Pfeffer liegt? Das Ganze ist eine Allegorie – eine fortgeführte Metapher! – Sie verstehen mich! – Sapienti sat!‘“

Die Redewendung „Da liegt der Hase im Pfeffer“ wird einerseits dazu gebraucht, um darauf hinzuweisen, dass durch eine besondere Schwierigkeit, die leicht zu übersehen ist, die gestellte Aufgabe nicht wie üblich abgearbeitet werden kann oder darf: „… da ist zwar eine Treppe, aber die ist morsch; und genau da liegt der Hase im Pfeffer! Wir müssen anders auf den Dachboden kommen.“ Andererseits wird der Ausspruch benutzt, wenn man das bisher übersehene, aber wohl entscheidende Detail entdeckt hat: „… also da liegt der Hase im Pfeffer! Der Übersetzer hat Landmeilen mit Seemeilen verwechselt!“ (siehe ähnlich E.T.A. Hoffmann-Zitat). Die Redewendung weist nicht auf etwas Einfaches, Allgemeines oder Offensichtliches hin (Widerspruch zu Pfeffer als allgegenwärtiger Hasenkot). Abwegig ist auch eine Benutzung im Sinne von „da landet der Hase am Ende doch auf dem Tisch“.
Erklärung: Wenn ein Hase in einem Haufen Pfeffer liegt und sich ruhig verhält, kann er von den besten Jagdhunden nicht durch Riechen gefunden werden, auch wenn sie seiner Spur genau folgen. Am Pfeffer ist Schluss. Es bedarf eines besonders aufmerksamen und erfahrenen Jägers, um diesen Hasen möglicherweise sogar an den versagenden Hunden zu erahnen, ihn zu finden und ohne die übliche Hilfe der Hunde auf andere Weise zu erlegen. Wenn „Experten und Spezialisten“ durch routinierte Inaugenscheinnahme zu einem schnellen Urteil („Unmöglich! Geht nicht!“) kommen, kann da trotzdem noch „ein Hase im Pfeffer liegen“.
Pfeffer ist in diesem Sinne auch ein Synonym für eine sinnvernebelnde Fassade, hinter der sich Unidentifizierbares verbirgt (siehe Hasenpfeffer, der, ohne Gewürzpfeffer, aus minderwertigen Reststücken besteht). Dies wird zwar in der historischen Erklärung mit der oberdeutschen Pfefferbrühe angedeutet, erklärt aber nicht die Redensart. Zu Zeiten des Johann Christoph Adelungs oder Friedrich Schillers kann mit Pfeffer mangels allgemeiner Verfügbarkeit kaum Gewürzpfeffer als Speisezutat in der bürgerlichen Küche gemeint sein. Sein extremer Geruch und Geschmack war aber sicher weithin aus Berichten (spätestens seit Marco Polo) ebenso bekannt wie seine Wirkung auf Hundenasen. Daraus tatsächliche oder hypothetische Abwehrstrategien gegen Hundeverfolgung abzuleiten, wäre ebenso leicht wie diese Handlungsweisen einem raffinierten Hasen anzudichten. Warum allerdings ein in (Gewürz-)Pfefferbrühe eingemachter Hase der „wahre Grund des Übels“ ist, kann ohne weitere Erklärung nicht nachvollzogen werden.
Andere Interpretationen und Erklärungen sind zwar literarisch belegbar aber nicht schlüssig.
Die Redensart ist ähnlich zu verwenden wie der „(versteckte/entdeckte) Haken an der Sache“ und ist klar von „des Pudels Kern“ abzugrenzen. Letzterer, frei übersetzt als „Inhalt/Zweck der Scharade/Tarnung/Hülle“, diente Johann Wolfgang von Goethe als Variante eines „trojanischen Pferdes“, mit dessen Hilfe sich Mephisto die Aufmerksamkeit des Faust I verschafft. Der „springende Punkt“ schlägt eine andere Wichtigkeit in der Beurteilung von bekannten Umständen vor. Ein erkannter „Hase im Pfeffer“ kann ein „springender Punkt“ werden aber nicht umgekehrt.

## Da liegt der Hund begraben

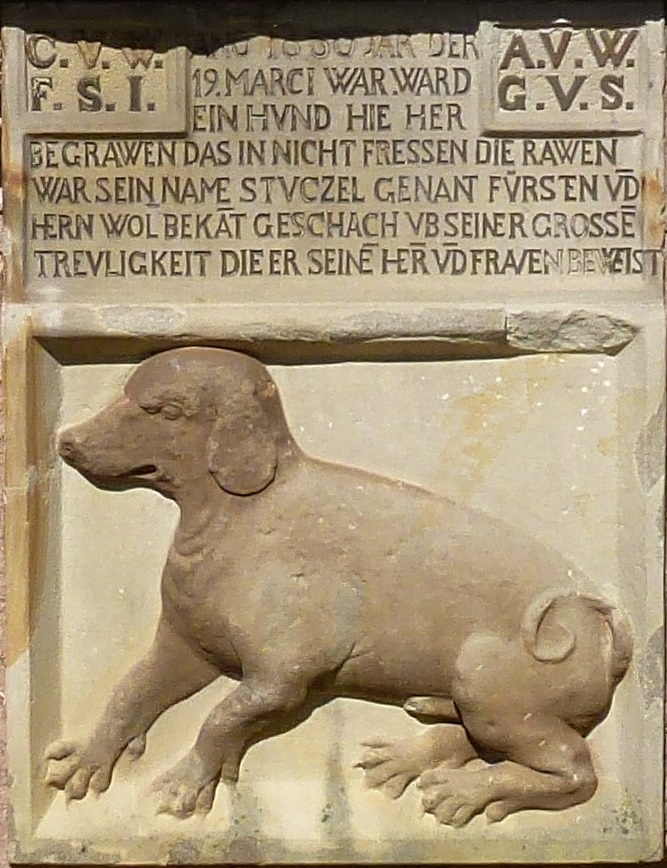
Denkmal des Hundes Stutzel

Diese Redewendung geht auf eine Denksteininschrift aus dem 17. Jahrhundert im thüringischen Ort Winterstein (Waltershausen) zurück:
Der treue Hund Stutzel ging mit Briefen am Halsband ganz allein nach Friedenstein zum Schloss des Landesherrn und leistete durch seine Treue viele Dienste. Als er starb, ließ ihn seine Herrin in einen Sarg legen, und gemeinsam mit ihrer Dienerschaft beerdigte sie ihn feierlich. Sie soll es sogar erzwungen haben, dass der Hund auf dem Friedhof beerdigt worden sei, doch der Pfarrer und die Gemeinde ließen ihn wieder ausgraben und an der jetzigen Stelle verscharren. Daraus hat sich im Ort das folgende Sprichwort gebildet:

„In Winterstein liegt der Hund begraben.“

Da, wo der Hund begraben ist, liegt der Kern einer Sache. Möglicherweise hat diese Redewendung aber auch nichts mit dem Haustier zu tun, sondern mit dem mittelhochdeutschen Wort hunde, das so viel wie Beute, Schatz bedeutet. Es heißt dann: Da liegt der Schatz begraben.
Robert Burns’ Lied Whistle O’er The Lave O’t (Pfeife über/auf den Rest davon) mit dem Anfang „First when Maggy was my care“ wurde in der Übersetzung Adolf von Winterfelds zu Da liegt der Hund begraben:
Als noch nach Meg ich seufzte schwer,

War sie ein Engel, hold und hehr,

Seit wir verehlicht – fragt nicht mehr –

Da liegt der Hund begraben. –

Meg war so weich wie Frühlingswind,

Ein so natürlich, liebes Kind –

Doch Klüg’re schon betrogen sind –

Da liegt der Hund begraben.
Die Wendung „hier ist der tote Hund begraben“ steht auch abwertend für eine öde unwirtliche Gegend.

## Da schweigt des Sängers Höflichkeit
Für diese Redensart gibt es verschiedene Quellen.
Der Kehrreim eines um 1800 in Berlin erschienenen Liedes eines unbekannten Verfassers hat die Form:
Das verschweigt des Sängers Höflichkeit.
Ein 1812 von August Friedrich Langbein geschriebenes Gedicht mit dem Titel Die Weissagung beginnt mit den Zeilen:
In einem Städtlein, dessen Namen

des Dichters Höflichkeit verschweigt.
Man verwendet die Redensart, um auszudrücken, dass man sich über eine bestimmte heikle oder peinliche Sache nicht äußern möchte.
Sie kann jedoch auch der leicht vorwurfsvolle Kommentar zu jemandes Schweigen auf eine bestimmte Frage sein.

## Da steh ich nun, ich armer Tor! Und bin so klug als wie zuvor

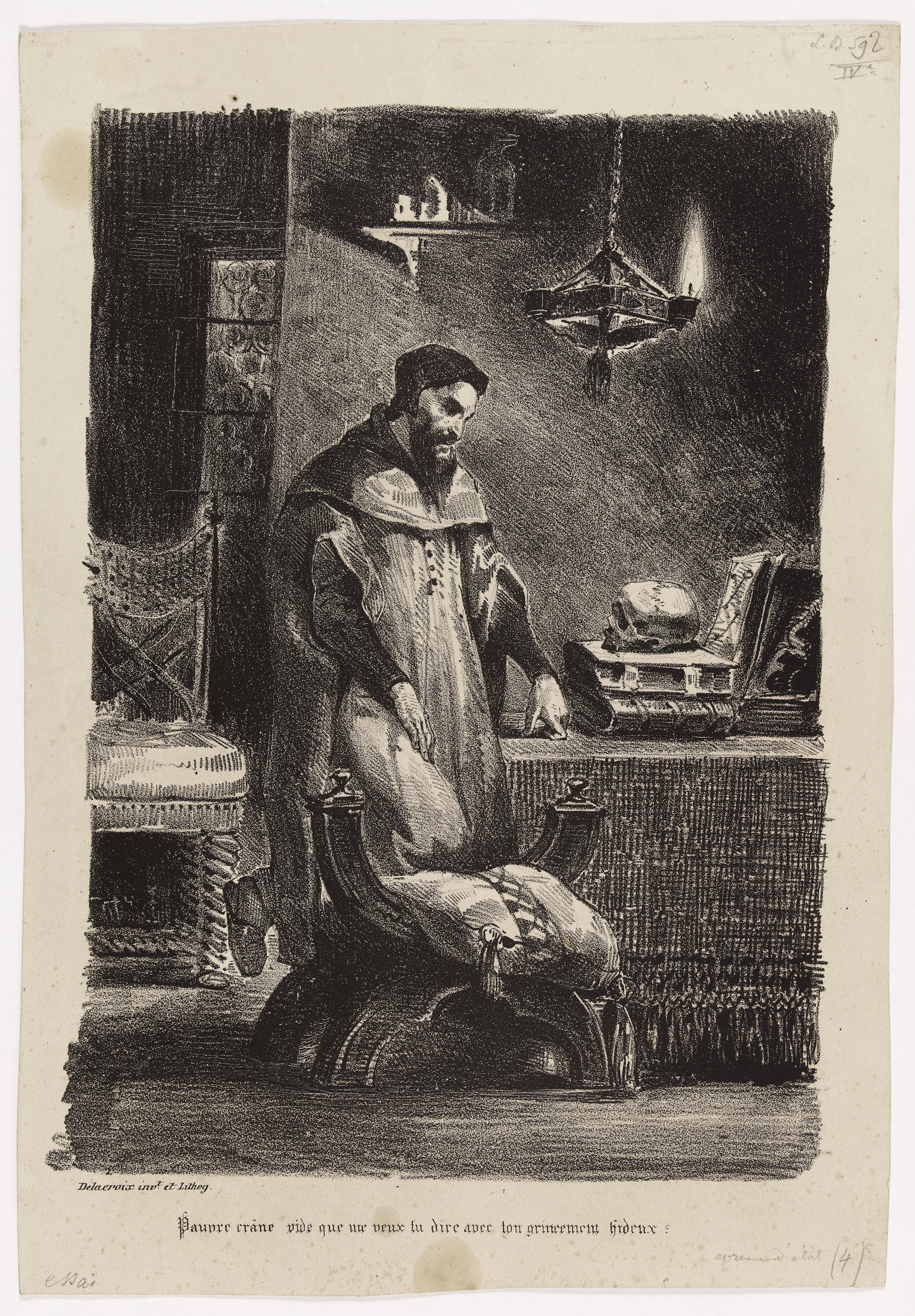
Faust in seinem Studierzimmer

Am Anfang von Goethes Faust I spricht Faust diese Worte nach dem Hinweis auf alle seine bisherigen, von ihm als nutzlos angesehenen Studien:
Habe nun, ach! Philosophie,

Juristerey und Medicin,

Und leider auch Theologie!

Durchaus studirt, mit heißem Bemühn.

Da steh’ ich nun, ich armer Thor!

Und bin so klug als wie zuvor;

Heiße Magister, heiße Doctor gar,

Und ziehe schon an die zehen Jahr,

Herauf, herab und quer und krumm,

Meine Schüler an der Nase herum –
Das Zitat wird immer wieder dann herangezogen, wenn jemand der Meinung ist, dass seine intensiven Bemühungen vergeblich waren, sich mit einem Thema auseinanderzusetzen, aber – in diesem Sinne nicht ganz korrekt – auch, wenn sich jemand überfordert fühlt, wie zum Beispiel in diesem Artikel über die Vielfalt der Mobilfunktechnologien:
Da steh ich nun, ich armer Tor, und bin so klug als wie zuvor

… möchte man wehklagen, wenn einem täglich in den Nachrichten und der Werbung all die neuen Mobilfunktechnologien um die Ohren geschlagen werden.

## Da unten aber ist’s fürchterlich
Dieses Zitat stammt aus Friedrich Schillers Ballade Der Taucher, in welcher der Taucher diese Worte spricht, nachdem er erfolgreich in die Tiefe nach dem Becher des Königs getaucht ist:
Lang lebe der König! Es freue sich,

Wer da athmet im rosigten Licht.

Da unten aber ists fürchterlich,

Und der Mensch versuche die Götter nicht,

Und begehre nimmer und nimmer zu schauen

Was sie gnädig bedecken mit Nacht und Grauen.
Man gebraucht das Zitat meist scherzhaft, wenn man zum Beispiel seinen Abscheu vor einem dunklen Keller oder einer tiefen Höhle ausdrücken will.
Friedrich Engels schrieb 1841 in seiner Reisebeschreibung Eine Fahrt nach Bremerhaven von einem Besuch auf einem Auswandererschiff:

„‚Da unten aber ist’s fürchterlich‘, zitierten alle meine Begleiter, als wir wieder hinaufstiegen. Da unten lag die Canaille, die nicht Geld genug hat, um neunzig Taler an eine Überfahrt in der Kajüte zu wenden, das Volk, vor dem man den Hut nicht zieht, dessen Sitten man hier als gemein, dort als ungebildet bezeichnet, die Plebs, die nichts hat, die aber das Beste ist, was ein König in seinem Reiche haben kann, und die namentlich in Amerika das deutsche Prinzip allein aufrecht hält.“

## Da weiß man, was man hat … Guten Abend!
Dieser von Werner Butter formulierte Werbeslogan wurde ab 1969 von Volkswagen verwendet, zunächst für den VW Käfer und noch in den 1990er Jahren als Claim für das Unternehmen.

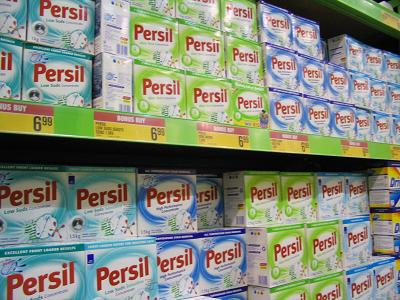
Persil

Ab 1973 verwendete ihn außerdem der Henkel-Konzern für seine Waschmittelmarke Persil.
Der sogenannte Persil-Mann, der im Fernsehen, seriös wie ein Tagesschau-Sprecher, seine Werbebotschaft in der Art einer Nachrichtensendung vortrug, sollte Zuverlässigkeit vermitteln.

## Da werden Sie geholfen!

Telegate-Logo

Die Entertainerin Verona Pooth (damals noch Verona Feldbusch) warb 1997 in einer Reihe satirischer TV-Werbespots für die Telefonauskunft Telegate. Alle Spots endeten mit der Einblendung der Nummer 11-88-0 und Pooths Kommentar:

„Da werden Sie geholfen!“

Der Slogan, bei dem Pooth mit ihrer mangelnden Grammatiksicherheit im Deutschen kokettiert, erreichte Kultstatus und wurde oft abgewandelt. Außerdem verhalf sie damit dem Börsenneuling Telegate zu einer publikumswirksamen Erstnotiz an der Frankfurter Wertpapierbörse.

## Da werden Weiber zu Hyänen
Diese Gedichtzeile stammt aus Friedrich Schillers Lied von der Glocke. Schiller nimmt an dieser Stelle Bezug auf die Französische Revolution:
„Freiheit und Gleichheit!, hört man schallen;
Der ruh’ge Bürger greift zur Wehr,
Die Straßen füllen sich, die Hallen,
Und Würgerbanden ziehn umher.“
Die entfesselten Volksmassen wüten in den Straßen:
„Da werden Weiber zu Hyänen
Und treiben mit Entsetzen Scherz.“

## Dabei sein ist alles
„Dabei sein ist alles“ oder „Dabei sein ist mehr als Siegen“ wird immer wieder als olympischer Gedanke bezeichnet, dabei ist es meist der gängige Trost für Verlierer, denn das offizielle olympische Motto ist Citius, altius, fortius – „Schneller, Höher, Stärker“.

## Daran erkenn ich meine Pappenheimer

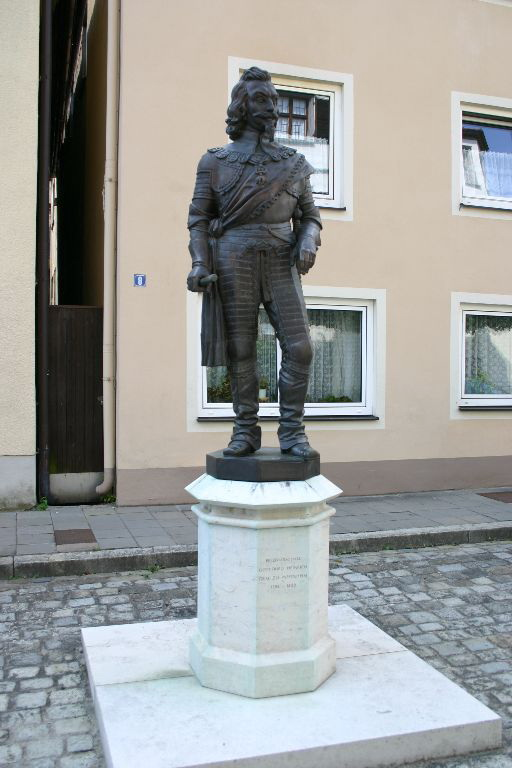
Gottfried Heinrich zu Pappenheim in Pappenheim

„Daran erkenn ich meine Pappenheimer“ geht auf Gottfried Heinrich zu Pappenheim zurück, dessen Truppen wesentlich am Stürmen und Plündern Magdeburgs 1631 beteiligt waren. Die Grafen von Pappenheim aus dem Altmühltal waren im alten Reich als Erbmarschälle für das kaiserliche Krönungszeremoniell zuständig.
Dieser Satz wird oft in der Form „Ich kenne meine Pappenheimer“ zitiert und stammt aus Schillers Drama Wallensteins Tod. Dort ist es überhaupt nicht ironisch gemeint. Als im dritten Akt des Dramas zehn Kürassiere aus Pappenheim herausbekommen wollen, ob Wallenstein zu den Schweden überlaufen wolle, sagt ein Gefreiter zu ihm:
Wir aber glauben’s nicht, daß du ein Feind

Und Landsverräter bist, wir halten’s bloß

Für Lug und Trug und spanische Erfindung.

 (Treuherzig.)

Du selber sollst uns sagen, was du vorhast,

Denn du bist immer wahr mit uns gewesen,

Das höchste Zutraun haben wir zu dir,

Kein fremder Mund soll zwischen uns sich schieben,

Den guten Feldherrn und die guten Truppen.
Wallenstein antwortet darauf dankbar: „Daran erkenn ich meine Pappenheimer.“
Heute ist die Bezeichnung „Pappenheimer“ eher mit der augenzwinkernden Einsicht in Unzulänglichkeiten verbunden. Die Süddeutsche Zeitung erklärt unter der Überschrift Auf diese Phrasen können Sie bauen diesen Bedeutungswandel:

„Doch nicht erst ironisierende Studienräte des 19. Jahrhunderts machten den Begriff ‚Pappenheimer‘ zu einem pejorativen; da die Pappenheimer Marschälle auch für die Säuberung der Straßen der Stadt Nürnberg von Exkrementen zuständig waren, lag die Anrüchigkeit des Namens schon lange vor Schiller in der Luft. „Da ran der Dreck / heraber keck / nach Pappenhaimers Regel“, zitiert der ‚Grimm‘ einen anonymen Dichter aus dem 16. Jahrhundert.“

## Das also war des Pudels Kern

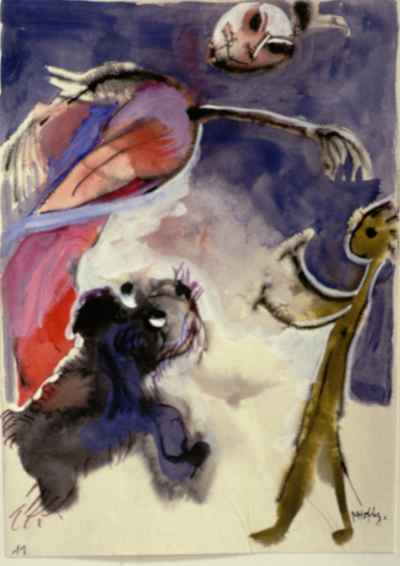
Margret Hofheinz-Döring: Des Pudels Kern

Der Ausspruch stammt aus Goethes Drama Faust I (Studierzimmerszene). Während des Osterspaziergangs gesellt sich zu Faust und Wagner ein schwarzer Pudel, dessen seltsames Gebaren Faust auffällt:
Bemerkst du, wie in weitem Schneckenkreise

Er um uns her und immer näher jagt?

Und irr ich nicht, so zieht ein Feuerstrudel

Auf seinen Pfaden hinterdrein.
Der Pudel begleitet Faust in sein Studierzimmer und verwandelt sich vor seinen Augen:
Das ist nicht eines Hundes Gestalt!

Welch ein Gespenst bracht ich ins Haus!

Schon sieht er wie ein Nilpferd aus …
Schließlich nimmt das Tier menschliche Gestalt an, Mephisto tritt im Kostüm eines fahrenden Scholaren hervor. Darauf folgt Fausts überraschter Ausruf:
Das also war des Pudels Kern.

## Das andere Geschlecht
Das andere Geschlecht (französisch: Le deuxieme sexe; wörtlich: Das zweite Geschlecht) ist der Titel eines berühmten Buchs von Simone de Beauvoir, in dem sie sich mit den Forderungen und den Problemen der Frauenemanzipation auseinandersetzt. Der Titel wurde zeitweise zum Schlagwort der Frauenemanzipation und wird auch als Bezeichnung für „die Frauen“ allgemein verwendet.
Die Grundlage der Schrift bildet die These:

„Man kommt nicht als Frau zur Welt, man wird es.“

Der Münchner Philosophieprofessor Hans-Martin Schönherr-Mann veröffentlichte zum 50. Jahrestag ein Buch, dem er den Titel Simone de Beauvoir und das andere Geschlecht gab, und wirft darin die provokatorische Frage auf: „Scheitert die Emanzipation?“

## Das Angenehme mit dem Nützlichen verbinden

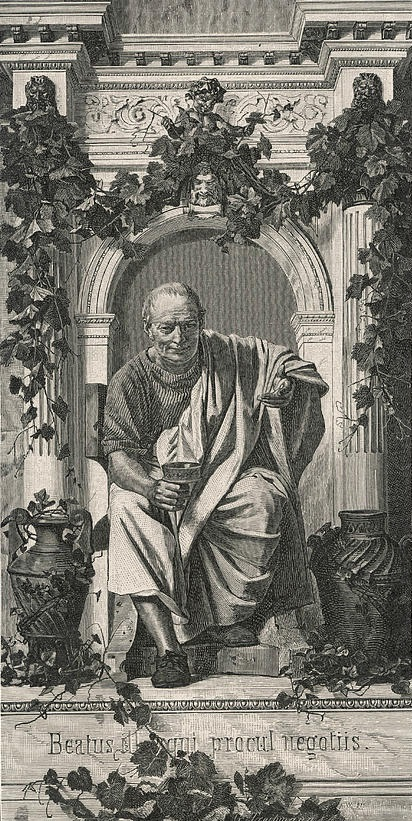
Horaz in der Darstellung Anton von Werners

Diese Redewendung geht auf die Dichtkunst des römischen Dichters Horaz zurück:

“Omne tulit punctum qui miscuit utile dulci.”

„Den Beifall aller hat erhalten, wer mit dem Angenehmen das Nützliche vermischt hat.“

Horaz spricht von Dichtern und ihren Werken:

„Horaz sagt, der sei der vollkommene Künstler, der das Nützliche in das Angenehme mische; aber es ist dem höchsten Zweck der Künste gemäßer, diesen Satz umzukehren und den für den wahren Künstler zu halten, der das Angenehme in das Nützliche mischt.“

Heute wird die Redewendung ganz allgemein in Bezug auf angenehme Dinge gebraucht, die zugleich einen Nützlichkeitsaspekt haben:
- „Nach dem Motto ‚das Angenehme mit dem Nützlichen zu verbinden‘“
- „Verbinden Sie das Angenehme mit dem Nützlichen!“
- „Nach der Pensionierung können Sie noch mehr das Angenehme mit dem Nützlichen verbinden.“

## Das begreife ein andrer als ich
Dieses Zitat stammt aus der Oper Zar und Zimmermann von Albert Lortzing. Der wichtigtuerische Bürgermeister von Saardam van Bett muss erfahren, dass er unter anderem auch den russischen Gesandten als „Staatsverräter“ verdächtigt hat:
van Bett
(zu Lefort)
„Antworte mir, wer bist du? Sprich!“
Lefort
Gesandter des Kaisers aller Reussen,
Admiral Lefort nennt man mich.
van Bett
O Donnerwetter! Was soll das sein?
Das begreife ein andrer als ich.

## Das Bessere ist der Feind des Guten
Auch: „Das Bessere ist des Guten Feind.“ Der französische Philosoph Voltaire (1694–1778) machte dieses italienische Sprichwort populär.
Das Sprichwort wird in zwei gegensätzlichen Bedeutungen verwendet:
1. Etwas ist nur solange gut, bis es durch etwas Besseres übertroffen wird, man sollte immer nach Besserem streben.
2. Man sollte sich mit dem Guten zufriedengeben und nicht immer nur nach Besserem streben; das unentwegte Streben nach Besserem macht blind für das Gute.

## Das bisschen Haushalt
Das bisschen Haushalt ist ein Schlager, den die Schauspielerin Johanna von Koczian im Jahr 1977 sang und der mit folgenden Versen begann:
Das bißchen Haushalt, macht sich von allein, sagt mein Mann.

Das bißchen Haushalt, kann so schlimm nicht sein, sagt mein Mann.

Wie eine Frau sich überhaupt beklagen kann,

ist unbegreiflich, sagt mein Mann.
Das Lied war sehr erfolgreich und griff ironisch gängige Klischees auf. Dieter Thomas Heck, der Moderator der ZDF-Hitparade, erlaubte sich den Scherz und kehrte während des Liedes die Studiotreppe.
Der Liedtitel wird immer wieder zitiert, wenn es um das Thema Haushalt geht:
- „Das bisschen Haushalt“ (Ausstellung im Stadtmuseum Wels)
- „Eichels Zahlenspiele: Das bisschen Haushalt.“ (Bundeshaushalt des deutschen Finanzministers Hans Eichel)

## Das Brot der frühen Jahre
Das Brot der frühen Jahre ist der Titel einer 1955 erschienenen Erzählung von Heinrich Böll. In der Erzählung ist dem Helden, der seine Jugend mit Entbehrung in der Nachkriegszeit verlebte, das Brot zum Symbol geworden und er beurteilt seine Mitmenschen danach, ob sie fähig sind, ihr Brot mit anderen zu teilen.
Böll selbst fasste die Erzählung mit folgenden Worten zusammen:

„Es ist die Geschichte eines jungen Mannes, der jetzt 24 ist, am Kriegsende 13 oder 14 war, in die Stadt kommt, zunächst hungert, dann aber ‚mitmischt‘, auf Karriere setzt, diese sogar macht – und dann durch die Liebe zu einem jungen Mädchen in eine andere Richtung gezogen wird.“

Die Erzählung wurde im Jahr 1961 durch den Regisseur Herbert Vesely nach einem Drehbuch von Böll und Leo Ti verfilmt.
Mit den Worten Das Brot der frühen Jahre ist ein Artikel über den jungen Jürgen Klinsmann, dem Sohn eines Bäckers, in der Zeitung Der Tagesspiegel überschrieben.
Das kritische Brot der frühen Jahre ist die Überschrift über einen Artikel zum Lebensweg des Kunsthistorikers Carl Einstein.

## Das eben ist der Fluch der bösen Tat
Das Zitat
Das eben ist der Fluch der bösen Tat,
dass sie fortzeugend immer Böses muss gebären.
stammt aus Friedrich Schillers Tragödie Die Piccolomini (V, 1).
Hierbei paraphrasiert Schiller ein Zitat aus Aischylos Tragödie Agamemnon (V 757–758):
Τὸ δυσσεβὲς γὰρ ἔργον
μετὰ μὲν πλείονα τίκτει, σφετέρα δ' εἰκότα γέννᾳ.
To dyssebes gar ergon
meta men pleiona tiktei, sphetera d’ eikota genna.
Denn die böse Tat zeugt wuchernd,
Und erzeugt sich ein Geschlecht böser, dem Vater gleicher Taten.

## Das Ewiggestrige
Das Zitat steht in Friedrich Schillers Tragödie Wallensteins Tod. In seinem Monolog zögert Wallenstein, den Abfall vom Kaiser zu vollziehen, weil er erkennt:
Ein unsichtbarer Feind ist’s, den ich fürchte,

Der in der Menschen Brust mir widersteht,

Durch feige Furcht allein mir fürchterlich.

Nicht, was lebendig, kraftvoll sich verkündigt,

Ist das gefährlich Furchtbare. Das ganz

Gemeine ist’s, das ewig Gestrige,

Was immer war und immer wiederkehrt

Und morgen gilt, weil’s heute hat gegolten!
Mit Das ewig Gestrige waren damals die Gewohnheiten gemeint, an denen die Menschen festhalten.
Wird heute jemand als Ewiggestriger bezeichnet, wird damit sein stures Festhalten an Überlebtem kritisiert.

## Das Ewigweibliche
Dieser Ausdruck stammt aus Goethes Drama Faust II, und damit beschließt der Chorus mysticus Fausts Erlösung mit den Worten:
Alles Vergängliche

Ist nur ein Gleichnis;

Das Unzulängliche,

Hier wird’s Ereignis;

Das Unbeschreibliche,

Hier ist’s getan;

Das Ewigweibliche

Zieht uns hinan.
Die Bezeichnung „das Ewigweibliche“ knüpft an die unmittelbar vorhergehende Anrufung der „Jungfrau, Mutter, Königin und Göttin“ an, mit der nicht die Jungfrau Maria gemeint sein dürfte („Göttin“!), sondern die jungfräuliche Mutter aller Natur und Göttin mit der Mauerkrone, die gebärende, ernährende und mordende Diana (Magna mater) von Ephesos, der Goethe sich besonders verbunden fühlte.
Ringelnatz parodiert diese Zeile in seinem Gedicht „Klimmzug“.
Geläufig ist auch die Parodie „Das Ewigweibliche zieht uns hinab.“

## Das ganze Deutschland soll es sein
Aus dem Lied Des Deutschen Vaterland. Der Text wurde noch vor der Völkerschlacht bei Leipzig 1813 von Ernst Moritz Arndt verfasst. Er besitzt angesichts der damaligen französischen Besetzung vieler deutscher Gebiete einen stark antifranzösischen Zungenschlag, der sich aus dem Zeitpunkt der Entstehung noch während der Befreiungskriege erklärt.
„1. Was ist des Deutschen Vaterland?
Ist’s Preußenland? Ist’s Schwabenland?
Ist’s wo am Rhein die Rebe blüht?
Ist’s wo am Belt die Möwe zieht?
O nein, nein, nein!
|: Sein Vaterland muß größer sein!:|“
Anlässlich des Sieges über Napoleon und des Einmarsches von Blüchers Truppen in Paris wurde das Lied 1814 erstmals in Berlin aufgeführt. Da die Melodie beim Publikum keinen Anklang fand, verfehlte das Lied seine Wirkung. Gustav Reichardt komponierte 1825 die neue Melodie. Danach wurde das Lied von Teilen der deutschen Bevölkerung neben dem Deutschlandlied als ein Nationallied der Einigungsbewegung benutzt.
August Heinrich Hoffmann von Fallersleben verfasste nach der gescheiterten Deutschen Revolution 1849 eine bissige Parodie mit dem Titel „Wo ist Vetter Michels Vaterland?“.

## Das gefährliche Alter
Dieser Ausdruck wurde populär durch einen 1910 erschienenen Roman der dänischen Autorin Karin Michaëlis mit dem Titel Den farlige alder, das sich allerdings auf eine Frau im Klimakterium bezieht und deren Probleme beschreibt.
Melitta Walter schreibt über die Autorin und ihr Buch:

„Mit dem nur 182 Seiten dicken Buch Das gefährliche Alter gelang ihr eine für ihre Zeit so emotionale und ehrliche Auseinandersetzung mit dem Klimakterium der Frau, daß ein Sturm der Entrüstung, besonders von bürgerlichen Frauen und verschreckten Männern, losbrach. Da wagte es diese Frau Michaelis über die weibliche Sehnsucht nach sexueller Befriedigung, über die selbstbestimmte Trennung vom Ehemann und den ewigen Kampf um persönliche Freiheit zu schreiben.“

Mit dem gefährlichen Alter bezeichnet man heute scherzhaft das mittlere Alter von Männern, in dem sie verstärkt zu Liebesabenteuern neigen. Männer im gefährlichen Alter ist eine deutsche Gaunerkomödie aus dem Jahr 2004. Das Hamburger Abendblatt übertitelt einen Artikel über Ildikó von Kürthys Roman Blaue Wunder mit folgenden Worten:

„Das gefährliche Alter: Entweder mache ich mir Sorgen – oder was zu essen!“

## Das Gegenteil von gut ist gut gemeint
Die sprichwörtlich gewordene Redensart bringt zum Ausdruck, dass eine Handlung mit einer guten Absicht auszuführen nicht für ein wünschenswertes Ergebnis bürgt. Sie geht auf einen Aphorismus Gottfried Benns aus seinem Roman des Phänotyp zurück.

„Es hat sich allmählich herumgesprochen, daß der Gegensatz von Kunst nicht Natur ist, sondern gut gemeint; Stil ist eine bösartige Neubildung, eine letale.“

In der oben genannten Form tauchte der Sinnspruch erstmals 1977 auf.
Fälschlicherweise wird das Zitat des Öfteren Karl Kraus, aber auch anderen Autoren wie etwa Bertolt Brecht oder Kurt Tucholsky zugeschrieben.

## Das geht seinen sozialistischen Gang
Dieser Spruch war in der DDR gebräuchlich, um auszudrücken, dass etwas planmäßig und tendenziell eher langwierig abläuft. Er nimmt Bezug auf die inflationäre Verwendung des Wortes sozialistisch im formellen Sprachgebrauch in der DDR („die sozialistische Volkswirtschaft“, „die entwickelte sozialistische Gesellschaft“, „unsere sozialistische Heimat“, „mit sozialistischem Gruß“).
Es ist auch der Titel eines Lieds, mit dem Wolf Biermann bei seinem legendären Kölner Konzert am 13. November 1976 auftrat. Drei Tage nach dem Konzert meldete die Ost-Berliner Nachrichtenagentur Allgemeiner Deutscher Nachrichtendienst, dass Biermann die Staatsbürgerschaft aberkannt wurde.
In seiner Laudatio auf Biermann anlässlich der Verleihung des Großen Verdienstkreuzes des Verdienstordens der Bundesrepublik Deutschland an seinem 70. Geburtstag sagte der deutsche Bundespräsident Horst Köhler am 15. November 2006:

„Es geht eben doch nicht alles ‚sein’ sozialistischen Gang‘, wenn die Menschen die Geschichte selber in die Hand nehmen. Und dass man nie vor Überraschungen gefeit ist, das haben gerade Sie oft genug erlebt. Heute feiern Sie Ihren Geburtstag – und gleichzeitig jährt sich in diesen Tagen das Datum Ihrer Ausbürgerung aus der DDR.“

Der Ausdruck „sozialistischer Gang“ wird gebraucht, wenn von verkrusteten Strukturen in sozialistischen Staaten die Rede ist, wie zum Beispiel:
- „Kuba im Übergang. Alles geht seinen sozialistischen Gang“ (Die Zeit von Fidel Castro scheint vorbei zu sein – Vieles spricht für seinen Bruder Raúl als Nachfolger[24])

## Das gibt’s nur einmal, das kommt nie wieder

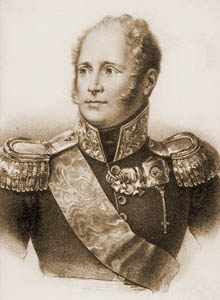
Zar Alexander I.

Das ist der Refrain eines Schlagers aus dem Film Der Kongreß tanzt, der im Jahr 1931 gedreht wurde. Am bekanntesten sind die beiden ersten und die beiden letzten Zeilen des Kehrreims:
Das gibts nur einmal, das kommt nie wieder,

das ist zu schön, um wahr zu sein!

Das kann das Leben nur einmal geben,

denn jeder Frühling hat nur einen Mai!
Gesungen wurde das Lied von Lilian Harvey in der Rolle der jungen Handschuhmacherin Christel Weinzinger, die während des Wiener Kongresses eine Romanze mit dem russischen Zaren Alexander I. erlebte. Weinzinger bewirbt ihr Geschäft, indem sie ein Bukett Blumen mit ihrer Visitenkarte in jede Kutsche, die vorbeifährt, wirft. Dabei trifft sie den russischen Zaren Alexander an den Kopf. Zunächst wird sie eines Attentatversuches bezichtigt. Der Zar verliebt sich in Christel und nutzt die Visitenkarte, um sie in ihrem Geschäft zu besuchen. Eine Romanze entsteht, und der Zar lässt sie mit einer prunkvollen Kutsche abholen.
Im Jahr 2000 wurden diese Zeilen noch einmal sehr bekannt, da die Expo 2000 eine Rockversion des Liedes in ihren Werbespots verwendete.

## Das Glück ist eine leichte Dirne
Dieses Zitat ist der erste Vers des Mottos, das dem zweiten Buch von Heinrich Heines Gedichtzyklus Romanzero vorangestellt ist:
Das Glück ist eine leichte Dirne

Und weilt nicht gern am selben Ort;

Sie streicht das Haar dir aus der Stirne

Und küsst dich rasch und flattert fort.

Frau Unglück hat im Gegenteile

Dich liebefest ans Herz gedrückt;

Sie sagt, sie habe keine Eile,

Setzt sich zu dir ans Bett und strickt.
Der Topos der Unbeständigkeit des Glücks erscheint hier im Bild einer Prostituierten; der Topos der Beharrlichkeit des Unglücks hingegen im Bild der Haus- bzw. Ehefrau.

## Das Gras wachsen hören

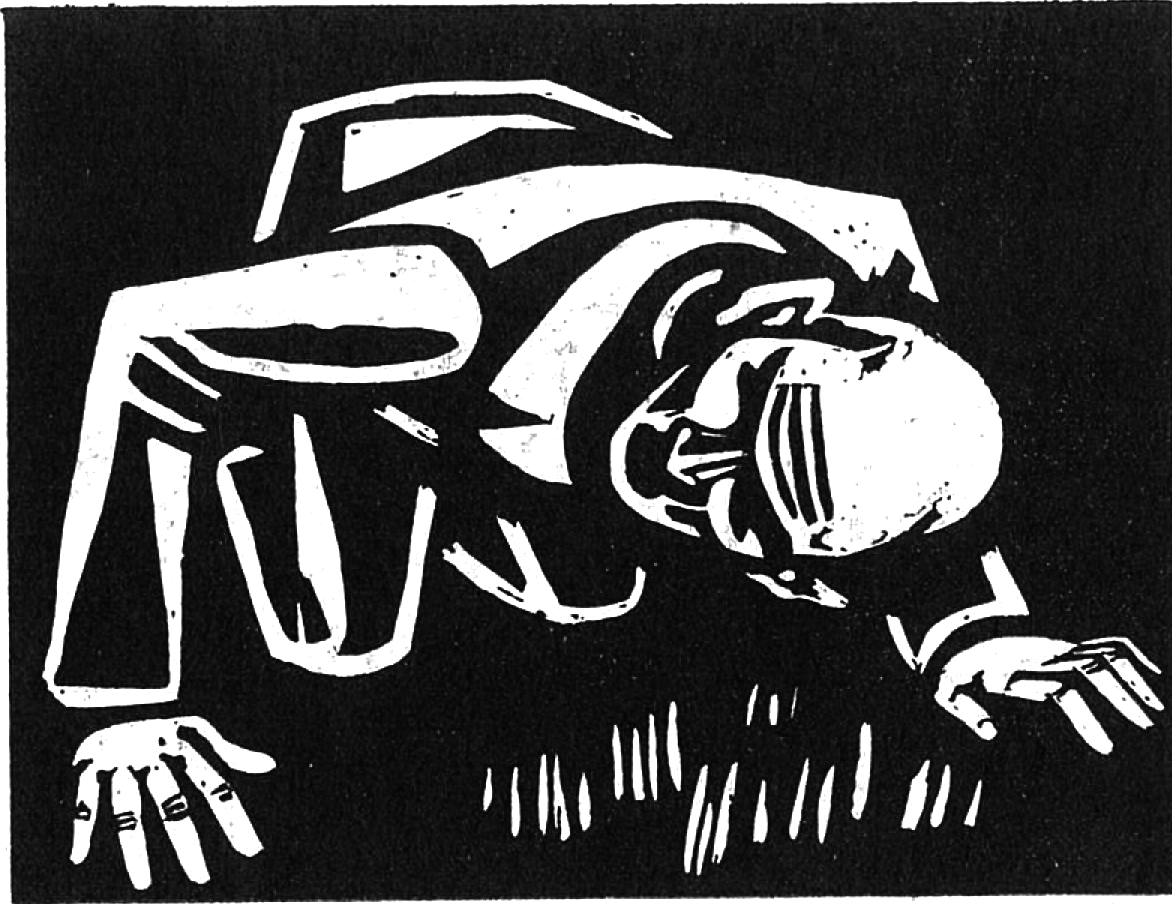
Kurt Scheele: Der Mann, der das Gras wachsen hört, Holzschnitt, 1937

Diese Redewendung bezeichnet eine übermenschliche Feinspürigkeit aber auch etwas besser oder früher wahrnehmen und wissen können als andere. Die Wendung geht angeblich auf einen altnordischen Lehraufsatz aus dem 13. Jahrhundert zurück. In der Jüngeren Edda wird vom weisen Heimdall erzählt, der so scharfsinnig war, dass er sogar die Wolle der Schafe und das Gras wachsen hören konnte. Außerdem konnte er bei Tag und Nacht 100 Rasten weit sehen.
Heimdall war der Wächter der Brücke Bifröst zu Asgard. Bei Gefahr warnte er mit dem Gjallarhorn. Er gilt auch als Ahnherr der Menschen.
Der Zitatensammler Georg Büchmann zitiert in seinen Geflügelten Worten aus der jüngeren Edda:

„Er bedarf weniger Schlaf als ein Vogel und sieht sowohl bei Nacht als bei Tag hundert Rasten weit; er hört auch das Gras in der Erde und die Wolle auf den Schafen wachsen, mithin auch alles, was einen stärkeren Laut giebt.“

## Das große Fressen
Das große Fressen ist der deutsche Titel des französischen Spielfilms La grande bouffe aus dem Jahr 1973, der wegen seiner schockierenden Schilderung einer Fressorgie großes Aufsehen erregte. Vier Freunde treffen sich, um an einem Wochenende durch übermäßiges Essen kollektiven Suizid zu begehen.
Der Filmtitel wurde bald als Bezeichnung für Veranstaltungen gebräuchlich, bei denen das Essen im Mittelpunkt steht, aber auch für wirtschaftliche Angelegenheiten:
- „Das große Fressen – Protokoll einer Essveranstaltung“
- „Fettleibigkeit in Großbritannien – Das große Fressen.“
- „Das große Fressen bei den Banken“

## Das größte Insekt ist der Elefant
Diese absurde Aussage ist eine der berühmten Kathederblüten des Pädagogen Johann Georg August Galletti.
Galletti war von 1783 bis 1819 Gymnasialprofessor in Gotha. Friedrich Schiller soll ihn zum „langweiligsten und geistlosesten Historiker, der je gelebt hat“ erklärt haben. Berühmt wurde er durch seine Versprecher, die angeblich von seinen Schülern gesammelt wurden.
In der Enzyklopädie von Ersch-Gruber heißt es über Galletti:

„Mit manchen andern gelehrten Männern hatte er die Schwäche gemein, daß ihn während des Unterrichts eine Zerstreutheit des Geistes befiel… Diese kleinen Mängel wurden bedeckt durch den Adel seines Geistes und Herzens.“

Fritz Eckhardt änderte das Zitat folgendermaßen ab:

„Das größte Insekt ist der Elefant, der aus einer Mücke gemacht wird.“

## Das Gute – dieser Satz steht fest – ist stets das Böse, was man lässt
Diese Feststellung stammt aus dem Schlusswort zu der Bildgeschichte Die fromme Helene von Wilhelm Busch. Mit diesen Worten stellt Busch die Ordnung wieder her. Auf der Website des Bayerischen Rundfunks heißt es dazu:

„Max und Moritz enden als Hühnerfutter, die fromme Helene verbrennt und findet sich wieder im Schlund der Hölle. Das Gute siegt, aber mitgefiebert hat man mit den Bösewichtern.“

## Das Hemd ist mir näher als der Rock
Diese Redensart geht auf eine Komödie des römischen Dichters Plautus zurück, in dessen Theaterstück Trinummus (Das Dreidrachmenstück) es auf Lateinisch so heißt:

“Tunica propior pallio est.”

Im Deutschen wird das römische Untergewand, die Tunika, mit „Hemd“ wiedergegeben, während das griechische Obergewand Pallium, das der römischen Toga entspricht, mit „Rock“ übersetzt wurde.

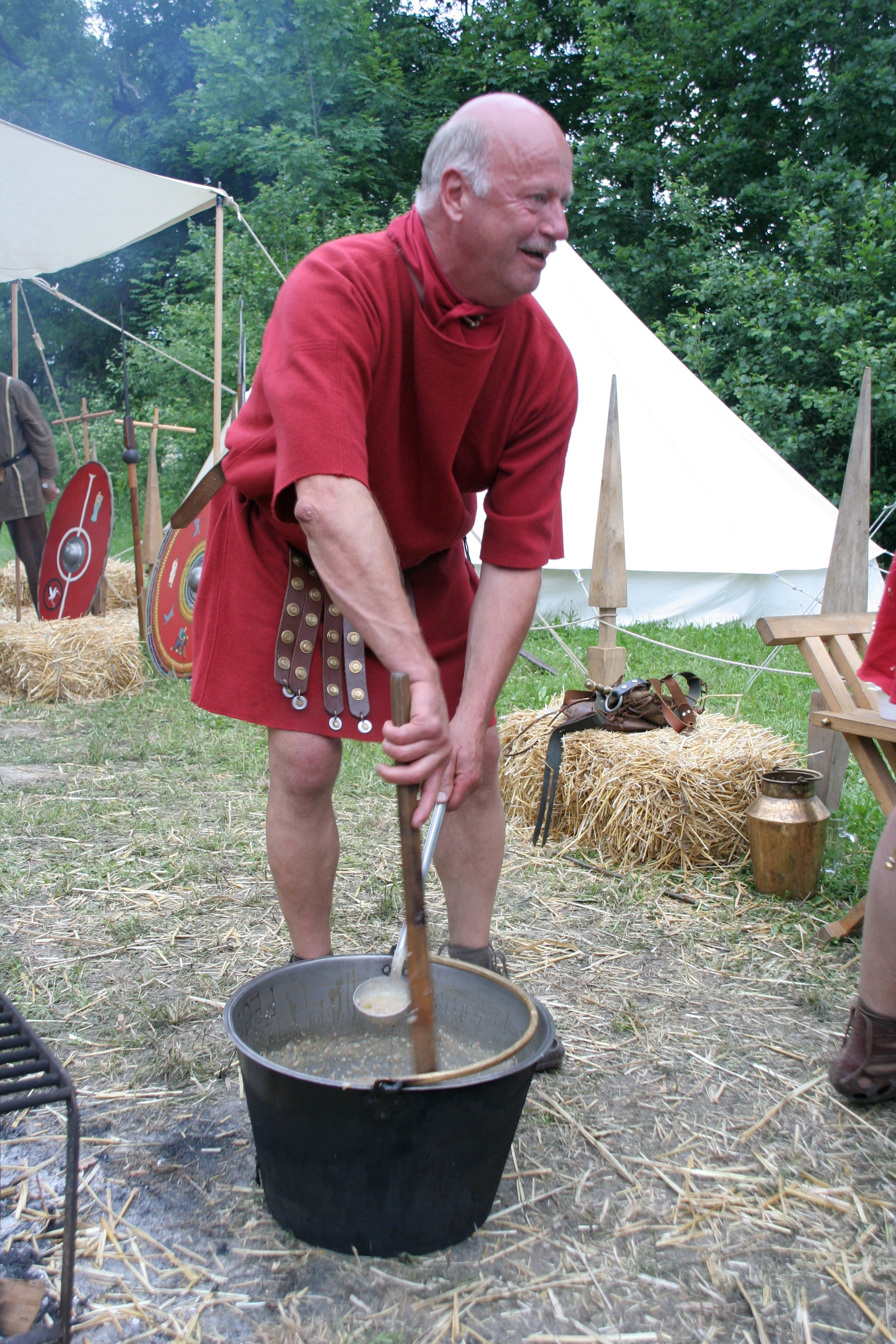
Militärtunika
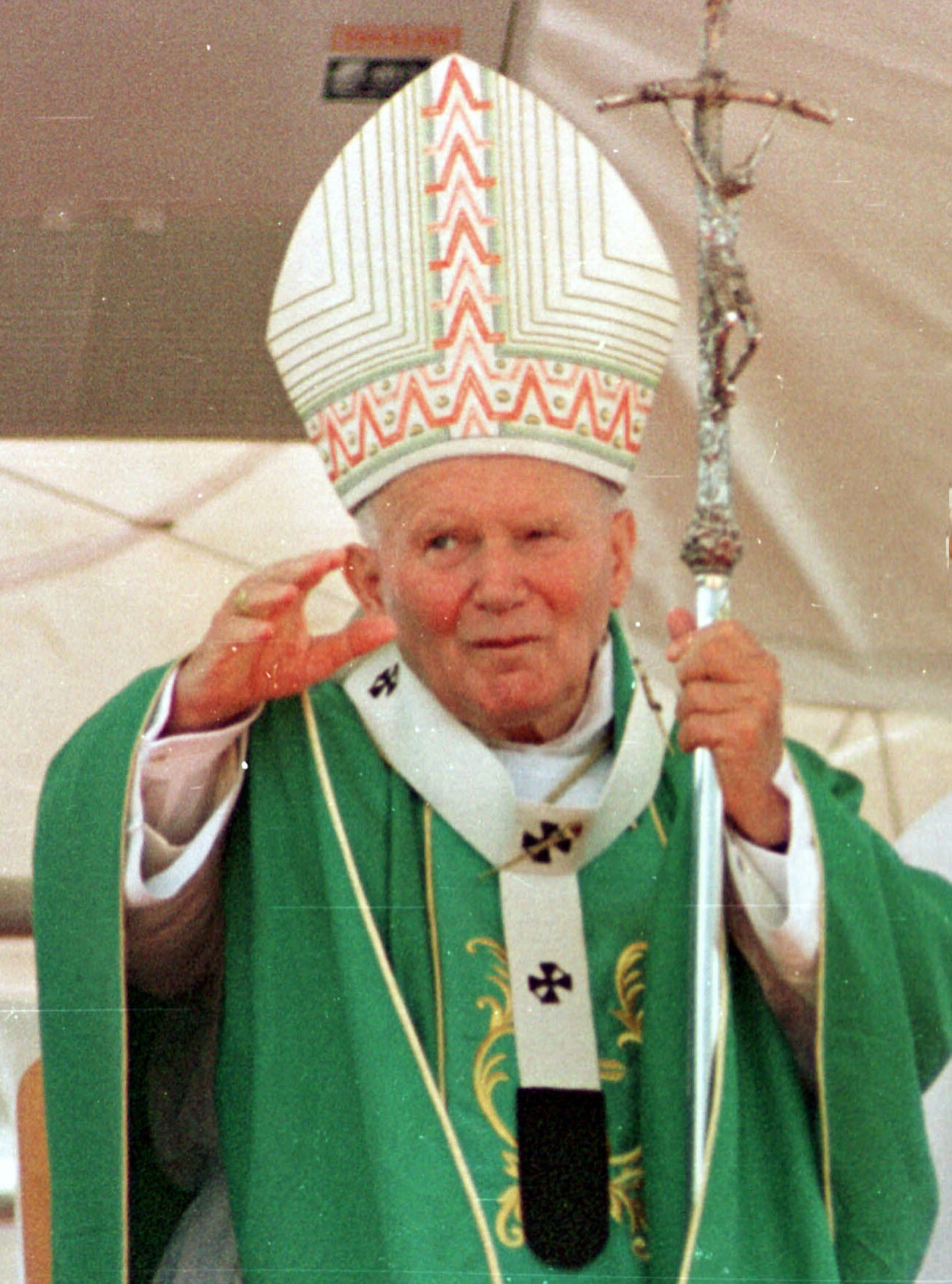
Johannes Paul II. mit der modernen Form des Palliums

Mit dieser Redensart will man ausdrücken, dass einem der eigene Vorteil wichtiger ist als die Interessen anderer. Sie entspricht dem Sprichwort:

„Jeder ist sich selbst der Nächste.“

Der deutsche Bundesumweltminister Sigmar Gabriel sagte in seiner Bundestagsrede in der Aussprache zur Regierungserklärung 2005:

„Umweltschutz ist praktizierte Gerechtigkeit und Fairness. Weltweit wird auch in der Politik viel zu sehr nach dem Motto „Das Hemd ist mir näher als der Rock“ gehandelt. Der Rock wäre in unserer modernen Sprache wohl der Mantel. Als Mantel sind die Erdatmosphäre, die Süßwasservorräte, der Boden, die Wälder und die Meere zu verstehen. Das Hemd ist die Art, wie wir heizen, welche Art von Mobilität wir pflegen und welche Produkte wir kaufen.“

Weiter führt Gabriel das Bild aus:

„Die Dresdner an der Elbe, die Münsterländer in diesen Tagen und die Bewohner im chinesischen Harbin wissen, dass das Hemd nur noch ein dünner Fetzen ist, sobald der Rock einen kleinen Riss bekommt. Wir müssen den Rock, der allen gehört, instandhalten und wieder instandsetzen.“

## Das Herz hat seine Gründe, die der Verstand nicht kennt
Dieser Aphorismus stammt vom Philosophen Blaise Pascal, der auf Französisch schrieb:

« Le cœur a ses raisons que la raison ne connaît pas. »

## Das höchste der Gefühle

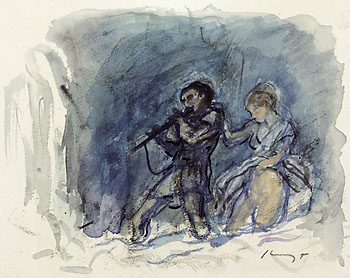
Max Slevogt: Papageno

Diese Worte stammen aus dem zweiten Akt von Mozarts Oper Die Zauberflöte, in dem Papageno und Papagena damit ihrer Vorfreude auf reichen Kindersegen ausdrücken:
Welche Freude wird das sein,

Wenn die Götter uns bedenken,

Unsrer Liebe Kinder schenken

Unsrer Liebe Kinder schenken

So liebe kleine Kinderlein, Kinderlein,

Kinderlein, Kinderlein,

So liebe kleine Kinderlein.

Erst einen kleinen Papageno

Dann eine kleine Papagena,

Dann wieder einen Papageno

Dann wieder eine Papagena,

Papageno, Papagena, Papageno, etc.

Es ist das höchste der Gefühle,

Wenn viele, viele, der pa-pa-pageno(a)

Der Eltern Segen werden sein.

Wenn viele, viele, der pa-pa-pageno(a)

Der Eltern Segen werden sein. etc.

## Das höchste Glück der Erde
Das von Reitern häufig zitierte angebliche „Arabische Sprichwort“ stammt von dem deutschen Dichter Friedrich von Bodenstedt, der 1851 in seinen „Liedern des Mirza-Schaffy“ Folgendes schreibt:
Das Paradies der Erde

Liegt auf dem Rücken der Pferde,

In der Gesundheit des Leibes

Und am Herzen des Weibes.
Gegner des Reitsports haben den Spruch im Sinne der Pferde umgedreht zu:
Das höchste Glück der Pferde

ist der Reiter auf der Erde.

## Das Hohe Lied

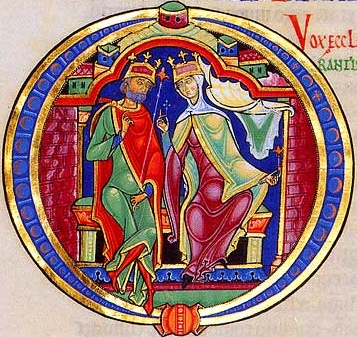
Illustration aus dem 12. Jahrhundert

Das Hohe Lied Salomos ist eine Sammlung volkstümlicher Liebeslieder im Alten Testament. Die deutsche Bezeichnung geht auf Martin Luther zurück. Der hebräische Name Shir ha Shirim bedeutet wörtlich „Lied der Lieder“. Dem entspricht auch der Titel in anderen Sprachen:
- Ἄσμα Ἀσμάτων (asma asmatôn) in der griechischen Septuaginta
- Canticum Canticorum in der lateinischen Vulgata
- Song of Songs (englisch)
- Cantique des cantiques (französisch)

Heute verwendet man diesen Titel, um etwas zu kennzeichnen, das symbolisch ein Loblied auf etwas darstellt:
- „Steve Ballmer singt das Hohe Lied der Sicherheit.“
- „Das Hohe Lied der Demokratie“
- „Das Hohe Lied der Gastfreundschaft“

Michael Preiner benutzt den Ausdruck hohes  Lied der Politik in seinem Kommentar zum Wahlkampf um die US-amerikanische Präsidentschaft:

„Oh du seliger Obama, warum bist du nicht Deutscher und stehst als nächster Kanzlerkandidat zur Verfügung. Wir würden dich bejubeln, wir würden dich mit der Inbrunst der Überzeugung wählen und würden das hohe Lied der Politik für dich singen, zumindest bis 4 Wochen nach der Wahl, denn dann müsstest auch du Entscheidungen treffen und Politik machen.“

## Das Imperium schlägt zurück
Das Imperium schlägt zurück ist der deutsche Titel des US-amerikanischen Science-Fiction-Films The Empire strikes back, des fünften Teils der Star-Wars-Reihe, aus dem Jahr 1980. Nach der Zerstörung des Todessterns mussten die Rebellen von Yavin IV fliehen und einen neuen Stützpunkt suchen.
Der Filmtitel wird auch auf wirtschaftliche Imperien bezogen, wenn sie in irgendeinem Punkt Gegenmaßnahmen ergreifen.

## Das ist das Unglück der Könige, dass sie die Wahrheit nicht hören
Diese Worte sagte der Politiker Johann Jacoby 1848 als Mitglied einer Delegation der preußischen Nationalversammlung zu König Friedrich Wilhelm IV.
Der gleiche Gedanke findet sich schon in der Nachdichtung des spanischen Epos El Cid durch Johann Gottfried Herder:
„Ach, der Könige hartes Schicksal,

Dass, wenn man sie nicht mehr fürchtet,

Dann nur ihnen die Wahrheit spricht!“ –

„Auch zu andern, andern Zeiten

Sagt man ihnen wohl die Wahrheit,

Aber sie, sie hören nicht.“

## Das ist der Beginn einer wunderbaren Freundschaft
In dem US-amerikanischen Film Casablanca aus dem Jahr 1942 sagt der Barbesitzer Rick zum französischen Offizier Louis Renault:

“Louis, I think this is the beginning of a beautiful friendship.”

„Louis, ich glaube, das ist der Beginn einer wunderbaren Freundschaft.“

Kurz zuvor hat Rick Major Strasser am Flughafen erschossen, der den Kontrollturm verständigen wollte. Den anrückenden Polizisten gibt Renault (obwohl Zeuge der Tat) die Anweisung, „die üblichen Verdächtigen“ zu verhaften, und stellt sich damit auf Ricks Seite.
Dieser letzte Satz aus dem Film wird meist scherzhaft oder ironisch zitiert, etwa wenn sich eine Beziehung abzeichnet, die man nicht gerade als freundschaftlich bezeichnen möchte.

## Das ist der Fluch von unserm edeln Haus: Auf halben Wegen und zu halber Tat mit halben Mitteln zauderhaft zu streben
Das ist der Fluch von unserm edeln Haus:
Auf halben Wegen und zu halber Tat.
Mit halben Mitteln zauderhaft zu streben.
Ja oder nein, hier ist kein Mittelweg.
Franz Grillparzer, Ein Bruderzwist in Habsburg, 2. Akt
Meist wird dieses Zitat zu Auf halben Wegen und zu halber Tat verkürzt.

## Das ist die Seuche unserer Zeit: Verrückte führen Blinde.
„Das ist die Seuche unserer Zeit: Verrückte führen Blinde.“

ist ein Ausspruch aus William Shakespeares Tragödie König Lear (IV, 1); im englischen Original heißt es

’Tis the times’ plague, when madmen lead the blind.

## Das ist die Sonne von Austerlitz!

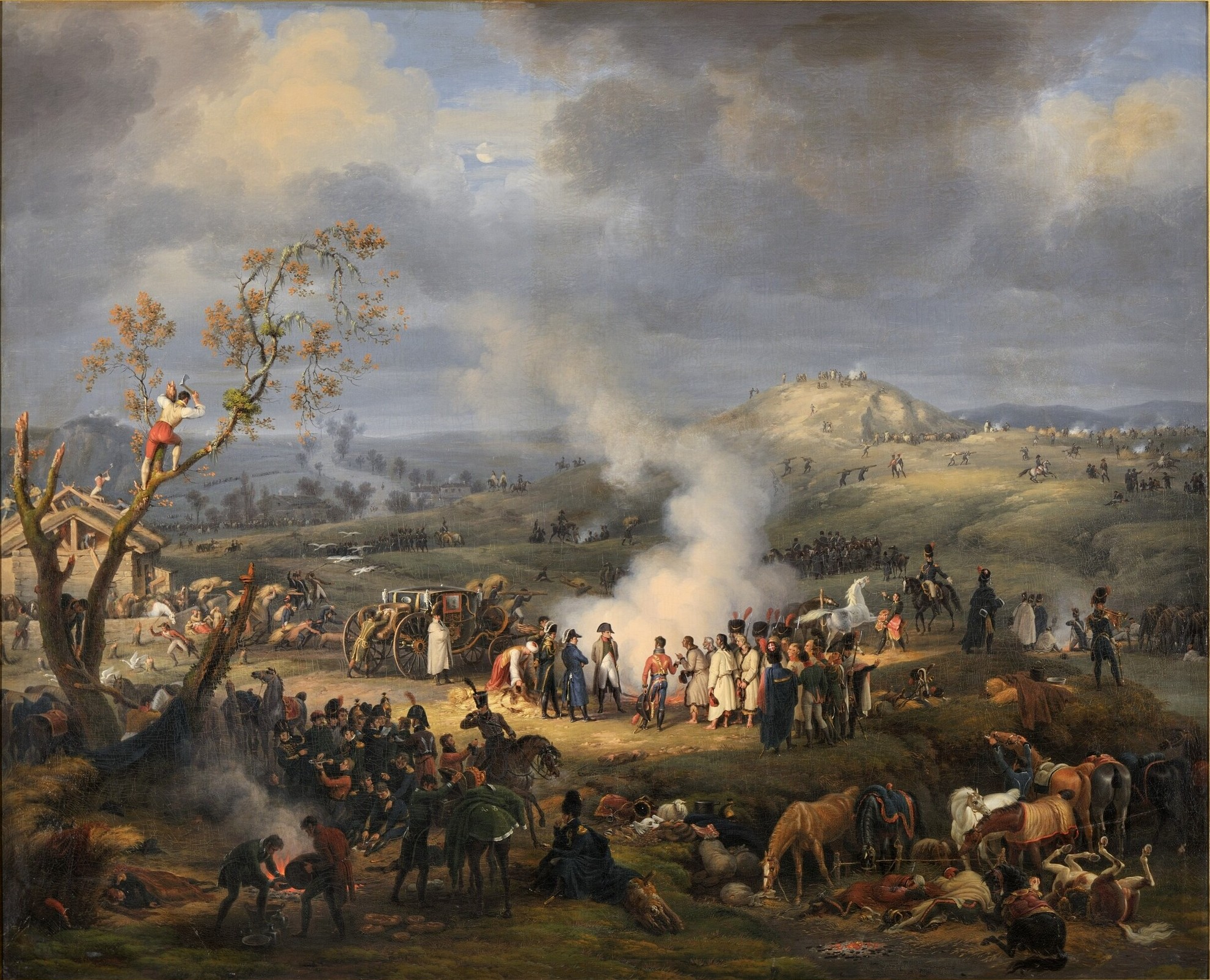
Louis-François, Baron Lejeune: Die Schlacht bei Austerlitz

Als am 7. September 1812 an der Moskwa die Sonne aufging, rief Kaiser Napoleon Bonaparte seinen Offizieren auf Französisch zu:

« Voilà le soleil d’Austerlitz! »

Er erinnerte dabei an die siegreiche Schlacht bei Austerlitz zwischen Brünn und Austerlitz vom 2. Dezember 1805, bei der er die österreichischen und russischen Truppen unter Kaiser Franz II. und dem russischen Zaren Alexander I. besiegt hatte. Am Abend des 1. Dezembers wandelte sich das bewölkt-bedeckte Wetter zu einer wolkenlosen Nacht. Am 2. Dezember herrschte dichter Bodennebel, der erst der legendären Sonne von Austerlitz wich. Die durch die Wolken brechende Sonne ermöglichte einen Überblick über die Kampfhandlungen, der entscheidend zum Sieg Napoléons beitrug.
Vor Moskau stellten sich die Russen unter Kutusow zur Schlacht. Die Schlacht bei Borodino konnte Napoléon zwar gewinnen, aber sie wurde zu einer der verlustreichsten Auseinandersetzungen der napoleonischen Kriege überhaupt.
Später wurde dieser Ausruf gelegentlich in ähnlich aufmunternder Absicht angesichts einer schwierigen Situation zitiert.

## Das ist Lützows wilde, verwegene Jagd

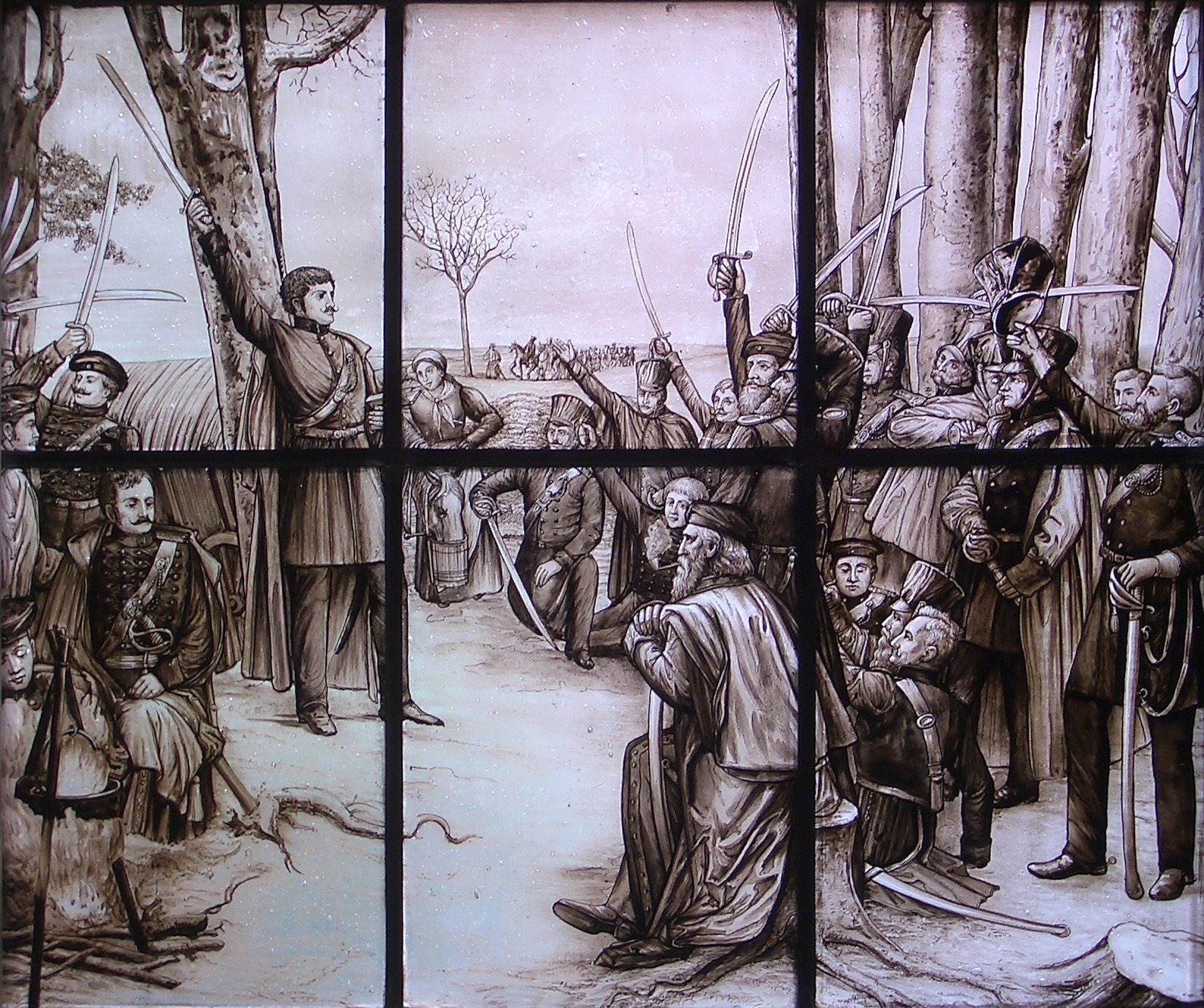
Theodor Körner trägt seinen Kameraden sein Schwertlied vor.

Diese Worte stammen aus dem Lied Lützows wilde Jagd, das Theodor Körner 1813 während der Befreiungskriege schrieb und dessen sechs Strophen alle mit dieser Zeile enden. In der Vertonung von Carl Maria von Weber gehört das Lied noch heute zum Repertoire von Männerchören. Es beginnt mit der folgenden Strophe:
Was glänzt dort vom Walde im Sonnenschein?

Hör’s näher und näher brausen.

Es zieht sich herunter in düsteren Reihn,

Und gellende Hörner schallen darein,

Erfüllen die Seele mit Grausen.

Und wenn ihr die schwarzen Gesellen fragt:

Das ist,

|: Das ist Lützows wilde, verwegene Jagd.:|
Das Freikorps des Freiherrn Ludwig Adolf Wilhelm von Lützow tat sich in den Befreiungskriegen besonders hervor. Lützows Schwarze Jäger verdankten ihre Bekanntheit vor allem ihren prominenten Mitgliedern, wie dem 1813 gefallenen Dichter Theodor Körner. Weitere berühmte Mitglieder waren: der Turner Friedrich Friesen, der „Turnvater“ Friedrich Ludwig Jahn, Joseph von Eichendorff, der bedeutendste Dichter der deutschen Romantik, sowie der spätere Begründer der Kindergärten Friedrich Fröbel.

## Das ist mehr als ein Verbrechen, das ist ein Fehler

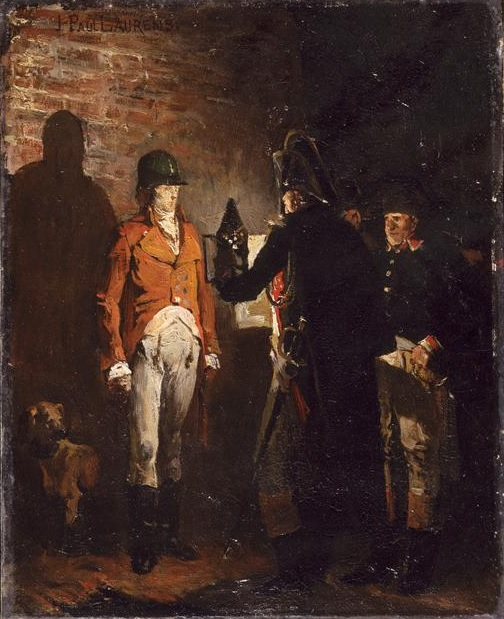
Die Hinrichtung des Herzogs von Enghien

Als Napoleon Bonaparte den Duc d’Enghien hinrichten ließ, der gegen die Republik gekämpft hatte, sagte Talleyrand (oder der Polizeiminister Joseph Fouché):

„C’est pire qu’un crime, c’est une faute.“

Napoléon ließ den Herzog Enghien nach einem Scheinprozess als „Emigrant, der vom Ausland bezahlt wird, um eine Invasion Frankreichs zu erleichtern“ erschießen. Die Entführung und Hinrichtung sorgte in ganz Europa für Empörung, war aber auch ein abschreckendes Signal an die Gegner Napoléons. Dieses Vorgehen schadete Napoléon außenpolitisch. Ein von Joséphine de Beauharnais überbrachtes Gnadengesuch hatte Napoléon zuvor abgelehnt.
Innenpolitisch hatte Napoléon jedoch mit dieser „terroristischen Hinrichtung“ (Louis Bergeron) alle royalistischen Komplotte erstickt und die Zustimmung der breiten Bevölkerung hinter sich. Bezeichnenderweise meinte Napoléon selbst als Reaktion auf die Empörung des Auslandes nur knapp:

„Ich bin die Französische Revolution.“

Mit Talleyrands Worten drückt man aus, dass man eine Handlung für unüberlegt hält.

## Das kann doch einen Seemann nicht erschüttern
Diese Worte sind der Kehrreim aus einem Schlager, der in dem 1939 mit Heinz Rühmann gedrehten Film Paradies der Junggesellen gesungen wird. Der Text ist von Bruno Balz, die Vertonung stammt von Michael Jary:
Das kann doch einen Seemann nicht erschüttern,

Keine Angst, keine Angst, Rosmarie!

Wir lassen uns das Leben nicht verbittern,

Keine Angst, keine Angst, Rosmarie!

Und wenn die ganze Erde bebt,

Und die Welt sich aus den Angeln hebt …

Das kann doch einen Seemann nicht erschüttern,

Keine Angst, keine Angst, Rosmarie!
Der Film handelt von drei trinkfesten Männern, die in einer gemeinsamen Wohnung leben.
Der Refrain wird als Ausdruck eines unerschütterlichen Optimismus zitiert.

## Das kann kein Schwein lesen
Marcus Swyn († 1585) war herzoglicher Landvogt des Norderdrittenteils von Dithmarschen. Nach dem Ende der Bauernrepublik in Dithmarschen sollten alle Besitzdokumente vom Landvogt beglaubigt werden. Waren die Papiere unleserlich geworden, stellte man fest: „Das kann ja nicht einmal mehr ein Swyn lesen. – Dat kann keen Swyn lesen.“
Es gibt allerdings auch eine andere Deutung. So heißt es auf der Website des Deutschlandradios:

„Schon in der frühen Neuzeit gab es viele lustige Darstellungen von Tieren in der Schule, wobei man gerne Esel und Schwein benutzte. Gerade das Schwein konnte mit seiner Klaue theoretisch eine Feder halten und schreiben. Der Weg zum Ausdruck ‚Sauklaue‘ war da nicht weit.“

## Das Kind beim rechten Namen nennen
Diese Redensart gibt es seit dem 17. Jahrhundert und ist durch Goethes Drama Faust I bekannt geworden. Faust weist seinen Famulus Wagner darauf hin, dass es gefährlich sein kann, seine Erkenntnisse offen mitzuteilen:
Ja, was man so erkennen heißt!

Wer darf das Kind beim rechten Namen nennen?

Die wenigen, die was davon erkannt,

Die töricht g’nug ihr volles Herz nicht wahrten,

Dem Pöbel ihr Gefühl, ihr Schauen offenbarten,

Hat man von je gekreuzigt und verbrannt.

## Das Kind im Manne
Diese Redewendung geht auf Friedrich Nietzsches Werk Also sprach Zarathustra zurück. Im Kapitel Von alten und jungen Weiblein findet sich die folgende Feststellung:

„Im echten Manne ist ein Kind versteckt: das will spielen. Auf, ihr Frauen, so entdeckt mir doch das Kind im Manne!“

Mit dem Kind im Manne rechtfertigen Männer häufig ihren Spieltrieb, während Frauen damit männliches Verhalten kommentieren, das ihnen kindisch vorkommt.

## Das kleinere Übel
Der Ausdruck geht auf den Philosophen Platon zurück, der in seinem Dialog Protagoras Sokrates sagen lässt:

„Von zwei Übeln wird niemand das größere wählen, wenn er das kleinere wählen kann.“

## Das kunstseidene Mädchen
Das kunstseidene Mädchen ist die gutmütige, immer verliebte und leicht verlotterte Stenotypistin Doris im 1932 erschienenen Roman Das kunstseidene Mädchen der Schriftstellerin Irmgard Keun. Doris erinnert ein bisschen an Kunstseide, von der sie selbst sagt:

„Man sollte nie Kunstseide tragen mit einem Mann, die zerknautscht dann so schnell, und wie sieht man aus dann nach sieben reellen Küssen und Gegenküssen?“

## Das Land der Griechen mit der Seele suchend
Diese Worte stammen aus dem Anfangsmonolog von Goethes Schauspiel Iphigenie auf Tauris. Iphigenie beklagt ihr Schicksal, fern von ihrer Heimat:
Denn ach, mich trennt das Meer von den Geliebten,

Und an dem Ufer steh ich lange Tage,

Das Land der Griechen mit der Seele suchend.
Dieses geflügelte Wort wurde besonders im 18. Jahrhundert häufig zitiert, als das Interesse von der römischen auf die griechische Antike gelenkt wurde.

## Das Land, wo Milch und Honig fließt
Dieses Bild stammt aus dem Alten Testament, wo Gott mit Bezug auf die Israeliten zu Moses sagt, zum Beispiel:
„… und bin herniedergefahren, dass ich sie errette von der Ägypter Hand und sie ausführe aus diesem Lande in ein gutes und weites Land, in ein Land, darin Milch und Honig fließt.“
(Insgesamt wird diese Wendung 21-mal im Alten Testament gebraucht.)
Mit diesem Ausdruck wird meist scherzhaft ein Ort bezeichnet, an dem alles im Überfluss vorhanden ist. Er dient auch als Antonomasie für das Schlaraffenland. Zu erwarten wäre allerdings der Plural: „...wo Milch und Honig fließen“.

## Das Leben ist kein Ponyhof
Der etwa seit den 2000er Jahren in der deutschen Alltagssprache auftretende Ausspruch, der auf die raue Wirklichkeit des Lebens hinweist und vor naiven Illusionen warnt, ist unter anderem als Titel eines Albums der deutschen Punkband die Schröders aus dem Jahr 2001 in Erscheinung getreten. Auch eine Webcomic-Serie der Autorin Sarah Burrini, die seit 2009 erscheint, trägt diesen Titel. Auch in der Fernsehserie Stromberg kam der Ausspruch wiederholt vor. Eine Facebookseite mit dem Ausspruch hatte im Januar 2016 rund eine Million Likes.
Anstelle von „Ponyhof“ wurde das Zitat schon früher mit Begriffen wie „Mädchenpensionat“, „Wunschkonzert“, „Zuckerschlecken“ oder „Picknick“ gebraucht. Im Jahr 2009 erschien der Kurzgeschichtenband Das Leben ist keine Waldorfschule des deutschen Autors Misha Verollet.
Eine etwas optimistischere Abwandlung lautet: „Das Leben ist ein Ponyhof, und der Stall muss ausgemistet werden.“

## Das Leben ist kurz, die Kunst ist lang
„Das Leben ist kurz, die Kunst (währt) lang.“ ist der Beginn der Aphorismen, die unter dem Namen des griechischen Arztes Hippokrates von Kos herausgegeben wurden. Lateinisch lebt dieser Satz weiter unter Vita brevis, ars longa und wurde vom römischen Dichter Seneca in seiner Schrift „De brevitate vitae“ – „Über die Kürze des Lebens“ überliefert. Dort heißt es in 1,1:

„Der größere Teil der sterblichen Menschen, Paulinus, beklagt sich über die Mißgunst der Natur, dass wir nur für eine kurze Lebenszeit geboren werden, und dass so schnell und stürmisch die uns gegebene Lebensfrist abläuft, und zwar so, dass mit Ausnahme weniger das Leben die übrigen bereits bei der Vorbereitung des Lebens im Stich lässt. Und über dieses allgemeine Übel, wie man meint, seufzt nicht nur die große Masse und der unwissende Pöbel.“

Nicht nur die ärztliche Kunst braucht lange bis zur Vollendung.

## Das ist die Berliner Luft
Diese Worte stammen aus dem Lied Berliner Luft in der Operette Frau Luna von Paul Lincke, in der von auf dem Mond gelandeten und von Mondschutzmännern verhafteten Berlinern erzählt wird. Diese erinnern sich an ihre heimatliche Berliner Luft:
Das ist die Berliner Luft, Luft, Luft,

So mit ihrem holden Duft, Duft, Duft.
Die Berliner Luft gilt als Synonym für das gesellschaftliche und kulturelle Klima in der Stadt Berlin.

## Das nächste Spiel ist immer das schwerste Spiel!

Sepp Herberger auf einer Briefmarke

Diese bekannte Feststellung stammt aus einem Rundbrief des deutschen Fußball-Nationaltrainers Sepp Herberger an die Nationalspieler vom 20. August 1954. Dieser Satz wird oft in leicht veränderter Form zitiert:

„Das nächste Spiel ist immer das wichtigste.“

In diesem Zusammenhang kann man auch einen anderen Satz Herbergers sehen:

„Nach dem Spiel ist vor dem Spiel.“

Der Fußballspieler und -trainer Matthias Sammer variierte Herbergers Satz zu:

„Das nächste Spiel ist immer das nächste.“

Nach dem WM-Triumph bei der Fußball-Weltmeisterschaft 1954 wurden die Helden des Wunders von Bern wochenlang in der Heimat gefeiert. Herberger machte sich bei all den Ehrungen und Empfängen Sorgen um die Fitness seiner Akteure. Schon bei der WM-Siegesfeier in München sagte er zum Stürmer Hans Schäfer:

„Hans, trinken Sie nicht so viel, in acht Wochen haben wir ein schweres Spiel in Brüssel gegen Belgien.“

Herberger wollte seine Spieler auf den Boden zurückholen und ihnen klarmachen, dass man sich nicht auf seinen Lorbeeren ausruhen dürfe. Der Titelträger verlor dann auch gegen Belgien vor 70.000 Zuschauern in Brüssel mit 0:2.
Der Journalist Christoph Biermann nannte Herbergers Weisheiten später Herbergerismen.

## Das Pferd frisst keinen Gurkensalat

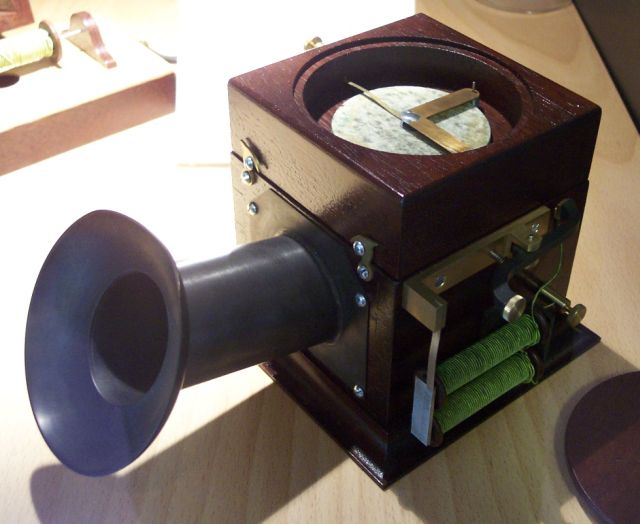
Nachbau des Telefons von Philipp Reis

Um die Übertragungsqualität des von ihm entwickelten ersten Telefonapparates zu testen, nahm Philipp Reis Verbindung mit einem Freund auf. Die Worte sollten, für den Fall, dass sie nur unvollkommen ankämen, nicht zu erraten sein. Die Geschichte geht zurück auf einen Lehrer-Kollegen, der in seinen Erinnerungen eine Vorführung im Hause Reis schildert:
Reis’ Schwager las am Telefon im Garten ein Buch vor, Reis wiederholte dem Publikum laut den Text, den er dem Empfänger abgelauscht hatte. Der Kollege konterte, er kenne vielleicht das Buch auswendig:

„Deshalb ging ich selbst in den Raum, in dem das Telefon stand, und sprach einige Sätze wie ‚Die Sonne ist von Kupfer‘ oder ‚Das Pferd frißt keinen Gurkensalat‘.“

Reis verstand zwar nicht genau, was das Pferd frisst, und dachte, die Sonne sei aus Zucker, aber der Kollege war dennoch überzeugt.

## Das Prinzip Hoffnung
Das Prinzip Hoffnung ist ein dreibändiges Werk des deutschen Philosophen Ernst Bloch, der es zwischen 1938 und 1947 im US-amerikanischen Exil schrieb. Ursprünglich sollte sein Hauptwerk „The dreams of a better life“ (dt.: Die Träume von einem besseren Leben) heißen.
1. Der erste Band umfasst „Kleine Tagträume“ (Bericht), das philosophische Herzstück „Das Antizipierende Bewusstsein“ (Grundlegung) und „Wunschbilder im Spiegel“ (Übergang).
2. Der zweite Band analysiert die „Grundrisse einer besseren Welt“ (Konstruktion).
3. Der dritte Band „Wunschbilder des erfüllten Augenblicks“ (Identität).

## Das raffinierte Tier tat’s um des Reimes willen
Dies ist die letzte Zeile des Nonsensgedichts Das ästhetische Wiesel von Christian Morgenstern:
Ein Wiesel

saß auf einem Kiesel

inmitten Bachgeriesel.

Wißt ihr

weshalb?

Das Mondkalb

verriet es mir

im Stillen:

Das raffinier-

te Tier

tat’s um des Reimes willen.
Das Zitat dient meist dazu, Handlungsweisen, die man nicht nachvollziehen kann, zu kommentieren.

## Das Runde muss in das Eckige
Dieses Zitat soll ebenfalls vom Fußballtrainer Sepp Herberger stammen, der damit lakonisch ausdrücken wollte, dass es das Ziel eines Fußballspiels sei, den runden Ball in das eckige Tor zu befördern. Doch der Urheber war der ehemalige Bundesligatrainer Helmut Schulte, der in einer stark simplifizierten Sprache sagte:

„Ball rund muss in Tor eckig.“

Der Autor Helmut Schümann nannte sein Buch über die Geschichte der Fußball-Bundesliga Das Runde muss ins Eckige und griff damit diese viel zitierte Wendung aus dem Sportjournalismus auf.
Mit der Überschrift „Das Runde muss ins Eckige – FernUniversität: Fußball als Wirtschaftsfaktor“ ist eine Untersuchung durch Controlling-Professor Jörn Littkemann an der Fernuniversität in Hagen überschrieben. Dazu heißt es:

„Doch ob Bundesliga, Uefa-Cup oder EM: Damit das Runde ins Eckige fliegt, müssen einige Bedingungen erfüllt sein, sogar welche, die mit Sport zunächst wenig zu tun haben.“

## Das Schicksal des Menschen ist der Mensch
Diese Worte spricht in Bertolt Brechts Theaterstück Die Mutter die Mutter eines getöteten jungen Kommunisten. Man will ihr erklären, dass der Mensch gerade im Leid nicht ohne Gott auskommt:

„Frau Wlassowa, der Mensch braucht Gott. Er ist machtlos gegen das Schicksal.“

Darauf antwortet sie:

„Wir sagen: Das Schicksal des Menschen ist der Mensch.“

Brecht formuliert hier einen Gedanken von Karl Marx um, der in der Einleitung zu seiner Kritik der hegelschen Rechtsphilosophie schrieb, dass der Mensch das höchste Wesen für den Menschen sei.

## Das Schicksal setzt den Hobel an
In Ferdinand Raimunds Zaubermärchen mit Gesang Der Verschwender von 1834 singt der Tischlermeister Valentin am Schluss des sechsten Auftritts im 3. Akt das berühmte Hobellied. Darin heißt es im Hinblick auf den Unterschied zwischen Arm und Reich am Ende der ersten Strophe:
Da streiten sich die Leut herum

Oft um den Wert des Glücks,

Der eine heißt den andern dumm,

Am End weiß keiner nix.

Da ist der allerärmste Mann

Dem andern viel zu reich.

Das Schicksal setzt den Hobel an

Und hobelt s' beide gleich.

## Das Sein bestimmt das Bewusstsein
Dies ist die geläufige Verkürzung eines Zitats von Karl Marx, der im Vorwort seiner Schrift Zur Kritik der politischen Ökonomie schreibt, dass die Produktionsbedingungen ein bestimmtes Bewusstsein zur Folge haben:

„Es ist nicht das Bewußtsein der Menschen, das ihr Sein, sondern umgekehrt ihr gesellschaftliches Sein, das ihr Bewußtsein bestimmt.“

## Das sieht sehr übersichtlich aus
Mit diesen Worten beschreibt die Hauptfigur in Loriots Film Ödipussi das dürftige, aber noble Essen in einem feinen französischen Restaurant und drückt damit diplomatisch seine Enttäuschung über die bescheidenen Portionsgrößen im Gourmetrestaurant aus.
Der Satz ist inzwischen zu einer Redewendung geworden, die in vergleichbaren Situationen gebraucht wird.

## Das sind die Praktiker der Welt…
„Die über Nacht sich umgestellt, / Die sich zu jedem Staat bekennen, / Das sind die Praktiker der Welt, / Man könnte sie auch Lumpen nennen.“
Diese Spottverse Bogislav von Selchows auf die Anhänger der Weimarer Republik wurden – mit der Abmilderung „anders“ an Stelle von „Lumpen“ – in der Sitzung des preußischen Landtags am 16. Dezember 1931 von den deutschnationalen Abgeordneten Hansjoachim von Rohr und Joseph Kaufhold dem Finanzminister Otto Klepper entgegengehalten. Der Gauleiter Rudolf Jordan berichtet in seinen Erinnerungen Im Zeugenstand der Geschichte – Antworten zum Thema Hitler, „schon 1933, [um] den andrängenden Postenjägern kein allzu freundliches Willkommen zu entbieten, […] im Eingange der Gauleitung in Halle die vielen nach dem Siege sich beeilenden, nun endlich dabeisein wollenden Spießerseelen mit dem Wandspruch von Bogislaw von Selchow“ begrüßt zu haben.

## Das Wandern ist des Müllers Lust
Dieser Satz entstammt einem Volkslied des Dichters Wilhelm Müller.
Das Lied beginnt mit den folgenden Versen:
Das Wandern ist des Müllers Lust…

Das muß ein schlechter Müller sein,

dem niemals fiel das Wandern ein…

## Das Wort zum Sonntag
Das Wort zum Sonntag ist eine der ältesten Fernseh-Sendungen der ARD. Es bringt am Samstagabend kurze kirchliche Betrachtungen eines Vertreters der beiden großen christlichen Konfessionen.
Der Titel wird zitiert im Sinne einer ernsthaften Ermahnung.

## Das Wunder ist des Glaubens liebstes Kind
Dieser skeptische Satz ist ein Zitat aus Goethes Faust I und schließt sich unmittelbar an die Worte an, mit denen Faust seinen Glaubensverlust feststellt:

„Die Botschaft hör ich wohl, allein mir fehlt der Glaube.“

In einer Predigt über Markus 8, 22–26 im August 2007 greift Wilfried Härle dieses Goethe-Zitat auf:

„‚Das Wunder ist des Glaubens liebstes Kind‘, lässt Goethe seinen Faust sagen. Das mag vor 200 Jahren, als diese Worte geschrieben wurden, vielleicht gerade noch gegolten haben, obwohl am Ende der Aufklärungszeit der Glaube an Wunder für viele Menschen schon recht fragwürdig und problematisch geworden war. Inzwischen haben viele Menschen – außerhalb und innerhalb der Kirchen, unter und auf der Kanzel – eher Schwierigkeiten mit den Wundererzählungen, auch mit denen, die im Neuen Testament reichlich überliefert sind. Vom liebsten Kind haben sich die Wunder jedenfalls in unserem mittel-, west- und nordeuropäischen Kulturkreis eher zum Stiefkind, oder genauer gesagt (da ja auch Stiefkinder sehr geliebte Kinder sein können) zum ungeliebten des Glaubens entwickelt.“

## Das Ziel ist nichts, die Bewegung alles
Diese Maxime der Arbeiterbewegung, die den Sozialismus nicht durch Revolution, sondern ausschließlich durch eine Politik der sozialen Reformen erreichen wollte, wurde so erstmals 1897 vom sozialdemokratischen Theoretiker Eduard Bernstein in der Zeitschrift Die Neue Zeit formuliert.
Wie umstritten dieser Satz war, zeigt Franz Walter unter der Überschrift Wie Bernstein die SPD zum Beben brachte auf:

„Der Sturm der Entrüstung brach erst im Jahr 1898 aus, als Bernstein einen Satz schrieb, der bis heute in der Linken berühmt, für viele berüchtigt ist: „Ich gestehe es offen, ich habe für das, was man gemeinhin unter ‚Endziel des Sozialismus‘ versteht, außerordentlich wenig Sinn. Dieses Ziel, was immer es sei, ist mir gar nichts, die Bewegung alles.““

Es folgte ein halbes Jahrzehnt erbitterter Auseinandersetzung, die den historischen Namen Revisionismusstreit trägt.
Heute werden Bernsteins Worte als Tadel gebraucht, wenn der Richtungsstreit in einer politischen Gruppierung wichtiger geworden sind als das gemeinsame Ziel.

## Dass das weiche Wasser in Bewegung mit der Zeit den mächtigen Stein besiegt
Diese Verse stammen aus Bertolt Brechts Gedicht Legende von der Entstehung des Buches Taoteking auf dem Weg des Laotse in die Emigration. Darin wird erzählt, dass der altchinesische Philosoph Laozi auf seinem Weg in die Emigration auf einen Zöllner trifft, der wissen möchte, zu welchen Erkenntnissen sein Nachdenken über die Welt geführt habe. Auf seine Frage „Hat er was rausgekriegt?“ bekommt er die Antwort:
Dass das weiche Wasser in Bewegung

Mit der Zeit den mächtigen Stein besiegt.

Du verstehst, das Harte unterliegt.
Quelle dürfte das lateinische Sprichwort Gutta cavat lapidem non vi sed saepe cadendo sein.
Der Zukunftsforscher Robert Jungk gab 1986 einem Essayband mit dem Titel Und Wasser bricht den Stein heraus.

## Dastehen wie Buridans Esel
Diese Formulierung bedeutet, dass sich jemand zwischen zwei gleichwertigen Dingen nicht entscheiden kann und bezieht sich auf eine dem mittelalterlichen französischen Philosophen Johannes Buridan zugeschriebene Parabel, nach der ein hungriger Esel aus Unentschlossenheit vor zwei gleichen Bündeln Heu verhungern würde. Der Grundgedanke stammt aus der Schrift Über den Himmel des griechischen Philosophen Aristoteles und wird in Buridans Kommentar am Beispiel eines Hundes aufgenommen. Den Begriff Buridans Esel erfanden möglicherweise Gegner Buridans.

## Davon geht die Welt nicht unter
Mit diesen Worten beginnt ein Schlager, den Zarah Leander in dem 1941/1942 gedrehten Film Die große Liebe sang. Der Film erzählt die Liebesgeschichte zwischen einem Luftwaffenoffizier und einer berühmten Varietésängerin und gehörte zu den „Durchhaltefilmen“, mit denen die Menschen von den Ereignissen des Krieges abgelenkt werden sollten. Der Refrain des Liedes beginnt mit folgenden Versen:
Davon geht die Welt nicht unter,

sieht man sie manchmal auch grau.

Einmal wird sie wieder bunter,

einmal wird sie wieder himmelblau.
Das Lied schrieb Bruno Balz zusammen mit Ich weiß, es wird einmal ein Wunder gescheh’n im Sommer 1941 im Gestapo-Hauptquartier in der Prinz-Albert-Straße oder Weihnachten 1941 in den 24 Stunden nach seiner auf Intervention seines Autorenpartners Michael Jary erfolgten Haftentlassung. Den Text konnte man auslegen, wie man wollte: Die Welt geht entweder vom Bombenhagel nicht unter oder von den „Bösartigkeiten der Nazis“.

## De gustibus non est disputandum
Der lateinische Sinnspruch „De gustibus non est disputandum“ bedeutet „Über Geschmack soll man nicht streiten.“ Der Satz stammt jedoch nicht aus der Antike. Der französische Gastrosoph Jean Anthelme Brillat-Savarin leitete diesen Satz aus dem Spanischen her, wo es heißt:

«Sobre los gustos no hay disputo.»

In der scholastischen Philosophie heißt es:

“De gustibus et coloribus non est disputandum.”

„Über Geschmäcker und Farben kann man nicht streiten.“

Wie es unendlich viele Farbtöne gibt, so gibt es auch unendlich viele Geschmacksrichtungen.

## De mortuis nil (= nihil) nisi bene
Dieser lateinische Ausspruch geht auf den griechischen Weisen Chilon von Sparta zurück, der gemäß Diogenes Laertios auf Griechisch gesagt haben soll:

«Τὸν τεθνηκότα μὴ κακολογεῖν, γῆρας τιμᾶν.»

„Ton tethnēkota mē kakologein, gēras tīmān.“

„Über Tote nicht schlecht sprechen, das Alter ehren.“

Sinngemäß bedeutet das, wenn man über einen Toten nichts Gutes zu berichten weiß, dann soll man gar nichts über ihn sagen.
Der lateinische Spruch wird auch heute noch gebraucht, wie zum Beispiel in den folgenden Beispielen:
- „De mortuis nil nisi bene? – Über Karl Mays angebliche Geistesstörung“
- „Edward Teller ist gestorben: De mortuis nihil nisi bene“
- „De mortuis nil nisi bene: Das gilt für die Toten. Aber über die Lebenden braucht man keine Halbwahrheiten zu verbreiten, schon gar nicht bei Trauerfeiern“

## Dein Wunsch war des Gedankens Vater

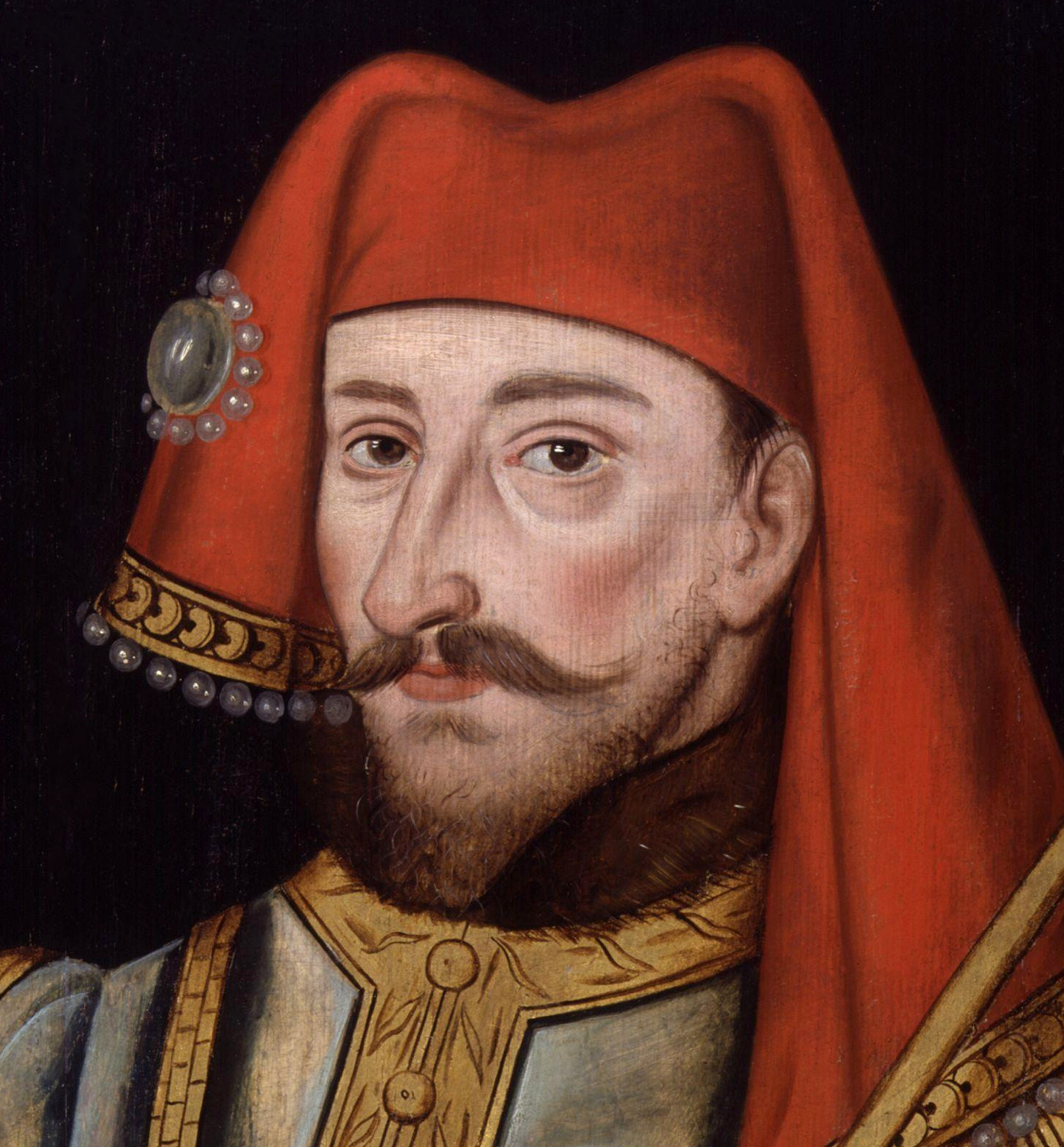
Heinrich IV.

Im englischen Original von William Shakespeares Drama Heinrich IV. sagt der König zum Fürsten von Wales:

“Thy wish was father, Harry, to that thought.”

Prinz Harry hatte den auf dem Krankenlager schlafenden Vater für tot gehalten und seine Krone an sich genommen, um sie als legitimer Nachfolger zu tragen.
Der Ausspruch wird heute in der abgewandelten Form „Der Wunsch war Vater des Gedankens“ zitiert, wenn man andeuten will, dass etwas auf Wunschdenken beruht.

## Déjà-vu
Als Déjà-vu-Erlebnis [deʒaˈvy] (frz. „schon gesehen“; auch Erinnerungstäuschung oder kurz Déjà-vu), auch als Déjà-entendu-Phänomen [deʒaɑ̃tɑ̃ˈdy] (frz. „schon gehört“) oder Déjà-vécu-Erlebnis [deʒaveˈky] (frz. „schon gelebt“) bezeichnet man ein psychologisches Phänomen, das sich in dem Gefühl äußert, eine an sich völlig neue Situation schon einmal exakt so erlebt, gesehen oder geträumt zu haben. Dabei handelt es sich nicht um eine falsche Wahrnehmung, sondern um ein paradoxes Gefühlserleben.
Der Begriff selbst wurde von dem französischen Psychologen Émile Boirac in seinem Buch L’Avenir des sciences psychiques (Die Zukunft der psychischen Wissenschaften) geprägt.
Das Gegenteil des Déjà-vu-Erlebnisses, nämlich das Gefühl von Fremdheit in einer vertrauten Umgebung, heißt Jamais-vu-Erlebnis [ʒamɛˈvy] (frz. „nie gesehen“) und kann unter ähnlichen Umständen auftreten.

## Dem Amte wohl bekannt
Diese altertümliche Formel wurde verbreitet durch Heinrich von Kleists Lustspiel Der zerbrochne Krug, wo der Gerichtsrat Walter das umständliche Beharren des Richters Adam auf Formalitäten mit folgenden Worten abkürzt:
So sind dergleichen Fragen überflüssig.

Setzt ihren Namen in das Protokoll

Und schreibt dabei: dem Amte wohl bekannt.
Die Worte werden heute scherzhaft gebraucht, wenn man ausdrücken will, dass man jemanden sehr gut kennt, weil er schon einmal unliebsam aufgefallen ist.

## Dem Auge fern, dem Herzen nah
Diese oft in Verbindung mit Todesfällen gebrauchte Abschiedsformel findet sich in dem gleichnamigen Gedicht von Ludwig Jacobowski:
Dem Auge fern, dem Herzen nah!
Als ich die alte Grabschrift sah
Im eingesunknen Marmorstein,
Da fiel mein totes Lieb mir ein.

O Gott, ich schrieb schon tausendmal
Das gleiche Lied aus gleicher Qual,
Und war doch keins wie dieses da:
Dem Auge fern, dem Herzen nah!
Der Ursprung ist aber vermutlich viel älter und nicht näher bekannt, demnach dem Volksmund zuzuschreiben.

## Dem Ingeniör ist nichts zu schwör
Dieser viel zitierte Satz wird von der Übersetzerin Erika Fuchs der Disney-Figur Daniel Düsentrieb in den Mund (bzw. den Schnabel) gelegt. Daniel Düsentrieb ist in der Comicserie ein genialer Erfinder, der Frau Fuchs wohl an ihren Ehemann Günter Fuchs erinnerte, einen Fabrikanten und Erfinder. Günter Fuchs baute im Haus alles bis hin zu den Möbeln selbst. Wenn es um technische Dinge in den Comicgeschichten ging, befragte Erika Fuchs ihren Mann:

„Was er real und vernünftig macht, verwurschtle ich wieder, damit es ein bißchen verrückt wird.“

Ihr Mann war aber nicht nur in technischen Dingen bewandert, er war auch ein Spezialist für Klassikerzitate.
Ihre Übersetzungen enthielten – anders als die englischen Vorlagen – zahllose versteckte Zitate und literarische Anspielungen.
Der fast immer als ihre Schöpfung bezeichnete Spruch: „Dem Ingeniör ist nichts zu schwör“ ist eine Abwandlung der ersten Zeile des Ingenieurlieds von Heinrich Seidel aus dem Jahr 1871:

„Dem Ingenieur ist nichts zu schwere …“

## Dem Kaiser geben, was des Kaisers ist
Diese Redewendung geht auf ein Zitat aus dem Evangelium nach Matthäus zurück, wo Jesus auf die Frage der Pharisäer nach dem Zinsgroschen, auf die Münze mit der Abbildung des Kaisers weisend, sagt:

„So gebet dem Kaiser, was des Kaisers ist, und Gott, was Gottes ist!“

Man gebraucht die Redewendung heute im Sinne von „seine Pflicht gegenüber der Obrigkeit erfüllen“.

## Dem lebendigen Geist

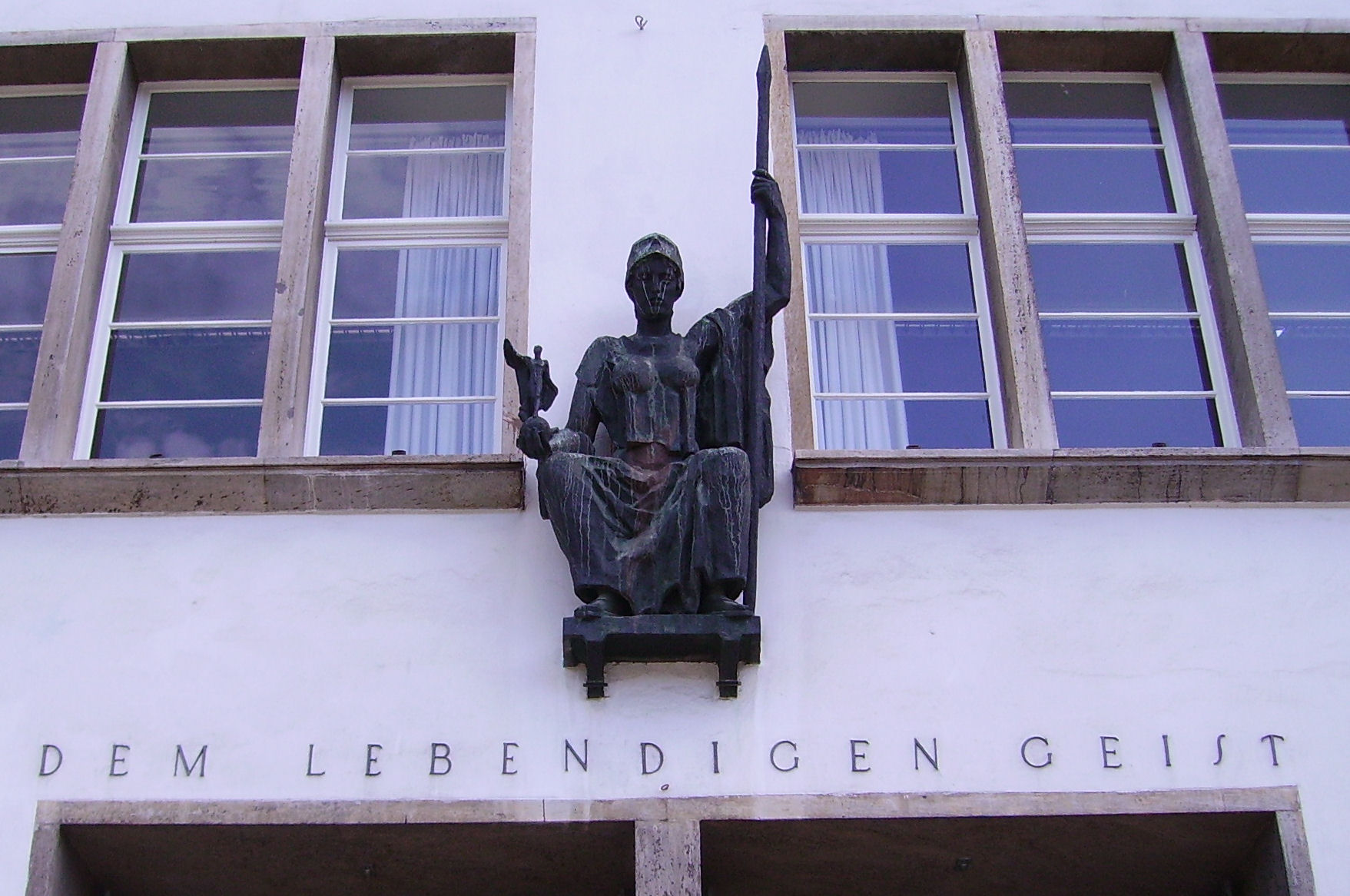
Dem lebendigen Geist. Sitzende Minerva von Karl Albiker

Die aus amerikanischen Spenden erbaute Neue Universität der Ruprecht-Karls-Universität Heidelberg erhielt diese vom Literaturwissenschaftler Friedrich Gundolf formulierte Widmung. Im Dritten Reich war Heidelberg durch einige profilierte Regimeanhänger als braune Universität verrufen. Über zwei Drittel des Lehrkörpers waren Mitglieder der NSDAP. Die Widmung der Portalfigur am Gebäude der Neuen Universität wurde in „Dem deutschen Geist“ geändert. Nach dem Zweiten Weltkrieg wurde die originale Inschrift wiederhergestellt und unter Federführung des Philosophen Karl Jaspers eine neue Satzung ausgearbeitet, in der sich die Universität verpflichtete, „dem lebendigen Geist der Wahrheit, Gerechtigkeit und Humanität zu dienen“.
Der Lyriker Hans Arnfrid Astel veröffentlichte 1968 in seinem Gedichtband Notstand ein Gedicht, das sich direkt auf diese Inschrift bezog:
Alte Grabschriften

in Heidelberg suchend

fand ich diese Inschrift

über dem Portal

unserer neuen Universität.

## Dem Mann kann geholfen werden
Dieser Satz aus Friedrich Schillers Drama Die Räuber wird oft in der Form „Dem Manne kann geholfen werden“ zitiert.
Mit dieser Feststellung gesteht sich Karl Moor, der zum Mörder und Rebell gegen die Gesellschaftsordnung wurde, am Schluss des Stücks ein, „daß zwei Menschen wie ich den ganzen Bau der sittlichen Welt zu Grund richten würden“ und will sich stellen. Da auf seine Ergreifung tausend Louis d’or ausgesetzt sind, will er einem armen Tagelöhner mit den elf Kindern die Möglichkeit geben, sich das Kopfgeld zu verdienen:
„Man könnte mich darum bewundern.“ (Nach einigem Nachsinnen.) „Ich erinnere mich, einen armen Schelm gesprochen zu haben, als ich herüber kam, der im Taglohn arbeitet und eilf lebendige Kinder hat – Man hat tausend Louis d’or geboten, wer den großen Räuber lebendig liefert. Dem Mann kann geholfen werden.“ (Er geht ab.)

## Den Dank, Dame, begehr ich nicht
In Friedrich Schillers Ballade Der Handschuh geht es um einen fragwürdigen Liebesbeweis. Ein Hoffräulein lässt vorsätzlich ihren Handschuh in die Arena mit wilden Tieren fallen und bittet dann einen Ritter, der um sie wirbt, den Handschuh zu holen. Der Ritter steigt tatsächlich in die Arena und holt den Handschuh. Doch dann verhält er sich anders, als alle es erwarten:
Und gelassen bringt er den Handschuh zurück.

Da schallt ihm sein Lob aus jedem Munde,

Aber mit zärtlichem Liebesblick –

Er verheißt ihm sein nahes Glück –

Empfängt ihn Fräulein Kunigunde.

Und er wirft ihr den Handschuh ins Gesicht:

„Den Dank, Dame, begehr ich nicht“,

Und verlässt sie zur selben Stunde.

## Den Himmel überlassen wir den Engeln und den Spatzen
Dieser Vers stammt aus Heinrich Heines Gedichtzyklus Deutschland. Ein Wintermärchen. Heine kritisiert darin den im Deutschland der Restauration herrschenden Geist. Im ersten Gedicht wendet er sich gegen die Vertröstung der Menschen auf ein besseres Jenseits:
„Ein neues Lied, ein besseres Lied,
O Freunde will ich euch dichten!
Wir wollen hier auf Erden schon
Das Himmelreich errichten.
…
Ja Zuckererbsen für jedermann,
Sobald die Schoten platzen!
Den Himmel überlassen wir
Den Engeln und den Spatzen.“

## Den Jüngling ziert Bescheidenheit
Dieses Zitat ist eine Umstellung der Worte, mit denen in Franz Grillparzers Drama Die Ahnfrau der jugendliche Held Jaromir vom alten Grafen Zdenko von Borotin ermahnt wird, seine Bescheidenheit nicht zu übertreiben:
Ziert Bescheidenheit den Jüngling,

Nicht verkenn er seinen Wert!
Ob das scherzhafte Sprichwort „Bescheidenheit ist eine Zier, doch weiter kommt man ohne ihr“ hierin seinen Ursprung hat, erscheint fraglich.

## Den lieben langen Tag
Dieser Ausdruck findet sich am Anfang von Philipp Jacob Düringers Gedicht Des Mädchens Klage:
Den lieben langen Tag

Hab ich nur Schmerz und Plag.
In dem Gedicht schildert das Mädchen seinen Kummer um den verstorbenen Geliebten.

## Den Reinen ist alles rein
„Den Reinen ist alles rein“ ist ein biblisches Zitat aus dem Brief an Titus. Dort schreibt der Apostel Paulus auf Griechisch:

«Πάντα μὲν καθαρὰ τοῖς καθαροῖς·»

„Panta men kathara tois katharois;“

Es handelt sich hierbei um die Ermahnung, gesetzliche Irrlehrer zurechtzuweisen. Paulus stellt fest, dass den Reinen alles rein sei; den Ungläubigen aber sei nichts rein, denn unrein sei auch ihre Gesinnung. Deshalb bräuchten die Christen keine Speise-, Waschungs- und Kleidungsvorschriften.
Der Philosoph Friedrich Nietzsche kehrt diesen Satz folgendermaßen um:

„‚Dem Reinen ist alles rein‘ – so spricht das Volk. Ich aber sage euch: den Schweinen wird alles Schwein!“

## Den Seinen gibt’s der Herr im Schlaf
„Den Seinen gibt’s der Herr im Schlaf“ ist ein Zitat aus dem 127. Psalm, einem Vertrauenslied, und steht heute sprichwörtlich für Glückskinder:

„1 Ein Lied Salomos im höhern Chor. Wo der HERR nicht das Haus baut, so arbeiten umsonst, die daran bauen. Wo der HERR nicht die Stadt behütet, so wacht der Wächter umsonst. 2 Es ist umsonst, daß ihr früh aufstehet und hernach lange sitzet und esset euer Brot mit Sorgen; denn seinen Freunden gibt er’s schlafend.“

Zu diesen Glückskindern heißt es in einer Predigt:

„‚Den Seinen gibt’s der Herr im Schlaf‘ – das ist eine sprichwörtliche Wendung für die Glückskinder auf der Sonnenseite des Lebens. Ihnen fliegt es einfach nur so zu: in der Schule die Einsen, in der Uni die Sympathien der Kommilitonen, auf den Festen die Herzen der Frauen, in den Seminaren die Anerkennung der Dozenten und später die Erfolge in der Gemeinde. Viel brauchen solche Sonnenkinder meist gar nicht zu tun. Zuweilen tun sie gar nichts – und es gelingt ihnen doch.“

## Den Sozialismus in seinem Lauf hält weder Ochs noch Esel auf

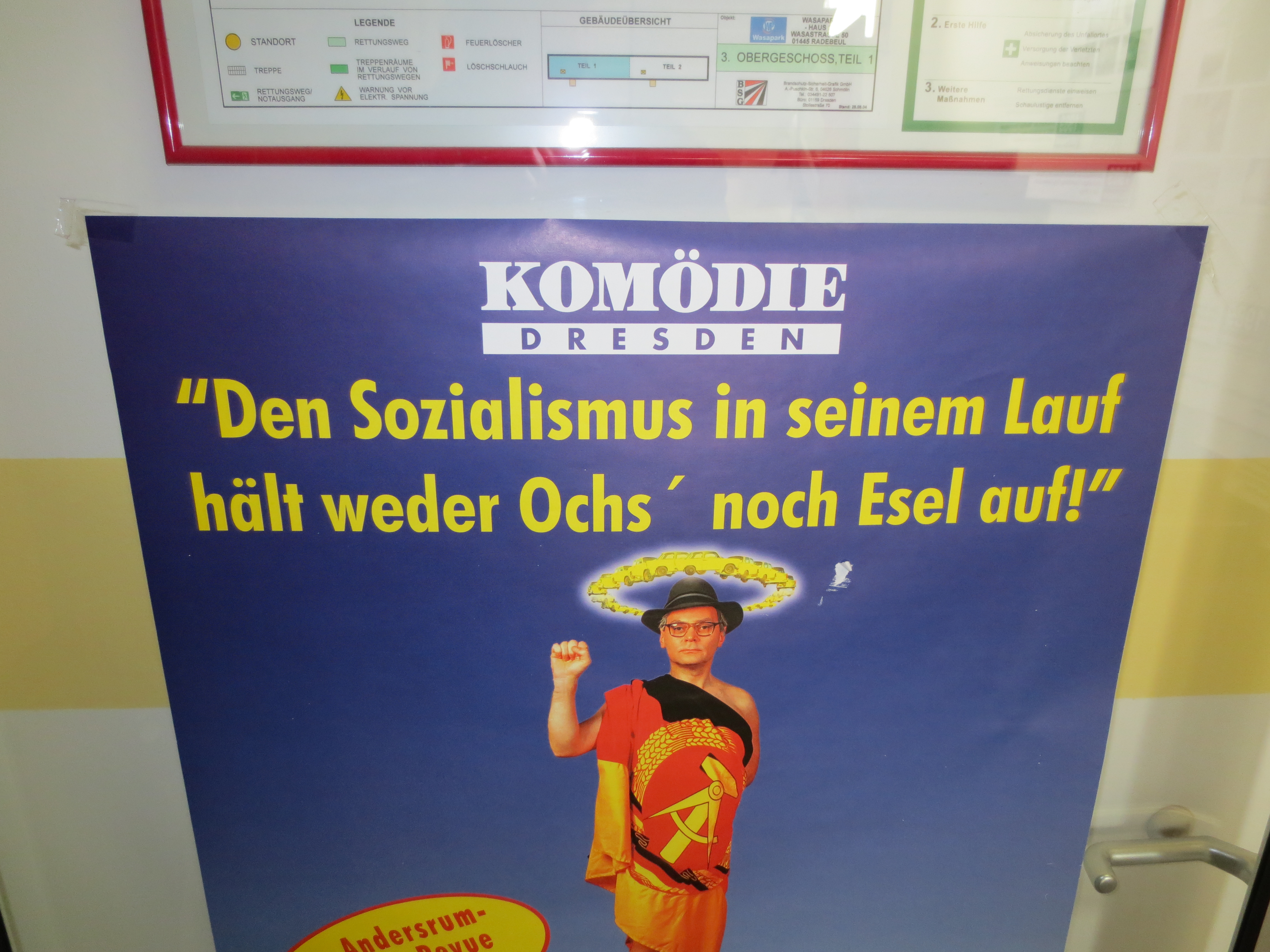
Plakat für Kabarettprogramm von Uwe Steimle an der Komödie Dresden (verkleidet als Erich Honecker, 2014)

Dieser Slogan wird oft dem Mitbegründer der SPD, August Bebel, zugeschrieben, ist bei ihm jedoch nicht nachgewiesen. Erstmals nachweisen lässt er sich im Sommer 1886 als anonymer Gästebucheintrag am Spindlerturm, dem späteren Müggelturm im Umland Berlins.
Im Jahr 1989 griff der Staatsratsvorsitzende der DDR, Erich Honecker, diesen Satz auf, als es dem VEB Kombinat Mikroelektronik „Karl Marx“ in Erfurt gelang, einen 32-Bit-Mikroprozessor herzustellen. Honeckers Ausspruch vom 14. August 1989 stand am 15. August 1989 auf der Titelseite der SED-Zeitung Neues Deutschland und fand Beachtung, weil dies der einzige öffentliche Auftritt des schwerkranken Honeckers zwischen Juli und September war. Zur gleichen Zeit befanden sich 200.000 DDR-Touristen in Ungarn, von denen viele nicht mehr in die DDR zurückkehren wollten.
Honecker jedoch lobte den Sozialismus und sagte, „dass das Triumphgeschrei westlicher Medien über das Scheitern der sozialistischen Gesellschaftskonzeption nicht das Geld wert ist, das dafür ausgegeben wird“.
Honecker wiederholte den Slogan noch einmal am 6. Oktober 1989 in seiner Rede zum 40. Jahrestag der DDR im Palast der Republik in Anwesenheit des sowjetischen Generalsekretärs Michail Sergejewitsch Gorbatschow. In der Öffentlichkeit wurde der Satz nun wie eine sture Durchhalteparole empfunden. Gorbatschows Reaktion wird häufig als „Wer zu spät kommt, den bestraft das Leben.“ zitiert. Von dem österreichischen Karikaturisten Horst Haitzinger gibt es dazu einen Cartoon.
Ochs und Esel werden den Darstellungen der Weihnachtsgeschichte im Evangelium nach Lukas zugeordnet. Doch der Gästebucheintrag des Spindlerturms enthält einen Verweis auf den preußischen Innenminister Robert Viktor von Puttkamer, der bei der Sozialistenverfolgung federführend war.

## Den Vorhang zu und alle Fragen offen
In der Literatursendung Das Literarische Quartett des ZDF verabschiedete sich der Literaturkritiker Marcel Reich-Ranicki mit dem standardisierten Brecht-Zitat von den Zuschauern:

„Und wieder sehen wir betroffen, den Vorhang zu und alle Fragen offen.“

Das leicht abgewandelte Zitat stammt aus Brechts Drama Der gute Mensch von Sezuan und lautet im Original so:
Wir stehen selbst enttäuscht und sehn betroffen

Den Vorhang zu und alle Fragen offen.
Mit diesem Appell tritt ein Schauspieler auf die Bühne und begründet den offenen Schluss damit, dass das Publikum selbst über die Konsequenzen nachdenken soll.

## Den Wald vor lauter Bäumen nicht sehen
Diese Redewendung stammt aus Christoph Martin Wieland im Jahr 1768 erschienenen Versdichtung Musarion, oder die Philosophie der Grazien:

„Es ist als ob die närrischen Menschen den Wald vor lauter Bäumen nicht sehen könnten; sie suchen was ihnen vor der Nase liegt, und was sie bloß deswegen nicht finden, weil sie sich in einer Art von Schneckenlinie immer weiter davon entfernen.“

Sinn dieser Wendung ist, dass zu viele Einzelheiten den Blick aufs Ganze verstellen können.

## Denk ich an Deutschland in der Nacht…

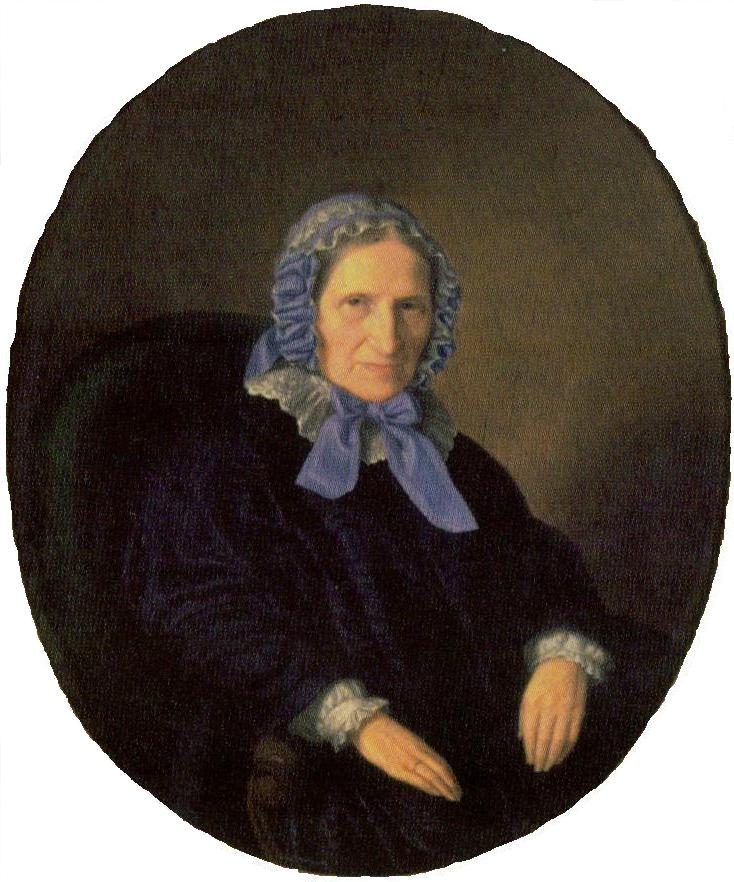
Heinrich Heines Mutter Betty Heine

„Denk ich an Deutschland in der Nacht, / Dann bin ich um den Schlaf gebracht.“ ist der Beginn des Gedichts Nachtgedanken von Heinrich Heine, das dieser im Jahr 1843 schrieb:
Denk ich an Deutschland in der Nacht,

Dann bin ich um den Schlaf gebracht,

Ich kann nicht mehr die Augen schließen,

Und meine heißen Tränen fließen.
Heute wird der Gedichtanfang häufig verwendet, um Zustände in Deutschland zu kritisieren. Solches kann in Heines Gedicht aber höchstens hintergründig mitgelesen werden. Tatsächlich geht es in den Nachtgedanken sehr konkret darum, dass – der in Paris lebende – Heine seine betagte Mutter, Betty Heine, schon zwölf Jahre nicht mehr gesehen hatte:
Deutschland hat ewigen Bestand,

Es ist ein kerngesundes Land,

Mit seinen Eichen, seinen Linden,

Werd’ ich es immer wiederfinden.

Nach Deutschland lechzt ich nicht so sehr,

Wenn nicht die Mutter dorten wär;

Das Vaterland wird nie verderben,

Jedoch die alte Frau kann sterben.
Das Gedicht endet mit der folgenden Strophe:
Gottlob! durch meine Fenster bricht

Französisch heit’res Tageslicht;

Es kommt mein Weib, schön wie der Morgen,

Und lächelt fort die deutschen Sorgen.

## Denn alle Schuld rächt sich auf Erden
In Goethes Roman Wilhelm Meisters Lehrjahre lauscht die Titelgestalt dem Lied eines mit geheimnisvoller Schuld beladenen Harfenspielers, der die „himmlischen Mächte“ für sein Schicksal verantwortlich macht. Die zweite Strophe des Liedes lautet so:
Ihr führt ins Leben uns hinein,

Ihr lasst den Armen schuldig werden,

Dann überlasst ihr ihn der Pein;

Denn alle Schuld rächt sich auf Erden.

## Denn Brutus ist ein ehrenwerter Mann

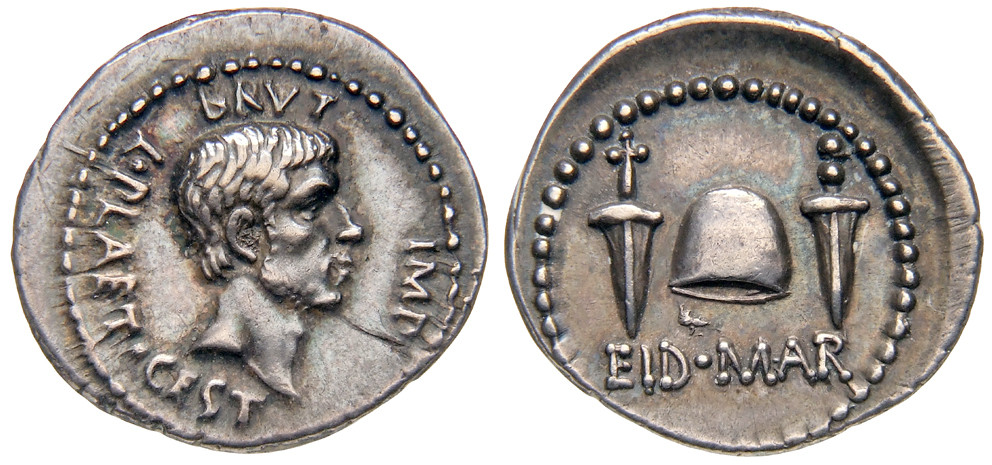
Denar mit dem Bild des Marcus Iunius Brutus und der Inschrift „Iden des März“ („EID MAR-Münze“)

Der römische Politiker und Feldherr Marcus Antonius sagt in William Shakespeares Theaterstück Julius Caesar in seiner berühmten Leichenrede auf Gaius Iulius Caesar:
For Brutus is an honourable man,

So are they all, all honourable men.
Denn Brutus ist ein ehrenwerter Mann.

Das sind sie alle, alle ehrenwert.
Bei Caesars Leichnam schüttelt Antonius den Verschwörern zunächst die Hände. Dann aber bittet er Caesars Geist um Verzeihung, dass er mit den Verschwörern Frieden geschlossen hat. Marcus Iunius Brutus will selbst zum Volk sprechen und die Tötung Caesars rechtfertigen, erlaubt aber Antonius auf dessen Bitte, den Leichnam zum Forum Romanum zu bringen und dort ebenfalls vor der versammelten Volksmenge zu reden.
Nach Brutus’ Rede hält das Volk Caesar zunächst für einen Tyrannen und die Tat für gerechtfertigt. Dann aber beginnt Marcus Antonius seine Brandrede gegen Brutus:
Mitbürger! Freunde! Römer! hört mich an:

Begraben will ich Cäsarn, nicht ihn preisen.

Was Menschen Übles tun, das überlebt sie,

Das Gute wird mit ihnen oft begraben.

So sei es auch mit Cäsarn! Der edle Brutus

Hat euch gesagt, daß er voll Herrschsucht war;

Und war er das, so war’s ein schwer Vergehen,

Und schwer hat Cäsar auch dafür gebüßt.

Hier, mit des Brutus Willen und der andern.

Denn Brutus ist ein ehrenwerter Mann,

Das sind sie alle, alle ehrenwert.
Mit rhetorischem Geschick gelingt es ihm schließlich, die vorherrschende Meinung zu drehen und das Volk zum Aufstand gegen die Verschwörer anzustiften.

## Denn eins ist sicher: die Rente
Diesen Slogan plakatierte der deutsche Arbeitsminister Norbert Blüm im Jahr 1986 auf Wahlplakaten. Da dieser Aussage nicht mehr geglaubt wird, wurde diese Behauptung seitdem oft parodiert und zitiert. So schrieb Hanno Beck zwanzig Jahre später in der Frankfurter Allgemeinen Zeitung unter der Überschrift „Denn eines ist sicher – die Rentenkürzung“:

„Man sollte Politiker viel öfter an ihre Versprechen erinnern: ‚Denn eines ist sicher: die Rente‘, plakatierte Norbert Blüm auf dem Bonner Marktplatz. Später mußte sich der damalige Bundesminister für Arbeit und Sozialordnung anscheinend bei der Ratesendung ‚Was bin ich?‘ ein wenig zu seinen eigenen Altersbezügen hinzuverdienen, und an sein Versprechen von damals mag er vermutlich nicht mehr so gerne erinnert werden.“

Einschränkend muss man jedoch hinzufügen, dass in dieser Aussage weder von dem Renteneintrittsalter noch von der Rentenhöhe die Rede ist. Im September 2008 schreibt Blüm unter der Überschrift „Die Rente war sicher“ in der Süddeutschen Zeitung:

„‚Die Rente ist sicher‘, habe ich vor zwanzig Jahren gesagt. Nun darf man hinzufragen: Welche denn? Bestimmt nicht die börsenorientierte! Von 112.000 Pensionsfonds der Vereinigten Staaten haben 32.000 überlebt. Der umlagefinanzierten Rentenversicherung ist ein solches Desaster noch nie passiert.“

## …denn sie wissen nicht, was sie tun
„… denn sie wissen nicht, was sie tun“ ist der deutsche Titel des US-Films Rebel Without a Cause mit James Dean, in dem es um aufsässige, aber auch unverstandene Halbstarke geht.
Der englische Originaltitel ließe sich mit „Rebell ohne Grund“ übersetzen. Stattdessen nimmt seine deutsche Fassung Bezug auf die Schilderung der Kreuzigung Jesu und das erste seiner sieben letzten Worte:

„Es wurden aber auch andere hingeführt, zwei Übeltäter, dass sie mit ihm hingerichtet würden. Und als sie kamen an die Stätte, die da heißt Schädelstätte, kreuzigten sie ihn dort und die Übeltäter mit ihm, einen zur Rechten und einen zur Linken. Jesus aber sprach: ‚Vater, vergib ihnen; denn sie wissen nicht, was sie tun!‘“

Die Handlung des Films gab zu solcher Bezugnahme kaum Anlass. Der deutsche Verleih wollte jedoch durch abermalige Benutzung eines Bibelzitats im Filmtitel ersichtlich an den Erfolg des vorigen James-Dean-Films Jenseits von Eden anknüpfen, dessen Titel auf Kain und Abel im 1. Buch Mose (4,16 ) anspielte: „So ging Kain hinweg von dem Angesicht des HERRN und wohnte im Lande Nod, jenseits von Eden, gegen Osten.“

## Denn was man Schwarz auf Weiß besitzt, kann man getrost nach Hause tragen
Dieses zum Sprichwort gewordene Zitat stammt aus Johann Wolfgang von Goethes Drama Faust I.
Mephistopheles sagt dort zum Schüler:
Damit ihr nachher besser seht,

Daß er nichts sagt, als was im Buche steht;

Doch euch des Schreibens ja befleißt,

Als dictirt’ euch der Heilig’ Geist!
Der Schüler, der zuvor noch zu Mephistopheles gesagt hat „Mir wird von alle dem so dumm, als ging mir ein Mühlrad im Kopf herum“, sagt nun:
Das sollt ihr mir nicht zweymal sagen!

Ich denke mir wie viel es nützt;

Denn, was man schwarz auf weiß besitzt,

Kann man getrost nach Hause tragen.
Hintergrund ist der Gedanke, dass schwarze Tinte oder Druckerschwärze auf weißes Papier geschrieben oder gedruckt bleibender ist als das flüchtige Wort, das vergessen oder gefälscht werden kann.

## Der Adler ist gelandet.

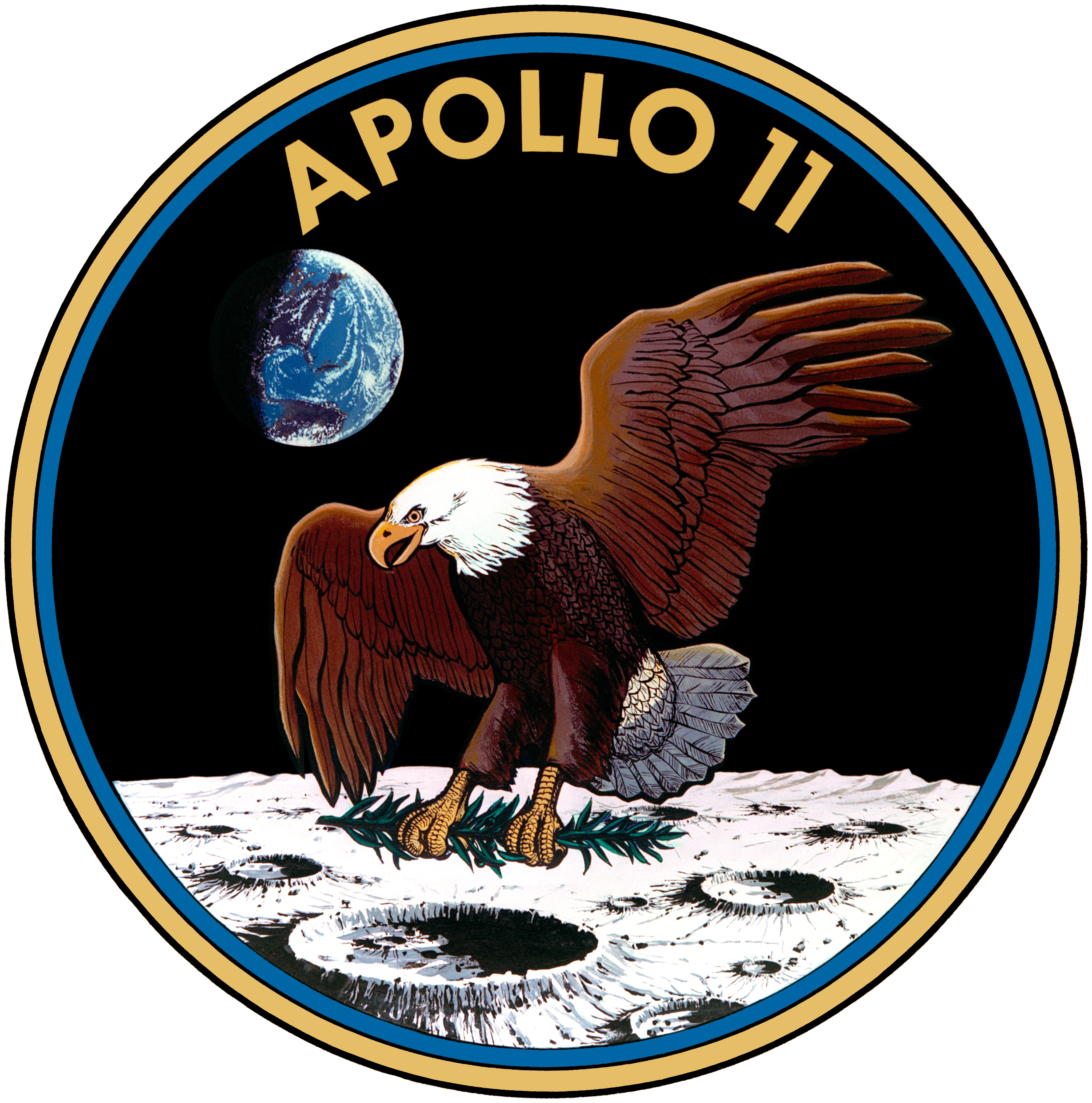
Logo der Apollo 11-Mission

Die Worte, mit denen Neil Armstrong als Kommandant der Mondlandefähre die Landung auf dem Mond verkündete, waren:

“Houston, Tranquility Base here. The Eagle has landed.”

„Houston, hier Tranquility Base. Der Adler ist gelandet.“

Die ersten Worte nach der Mondlandung waren jedoch andere, von Buzz Aldrin und Neil Armstrong wurden kurz zuvor einige technische Informationen durchgegeben.
Tranquility Base war der Landeplatz im Mare Tranquillitatis (Meer der Ruhe). Adler war der Name der Mondlandefähre (englisch: Eagle).
Der Adler ist gelandet ist ein Kriegsfilm, der 1976 unter der Regie von John Sturges gedreht wurde und auf dem gleichnamigen Bestseller-Roman von Jack Higgins basiert.

## Der Appetit kommt beim Essen

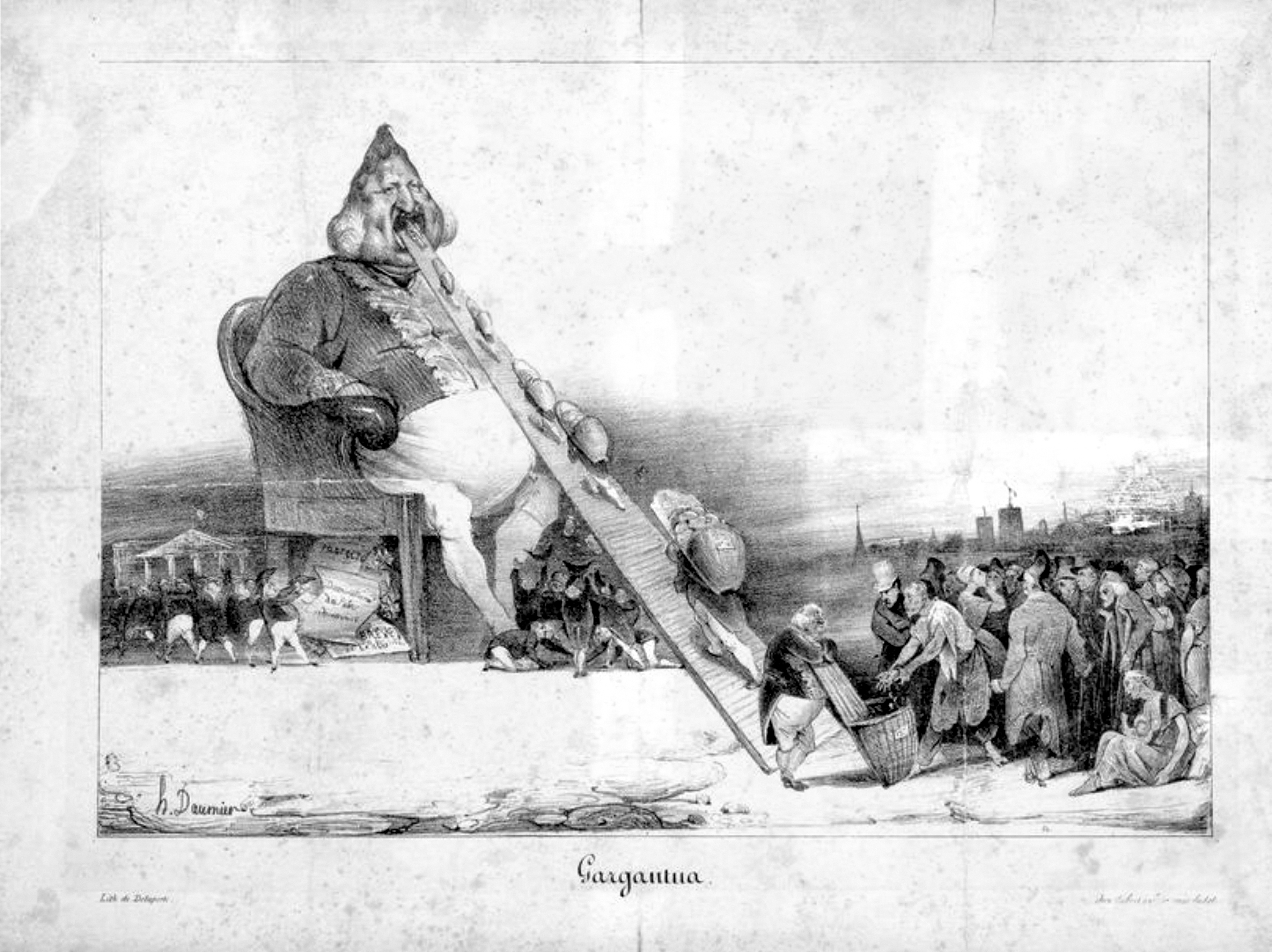
Honoré Daumier: Gargantua

Diese Redensart kommt vom französischen Zitat L’appétit vient en mangeant, das sich in François Rabelais’ Abenteuerroman um die beiden Riesen Gargantua und Pantagruel von 1535 findet:

« L’appétit vient en mangeant; la soif s’en va en buvant. »

„Der Appetit kommt beim Essen; der Durst schwindet beim Trinken.“

(„Der Appetit kommt beim Essen, sagt Angeston, aber der Durst verliert sich durchs Trinken.“ Angeston ist der Wundarzt Hieronymus von Hangest.)
Pantagruel, der Sohn Gargantuas, zeichnet sich hier durch besondere Gefräßigkeit aus.
Diese Wendung wird auch im übertragenen Sinn benutzt, wobei mit „Appetit“ oft Habgier gemeint ist.
Totò, neapolitanischer Komödiant und Schauspieler, hatte eine andere Meinung: Si dice che l’appetito vien mangiando, ma in realtà viene a star digiuni, „Man sagt, der Appetit kommt beim Essen, doch in Wirklichkeit kommt er beim Fasten.“

## Der Arzt hilft, die Natur heilt
„Der Arzt hilft, die Natur heilt.“ oder lateinisch Medicus curat, natura sanat. ist ein Aphorismus, der vermutlich schon an die Lehren des Corpus Hippocraticum angelehnt ist.
Der Satz sollte deutlich machen,
1. dass die eigentliche Heilung im Patienten geschieht,
2. dass es einen natürlichen Verlauf der Krankheit gibt
3. und dass ein guter Arzt die natürlichen Abläufe berücksichtigt.

## Der Ball ist rund

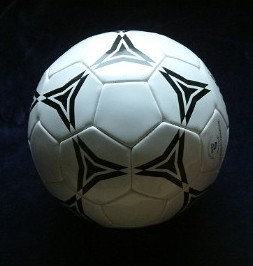
Herkömmlicher Fußball in Wabenstruktur

Diese viel zitierte banale Feststellung stammt vom ehemaligen deutschen Fußball-Nationaltrainer Sepp Herberger und wird meist im Zusammenhang mit anderen Fußballweisheiten zitiert, wie „Ein Spiel dauert 90 Minuten“ und „Der Ball hat immer die beste Kondition“. Letztere Aussage soll unterstreichen, dass es besser ist, den Ball „laufen“ zu lassen als selbst dem Ball hinterherzurennen („wir lassen den Ball laufen, der schwitzt nicht“).
Herberger wollte auch nicht zum Ausdruck bringen, dass es sich bei einem Fußball um ein kugelförmiges Gebilde handelt, sondern dass nichts entschieden ist, solange der Ball rollt.
Thorsten Langenbahn schreibt in seinem Buch Die Populärsten Fußballirrtümer:

„Für Fußball-Ignoranten, Nichtwisser und Rumpelfüßler gilt aber trotz aller physikalischen Differenzierungen: ‚Das Runde ist der Ball!‘ Dieser Hinweis sollte vom fachkundigen Publikum bei Bedarf auch in Zukunft möglichst vorwurfsvoll und mit dem gebotenen Nachdruck artikuliert werden.“

Eine Ausstellung, mit der der Deutsche Fußball-Bund im Gasometer im Centro Oberhausen ein Jahrhundert seiner Geschichte historisch-kritisch würdigen ließ, stand unter dem Motto Der Ball ist rund.
Der Ball ist rund ist auch der Titel einer Herberger-Biografie von Karl-Heinz Schwarz-Pich, während Lothar Mikos und Harry Nutt ihre Herberger-Biografie Als der Ball noch rund war nannten.
Der Bundesligatrainer Gyula Lóránt sagt zum obigen Zitat:

„Der Ball ist rund. Wäre er eckig, wäre er ja ein Würfel.“

Der Trainer Rudi Gutendorf sagt mit Hinblick auf das eigenartige Verhalten des Spielgeräts:

„Der Ball ist ein Sauhund.“

## Der Bericht über meinen Tod wurde stark übertrieben

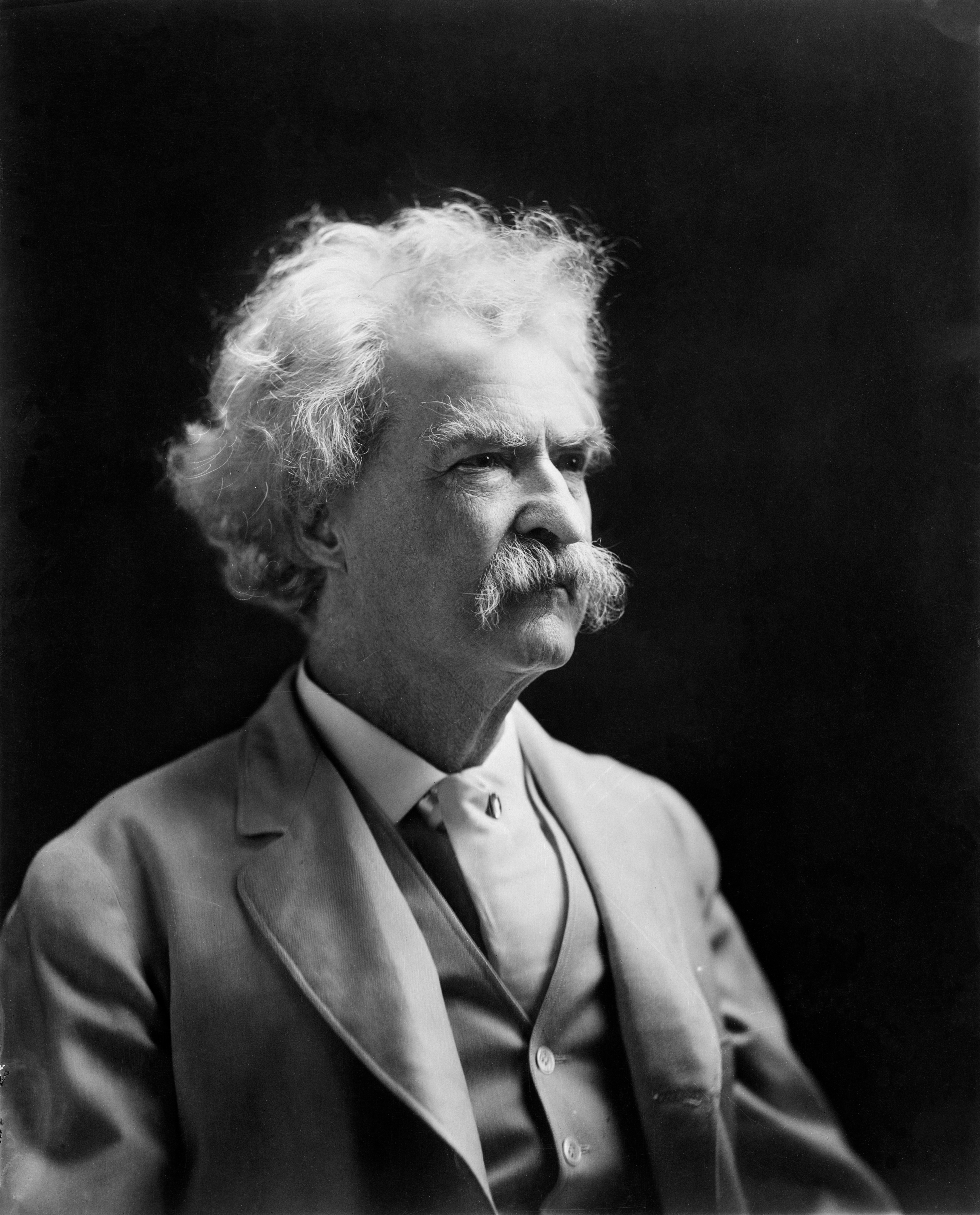
Mark Twain im Alter von 72 Jahren

Als sich der US-amerikanische Schriftsteller Mark Twain auf einer Vortragstournee durch Europa befand, verbreitete sich in den Vereinigten Staaten das Gerücht, er sei plötzlich gestorben. Mark Twain kabelte daraufhin die folgende Richtigstellung nach Amerika:

“The report of my death was an exaggeration.”

Meist zitiert als:

“The report of my death has been greatly exaggerated.”

Der zuständige Zeitungsmann beim New York Journal konterte gelassen:

„Was gedruckt ist, ist gedruckt. Wir nehmen nie etwas zurück. Alles, was wir tun können, ist, eine neue Geburtsanzeige von Ihnen einzusetzen. Preis: 1 Dollar.“

## Der Bomber wird immer durchkommen
Diese Phrase (englisch the bomber will always get through) wurde von dem konservativen britischen Politiker Stanley Baldwin in einer Rede am 10. November 1932 vor dem House of Commons geprägt. Darin gab Baldwin der pessimistischen Überzeugung Ausdruck, in künftigen Kriegen würden Luftangriffe auf die Zivilbevölkerung und die zivile Infrastruktur unausweichlich sein und womöglich den Ausschlag über Sieg oder Niederlage geben. Die Schlussfolgerung, die er zog, bestand darin, dass man notfalls bereit sein müsse, „mehr Frauen und Kinder in kürzerer Zeit als der Feind zu töten, um sich selbst zu retten“.
Hintergrund war die internationale Debatte um Abrüstung und Rüstungslimitierung, die mit der zu dieser Zeit stattfindenden Genfer Abrüstungskonferenz des Völkerbunds verbunden war. Zuvor hatten schon die Flottenkonferenzen ähnliches im Bereich der Seestreitkräfte versucht. Die Satzung des 1920 gegründeten Völkerbunds sah vor, dass alle Mitgliedsstaaten Anstrengungen unternähmen, bis zum „niedrigsten Punkt, der vereinbar mit der eigenen Sicherheit ist“, abzurüsten. Baldwin argumentierte mit seiner Rede gegen eine einseitige Abrüstung Großbritanniens und für eine vertraglich sichergestellte Rüstungsbeschränkung aller Staaten.

## Der braucht einen langen Löffel, der mit dem Teufel isst
In William Shakespeares Komödie der Irrungen (1592–1594) sagt im Vierten Aufzeug, Dritte Szene Dromio von Syrakus zu Antipholos von Syrakus:

„Nun mein Seel’, der braucht einen langen Löffel, der mit dem Teufel isst.“

Auch in den Varianten Wer mit dem Teufel isst, braucht einen langen Löffel, Der muss wohl einen langen Löffel haben, der mit dem Teufel soll Brei essen können oder Der bedarf eines langen Löffels, der mit dem Teufel isst wurde das Shakespeare-Zitat (He has need of a long spoon that eats with the devil) zu einem geflügelten Wort, häufig verwandt in der Bedeutung, man habe sich mit den falschen Leuten eingelassen, etwa im Fall des brandenburgischen Konsistorialpräsidenten und späteren Ministerpräsidenten Manfred Stolpe, dem vorgeworfen wurde, er habe sich zu DDR-Zeiten zu weit mit dem Staatssicherheitsdienst eingelassen.

## Der Bürokrat tut seine Pflicht
Diese Feststellung stammt aus Carl Zellers Operette Der Obersteiger aus dem Jahr 1894. Das Stück spielt in Süddeutschland und beginnt beim fürstlichen Bergwerk Marienzeche. Im zweiten Akt findet sich der folgende Liedtext:
Der Bürokrat tut seine Pflicht

von neun bis eins.

Mehr tut er nicht.
Zeller war hauptberuflich Ministerialrat und Leiter des Kunstreferates im Unterrichtsministerium. Mit diesem Text äußert er seine Ansicht zum Thema Beamtentum.

## Der einzige Mist, auf dem nichts wächst, ist der Pessimist
Diese Äußerung zum Thema Pessimismus stammt vom ehemaligen deutschen Bundespräsidenten Theodor Heuss und spielt dabei auf die Bedeutung des Mists als Dünger in der Landwirtschaft an.
Der Bankier Carl Fürstenberg sagte zum gleichen Thema:

„Der Optimist und der Pessimist haben einen gemeinsamen Nenner: den Mist.“

## Der Feind steht rechts

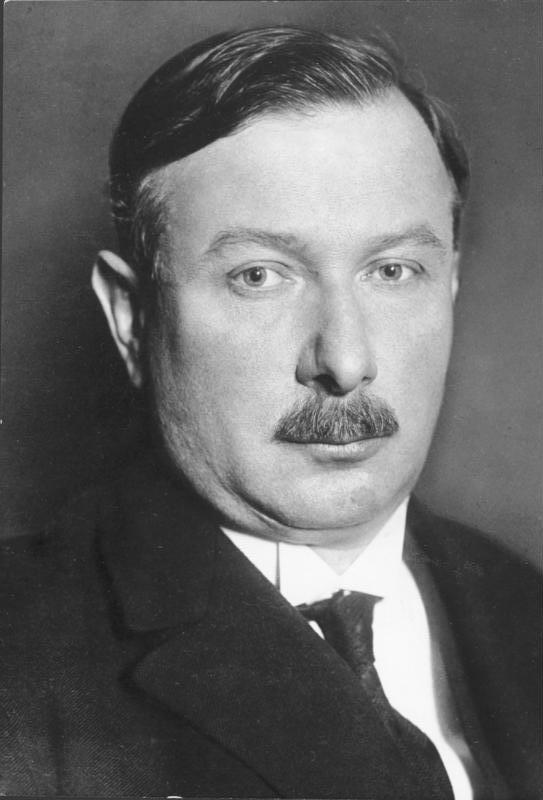
Joseph Wirth

Nach der Ermordung Walther Rathenaus am 24. Juni 1922 trat Reichskanzler Joseph Wirth vor den Reichstag und rief am Ende seiner sehr emotionalen Rede, nach rechts zeigend, die bis heute bekannten Worte:

„Da steht der Feind, der sein Gift in die Wunden eines Volkes träufelt. – Da steht der Feind – und darüber ist kein Zweifel: dieser Feind steht rechts!“

Im Parlamentsprotokoll ist als Reaktion vermerkt: „Stürmischer, langanhaltender Beifall und Händeklatschen in der Mitte und links und auf sämtlichen Tribünen“.

## … der Frauen Zungen ja nimmer ruh’n.
Zweite Zeile der vorletzten Strophe aus der Ballade Die Sonne bringt es an den Tag von Adelbert von Chamisso.
Adelbert von Chamisso beschreibt darin die Geschichte von Meister Nikolas, der auf seiner Wanderschaft aus Not und Zorn einen Menschen erschlagen hat. Mit letzter Kraft röchelt dieser „Die Sonne bringt es an den Tag.“ Immer wenn dann die Sonne scheint, murmelt Meister Nikolas vor sich hin: „Du bringst es doch nicht an den Tag.“ Als seine Frau das hört, bedrängt sie ihn so lange, bis er ihr von seinem Totschlag erzählt. Obwohl er sie bittet, den Mund zu halten, erzählt sie die Geschichte der „Gevatterin“. Damit wird der Totschlag bekannt. Meister Nikolas wird aufs Rad geflochten.

## Der Freiheit eine Gasse!

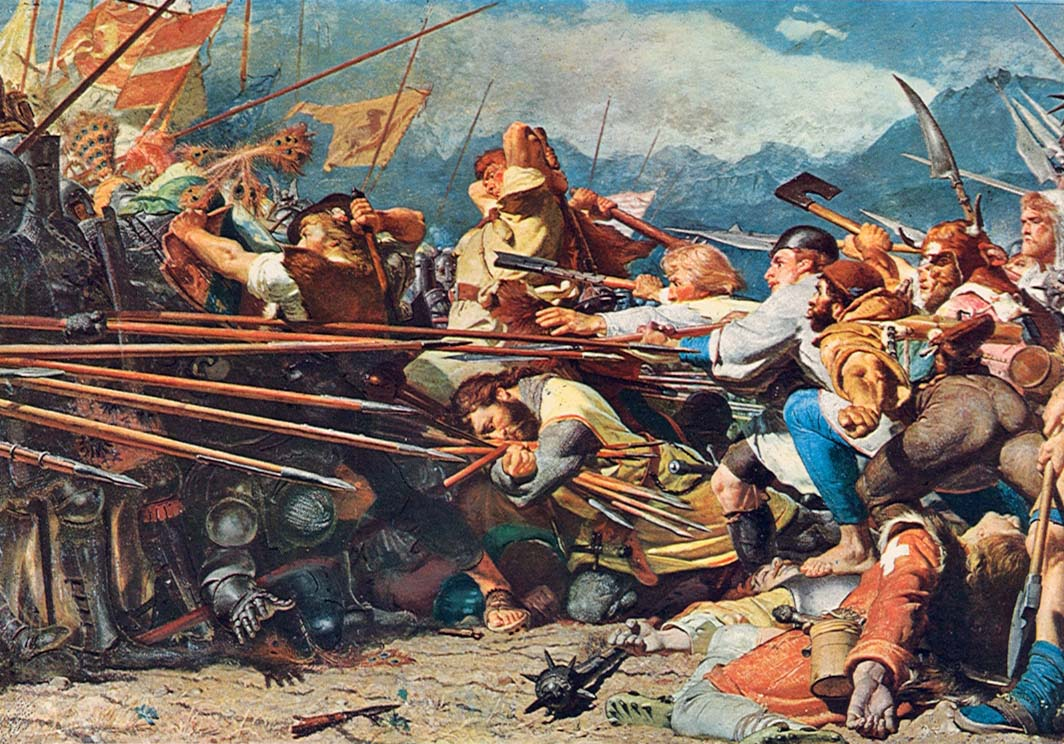
Konrad Grob: Winkelrieds Tod bei Sempach

Es wird überliefert, dass Arnold Winkelried 1386 in der Schlacht bei Sempach ein Bündel Lanzen der habsburgischen Ritter gepackt und sich selbst aufspießend den Eidgenossen eine Bresche geöffnet habe. Der Legende nach soll er vorher noch gerufen haben:

„Sorget für mein Weib und Kind!“

Die bekanntere Variante seiner letzten Worte ist aber „Der Freiheit eine Gasse!“ …
… welche in der deutschen Nationalbewegung des 19. Jahrhunderts populär wurde, wie z. B. im Refrain des „Freiheitslieds“ von Georg Herwegh:
Vorm Feinde stand in Reih’ und Glied

das Heer mit seinen Fahnen

da rief Herr Struthan Winkelried

Ich will den Weg euch bahnen

Dir Gott befehl’ ich Weib und Kind

die ich auf Erden lasse

und also sprengt er pfeilgeschwind

der Freiheit eine Gasse

Das war ein Ritter recht mit Fug

der stolz wie ein Gewitter

die Feinde vor sich niederschlug.

o, wär ich solch ein Ritter

auf stolzem Roß mit schnellem Huf

in schimmernder Kürasse

zu sterben mit dem Donnerruf

Der Freiheit eine Gasse!

Wenn alle Welt den Mut verlor

die Fehde zu beginnen

tritt du, mein Volk, den Völkern vor

laß du dein Herzblut rinnen

Gib uns den Mann, der das Panier

der neuen Zeit erfasse

und durch Europa brechen wir

der Freiheit eine Gasse!

Ihr Deutschen ebnet Berg und Tal

für eure Feuerwagen,

Man sieht auf Straßen ohne Zahl

euch durch die Länder jagen

auch dieser Dampf ist Opferdampf

glaubt nicht, daß ich ihn hasse

doch bahnet erst in Streit und Kampf

der Freiheit eine Gasse

Wenn alle Welt den Mut verlor

die Fehde zu beginnen

tritt du, mein Volk, den Völkern vor

laß du dein Herzblut rinnen

gib uns den Mann, der das Panier

der neuen Zeit erfasse

und durch Europa brechen wir

der Freiheit eine Gasse
Text veröffentlicht in: Georg Herwegh: Gedichte eines Lebendigen, Band I (1841), der zuerst anonym in der Schweiz erscheinen musste.
Dieser Aufruf ist ein Zitat aus Theodor Körners 1813 veröffentlichten Gedicht Aufruf:
Frisch auf, mein Volk! Die Flammenzeichen rauchen,

Hell aus dem Norden bricht der Freiheit Licht.

Du sollst den Stahl in Feindes Herzen tauchen;

Frisch auf, mein Volk! – Die Flammenzeichen rauchen,

Die Saat ist reif; ihr Schnitter, zaudert nicht!

Das höchste Heil, das letzte, liegt im Schwerte!

Drück’ dir den Speer ins treue Herz hinein:

‚Der Freiheit eine Gasse!‘ – Wasch die Erde,

Dein deutsches Land, mit deinem Blute rein!
In Max von Schenkendorfs Gedicht Schills Geisterstimme aus dem Jahr 1809 hieß es noch:
Und im Herzen hat’s geklungen, in dem Herzen wohnt das Recht!

Stahl, von Männerfaust geschwungen, rettet einzig dies Geschlecht. Halte darum fest am Hasse, kämpfe redlich, deutsches Blut!

‚Für die Freiheit eine Gasse!‘ dacht ein Held in Todesmut.
Franz von Papens Autobiografie Der Wahrheit eine Gasse zitiert Körner.

## Der Gott, der Eisen wachsen ließ
Dies sind die Anfangsworte des patriotischen Gedichts Vaterlandslied von Ernst Moritz Arndt, dessen erste Strophe so lautet:
Der Gott, der Eisen wachsen ließ,

der wollte keine Knechte,

drum gab er Säbel, Schwert und Spieß

dem Mann in seine Rechte,

drum gab er ihm den kühnen Mut,

den Zorn der freien Rede,

dass er bestände bis aufs Blut,

bis in den Tod die Fehde.
Diese Verse schrieb Arndt unmittelbar vor den Koalitionskriegen der Jahre 1813–1815, die Deutschland von der Herrschaft Napoleons befreiten. Der Komponist Albert Methfessel ließ sich durch diesen Text zu einer martialischen Melodie anregen.
Obwohl Arndts Verse vom Hass gegen Napoleon Bonaparte inspiriert waren, werden im Liedtext keine aktuellen politischen Ereignisse erwähnt. Später wurde das Lied umgedichtet auf Otto von Bismarck:
Der Gott, der Bismarck werden ließ,

hat’s gut mit uns gemeinet;

als er den Odem in ihn blies,

da wollt er uns geeinet.

## Der große Zampano
Der große Zampano (italienisch: Zampanò) ist eine der drei Hauptfiguren aus dem 1954 gedrehten Film La Strada – Das Lied der Straße des italienischen Regisseurs Federico Fellini.
Durch diese Filmfigur ist der Begriff Zampano negativ belegt. Anthony Quinn spielt einen prahlerischen Mann, der sich lautstark in Szene setzt und versucht, seinen staunenden Mitmenschen weiszumachen, er könne sogar Unmögliches möglich machen. Zampanò, ein grobschlächtiger Schausteller, stellt auf Marktplätzen seine Kraft zur Schau, der Höhepunkt seiner Auftritte ist es, wenn er mit der Kraft seiner Brustmuskulatur einen Haken verbiegt.
Heute steht der Begriff Zampano gewandelt oft als Synonym für jemanden, der alle Fäden in der Hand hat. Die Redensart sich wie der große Zampano aufspielen bedeutet so viel wie den Star in einer bestimmten Szene zu verkörpern. Über Joschka Fischer heißt es zum Beispiel:

„Dass es sich der Metzgersohn aus der württembergischen Provinz auf seinem windungsreichen Marsch durch die Institutionen vom großen Zampano der linksradikalen Frankfurter Spontiszene zum seriösen Vizekanzler und außenpolitischen Musterknaben moralisch niemals leicht gemacht hat, belegen die Journalisten Matthias Geis (Die Zeit) und Bernd Ulrich (Tagesspiegel).“

## Der Herr hat’s gegeben, der Herr hat’s genommen
Diese resignierte Feststellung stammt aus dem alttestamentlichen Buch Ijob, wo der gerechte Dulder Ijob (Hiob) sagt:

„Der Herr hat’s gegeben, der Herr hat’s genommen; der Name des Herrn sei gelobt!“

Hiob wird von Satan mit schrecklichen Leiden geschlagen. Er wird als frommer Mann geschildert, dessen Gottestreue geprüft wird, denn eines Tages tritt der Satan vor Gott und behauptet, Hiobs Frömmigkeit komme nur daher, weil Gott ihn und seinen Besitz beschützt. Daraufhin erlaubt Gott es dem Satan, Hiob zu prüfen.
Das biblische Buch behandelt die Frage, wie es sein kann, dass der gerechte Gott duldet, dass guten Menschen Böses widerfährt.

## Der Horcher an der Wand hört seine eigene Schand’
Wer versucht, aktiv mitzubekommen, was hinter einer Tür oder Wand gesprochen wird, muss damit rechnen, wenig Schmeichelhaftes über sich selber zu vernehmen. Diese Erfahrung ist auch in Wanders Deutschem Sprichwörter-Lexikon verzeichnet.
Siehe auch: Der Lauscher an der Wand hört seine eig’ne Schand’.

## Der Jürgen Klinsmann und ich, wir sind ein gutes Trio
Der Mannheimer Fußballprofi Fritz Walter sagte in einem Interview:

„Der Jürgen Klinsmann und ich, wir sind ein gutes Trio.“

Etwas später korrigiert er sich dann:

„Ich meinte: ein Quartett.“

Der gebürtige Heidelberger Fritz Walter spielte gemeinsam mit Jürgen Klinsmann beim VfB Stuttgart und wurde von seinem Namensvetter Fritz Walter, dem Weltmeister 1954, in Mannheim entdeckt und gefördert.
Einen ähnlichen Sprachschnitzer erlaubte sich Walter, als er nach einem Spiel zur Presse sagte:

„Die Sanitäter haben mir sofort eine Invasion gelegt.“

## Der Kapitän geht als Letzter von Bord
„Der Kapitän geht als Letzter von Bord“ oder „der Kapitän geht mit seinem Schiff unter“ ist eine maritime Regel und Tradition, laut der ein Kapitän die ultimative Verantwortung für sein Schiff, seine Besatzung und seine Passagiere hat und diese retten muss.

## Der kleine Unterschied
Wenn man scherzhaft vom kleinen Unterschied spricht, so meint man meist das männliche Glied als Symbol des Unterschieds zwischen Mann und Frau.
Der Ausdruck stammt aus Erich Kästners 1931 erschienenen Roman Fabian, wo mit dem Ausruf „Es lebe der kleine Unterschied!“ auf die Unterschiedlichkeit von Mann und Frau angespielt wird:

„Sie zerrte Labude von seinem Hocker, gab ihm einen Kuß, hieb sich den Hut auf den Kopf und zog den jungen Mann, kaum daß er den Mantel mitnehmen konnte, zur Tür. ‚Es lebe der kleine Unterschied!‘ schrie sie. Dann waren die beiden verschwunden.“

Bekannt wurde der Ausdruck vor allem als Buchtitel der Feministin Alice Schwarzer, die 1975 ein Buch mit dem Titel Der kleine Unterschied und seine großen Folgen herausbrachte. Sie vertritt darin den sogenannten Gleichheitsfeminismus, der auch von Simone de Beauvoir vertreten wurde. Das Buch wurde in elf Sprachen übersetzt und machte Schwarzer zur bekanntesten Persönlichkeit der deutschen Frauenbewegung.
Im Jahr 2002 brachte sie ein Buch mit dem Titel Der große Unterschied: Gegen die Spaltung von Menschen in Männer und Frauen heraus, in dem sie – 25 Jahre nach ihrem Weltbestseller – fragt, was in der Zwischenzeit an der Front der Frauenemanzipation geschehen ist.

## Der Kongress tanzt
Das Zitat entstand 1814 während des Wiener Kongresses, als Wien die wichtigste Metropole Europas war. Die Gastgeber des Kongresses bemühten sich, den Aufenthalt der hochgestellten Persönlichkeiten möglichst angenehm zu gestalten. Die Abfolge geselliger Ereignisse, Bälle und sonstiger Vergnügungen ließen Charles-Joseph de Ligne den Begriff des „Tanzenden Kongresses“ prägen. In einem Brief an Talleyrand vom 1. November 1814 schrieb Ligne:

„Man schreibt mir das Wort zu: ‚Der Kongress tanzt, aber er kommt nicht vorwärts.‘ Es sickert auch nichts durch als der Schweiß dieser tanzenden Herren. Ich glaube auch gesagt zu haben: ‚Dies ist ein Kriegskongress, kein Friedenskongress.‘“

Das Zitat wird auch in dem 1931 gedrehten gleichnamigen Film Der Kongreß tanzt verwendet.

## Der Krieg ernährt den Krieg
Der Krieg ernährt den Krieg ist ein Zitat aus Friedrich Schillers Die Piccolomini, dem zweiten Teil der Wallenstein-Trilogie im Dreißigjährigen Krieg. Dort lässt Schiller Isolani, den General der (als Plünderer besonders berüchtigten) Kroaten, im Ersten Aufzug sagen:
Der Krieg ernährt den Krieg. Gehen Bauern drauf,

Ei, so gewinnt der Kaiser mehr Soldaten.

## Der Krieg ist der Vater aller Dinge
Diese Feststellung stammt vom griechischen Philosophen Heraklit, dem zufolge das Prinzip der Welt darin besteht, dass es etwas Gleichbleibendes gibt, das sich durch ein Umschlagen, von einem Pol zum anderen stetig wandelt:

„Auseinandersetzung ist aller Dinge Vater, aller Dinge König, die einen erweist er als Götter, die andern als Menschen, die einen macht er zu Sklaven, die anderen zu Freien.“

Der viel zitierte Satz lautet auf Altgriechisch so:

«Πόλεμος πάντων μὲν πατήρ ἐστι.»

„Polemos pantōn men patēr esti.“

Der Publizist Udo Marquardt schrieb zu diesem Diktum:

„‚Streit ist der Vater aller Dinge.‘ Der Satz stammt von Heraklit. Aufgeschrieben hat er ihn vor über zweieinhalb Jahrtausenden. Und Heraklit wußte, wovon er spricht. Er war überzeugt, die meisten Menschen taugen nichts.“

Weiter erklärt Marquardt:

„Ganz unrecht hat Heraklit nicht. Streit ist der Vater aller Dinge – das gilt zumindest für die Philosophie. Verschiedene Meinungen haben und darüber streiten ist das eigentliche Geschäft der Philosophen. Der philosophische Disput ist niemals einer unter Gleichgesinnten, wie der Dichter Eugen Roth weiß:
Ein Mensch verteidigt mit viel List:

Die Welt scheint anders, als sie ist!

Sein Gegner aber streng verneint:

Die Welt ist anders, als sie scheint.
Und so herrscht Streit, wenn Philosophen sich treffen.“

Der Lyriker Erich Fried veröffentlichte in seinem Roman Ein Soldat und ein Mädchen unter dem Titel „Spruch“ das folgende, sehr bekannte Wortspiel, das die Aussage des Heraklit aufgreift:
Ich bin der Sieg

mein Vater war der Krieg

der Friede ist mein lieber Sohn

der gleicht meinem Vater schon

## Der Krieg ist die Fortsetzung der Politik mit anderen Mitteln

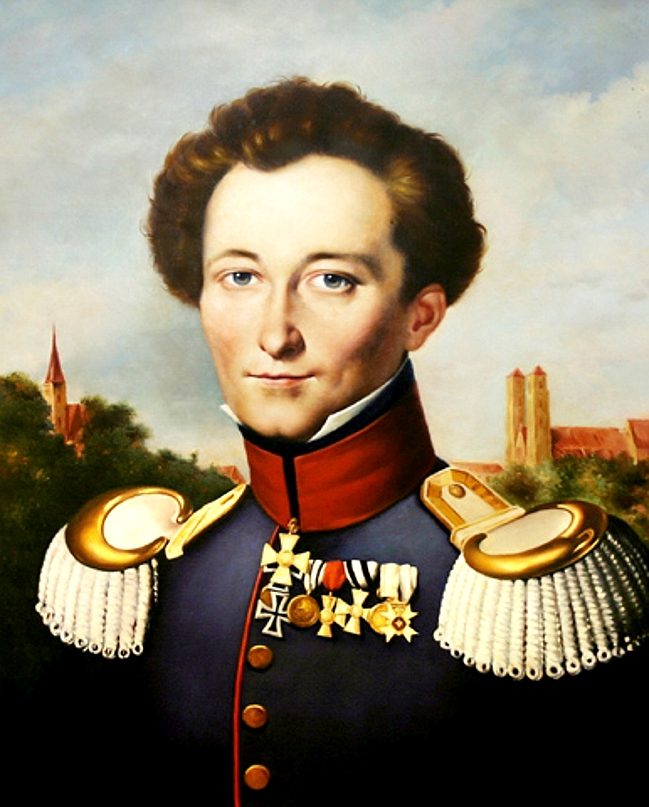
Carl von Clausewitz

Das bekannteste Zitat des preußischen Generals und Militärtheoretikers Carl von Clausewitz lautet korrekt:

„Der Krieg ist eine bloße Fortsetzung der Politik mit anderen Mitteln.“

Gemeint ist damit, dass das Militär der Politik stets untergeordnet ist. Die Politik bestimmt durch den Zweck die Anwendung von militärischer Gewalt, also von Krieg, als Mittel zur Lösung eines Konflikts. Jeder Krieg hat demzufolge einen Zweck, der im Wesentlichen darin bestehe, „dem Gegner unseren Willen aufzuzwingen“. Dieser Zweck wird aber von der Politik bestimmt.
Clausewitz hat Ziel, Mittel und Zweck des Krieges als Instrument der Politik so definiert:

„Die politische Absicht ist der Zweck, der Krieg ist das Mittel, und niemals kann das Mittel ohne Zweck gedacht werden.“

Es gilt, „den Gegner niederzuwerfen und dadurch zu jedem fernern Widerstand unfähig zu machen.“

## Der Lauscher an der Wand hört seine eig’ne Schand’
Gemeint ist damit, dass wir mitunter Gespräche mitbekommen oder aktiv belauschen, die nicht für uns bestimmt sind, und dadurch auch unangenehme Wahrheiten bzw. Meinungen über uns selbst erfahren. Ähnlich: Der Lauscher hinter der Wand hört seine eigene Schand’. Auch: Wer da lauschet hinter der Wand, hört seine eigene Schand’.
Siehe auch: Der Horcher an der Wand hört seine eigene Schand’.

## Der letzte Mohikaner

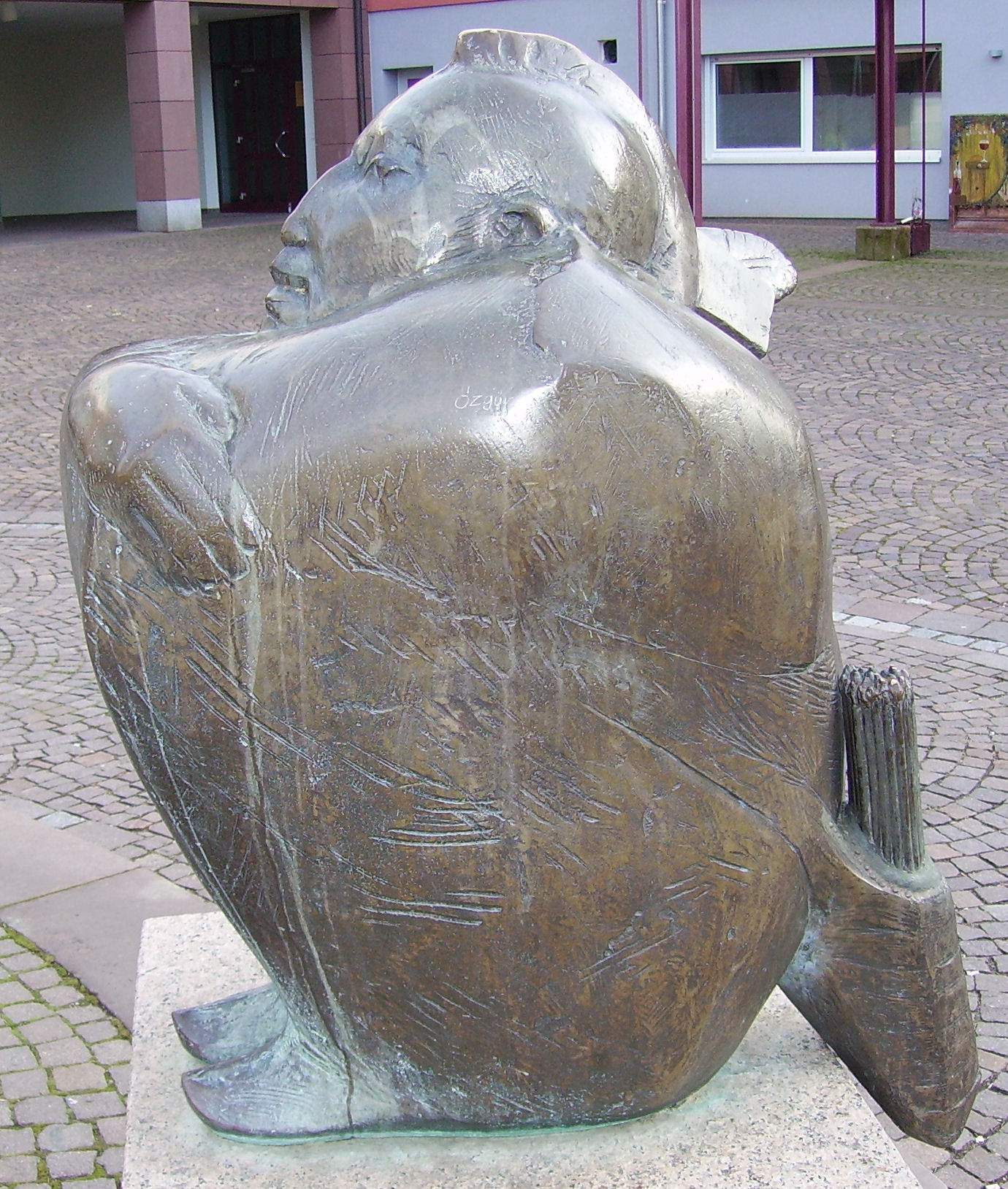
Mohikaner Chingachgook am Lederstrumpfbrunnen in Edenkoben

Der letzte Mohikaner ist ein historischer Roman des US-amerikanischen Schriftstellers James Fenimore Cooper aus dem Jahr 1826, dessen Handlung zur Zeit des Franzosen- und Indianerkriegs angesiedelt ist. Er ist der zweite Roman aus der Lederstrumpf-Serie um den Trapper Natty Bumppo. Der Roman thematisiert den Untergang nordamerikanischer Indianerstämme durch die vorrückenden europäischen Siedler.
Während des sogenannten Franzosen- und Indianerkrieges zwischen den Franzosen und Briten und den mit ihnen jeweils verbündeten Indianerstämmen kommt es zu Auseinandersetzungen um das britische Fort William Henry. Während die Huronen mit den Franzosen verbündet sind, stehen die Mohikaner auf Seiten der Briten. Als das Fort von den Franzosen erobert wird, kommt es zu einem Massaker.
Der Stammesname Mohikaner ist eine Wortschöpfung Coopers. Der Name dieses fiktiven Stammes entstand durch das Zusammenziehen der Namen der beiden Neuenglandstämme Mohegan und Mahican.
Schon im 19. Jahrhundert wurde die Formulierung „der letzte Mohikaner“ für viele letzte Zeitzeugen oder Anhänger einer Idee sprichwörtlich:
- Die letzten Mohikaner des CB-Funks
- Die letzten Mohikaner kirchlicher Jugendarbeit
- Die letzten Mohikaner in der Staatswirtschaft der DDR

## Der Lotse geht von Bord

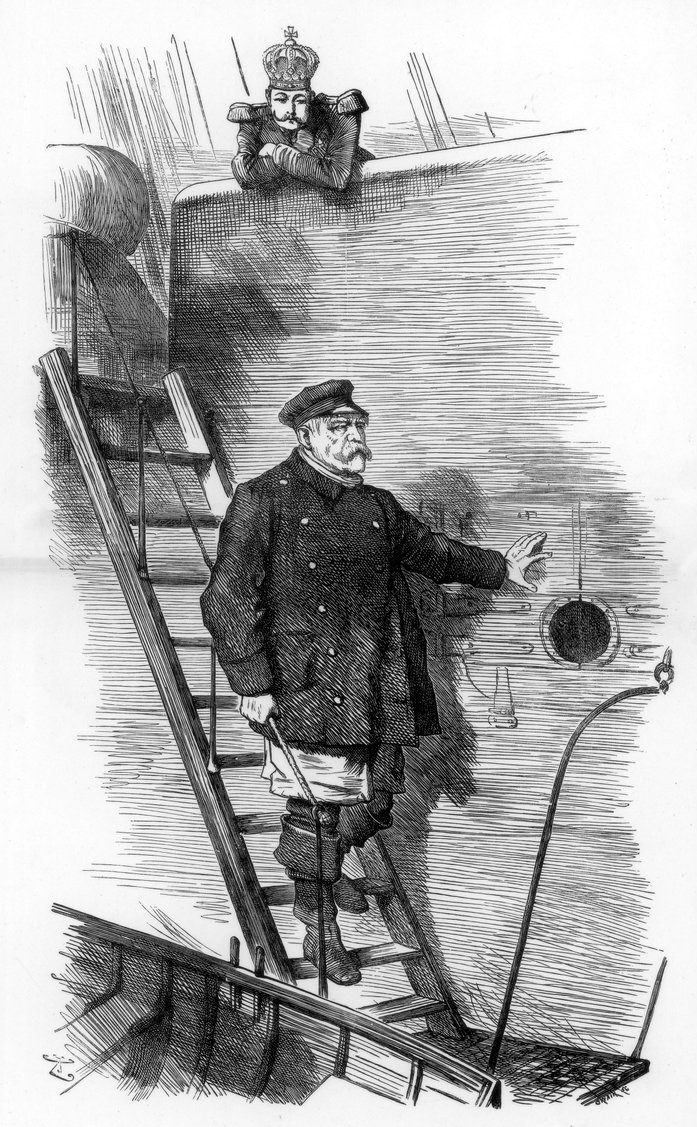
Die Punch-Karikatur Dropping the Pilot

Auch wenn Otto von Bismarck alles tat, um potentielle Nachfolger auszuschalten, wurde in den 1880er Jahren der Ruf nach einer risikobereiten Außenpolitik laut. Nach der kurzen Herrschaftszeit von Friedrich III. standen sich mit dem neuen Kaiser Wilhelm II. und Bismarck zwei ungleiche Persönlichkeiten gegenüber.
Am 15. März 1890 entzog Kaiser Wilhelm dem Kanzler wegen dessen Konfliktkurses endgültig die Unterstützung. Zwei Tage später überreichte Bismarck Wilhelm sein Entlassungsgesuch. Die Öffentlichkeit reagierte erleichtert auf den Rücktritt. Theodor Fontane schrieb:

„Es ist ein Glück, dass wir ihn los sind. Er war eigentlich nur noch Gewohnheitsregente (sic!), tat was er wollte, und forderte immer mehr Devotion. Seine Größe lag hinter ihm.“

Die englische Zeitschrift Punch veröffentlichte daraufhin eine Karikatur von Sir John Tenniel zur Entlassung Bismarcks mit dem Titel Dropping the Pilot, was im Deutschen meist mit Der Lotse geht von Bord übersetzt wird.
„Der Lotse geht von Bord“ hieß es auf dem Titelblatt des Nachrichtenmagazins Der Spiegel vom 20. September 1982, auf dem der deutsche Bundeskanzler Helmut Schmidt als scheidender Lotse abgebildet war.
Die Lotsen in der Schifffahrt übernehmen die Funktion eines Schiffsführers für eine begrenzte Zeit und Wegstrecke auf einer bestimmten Wasserstraße und üben ihre Tätigkeit als Berater des Kapitäns eines Schiffes aus.

## Der Mann ohne Eigenschaften
Der Roman Der Mann ohne Eigenschaften ist das Hauptwerk des österreichischen Schriftstellers Robert Musil. Durch diesen Roman prägte Musil auch das Wort Kakanien (von „k. k.“ für „kaiserlich-königlich“) als ironische Bezeichnung für die österreichisch-ungarische Monarchie.
Hauptfigur des Romans ist Ulrich, der verschiedene Berufsrollen erfüllt, z. B. als Mathematiker, Ingenieur oder politischer Berater. Er erlebt jedoch alle diese Rollen als Verengungen und bietet deshalb in einem einjährigen „Urlaub vom Leben“ seinen vielberufenen utopischen „Möglichkeitssinn“ auf, um ein besserer Mensch zu werden. Er ist das Sinnbild des modernen Menschen, hat keine allumfassende geistige Heimat mehr und sondert sich in seinem spezialisierten Wissen von allen anderen Menschen ab. Er erkennt die Beliebigkeit der Weltanschauungen und hängt doch ständig neuen, absurderen Theorien an.
Der Buchtitel wird – auch in abgewandelter Form – oft in anderem Kontext verwendet. So heißt es in einem Artikel mit dem Titel Der Mensch ohne Eigenschaften: Leben und Arbeiten im 21. Jahrhundert über Angestellte und Beamte:

„Nimmt man Umfragen der Wirtschaft ernst, so sind diese Männer und Frauen ohne Eigenschaften im steten Zunehmen begriffen. Wie die sprichwörtliche Made im Speck machen sie in Unternehmen oder Behörden Dienst nach Vorschrift. Sie vermeiden es, durch unbedachte Äußerungen, Stellungnahmen oder Kommentare unangenehm aufzufallen.“

## Der Mensch ist frei geboren, und überall liegt er in Ketten
Der französisch-schweizerische Schriftsteller und Philosoph Jean-Jacques Rousseau schrieb in seinem Gesellschaftsvertrag:

„Der Mensch wird frei geboren, und überall ist er in Banden. Mancher hält sich für den Herrn seiner Mitmenschen und ist trotzdem mehr Sklave als sie.“

Von dieser Behauptung gibt es die Kurzfassung:

« L’homme est né libre, et partout il est dans les fers. »

„Der Mensch ist frei geboren, und überall liegt er in Ketten.“

## Der Mensch ist, was er isst
Ludwig Feuerbachs (1804–1872) Rezension von Jakob Moleschotts (1822–1893) Lehre der Nahrungsmittel für das Volk wurde berühmt durch das beiläufige Wortspiel:

„Der Mensch ist, was er isst.“

Der Schriftsteller und Gastronom Jean Anthelme Brillat-Savarin schrieb 1878 „Sage mir, was Du isst, und ich sage Dir, was [bzw. wer] Du bist“.

## Der Mensch ist weder Engel noch Tier, und das Unglück will es, dass, wer einen Engel aus ihm machen will, ein Tier aus ihm macht
Diese pessimistische Erkenntnis stammt aus den Gedanken des Philosophen Blaise Pascal und lautet im französischen Original:

« L’homme n’est ni ange ni bête, et le malheur veut que qui veut faire l’ange fait la bête. »

Nach Pascals anthropologischer Kernthese ist der Mensch ein „Wesen der Mitte“, weder Engel noch Dämon, sondern halb Engel und halb Dämon, denn es stecken beide Möglichkeiten in ihm. Außerdem stellt Pascal fest:

« L’homme n’est qu’un roseau, le plus faible de la nature; mais c’est un roseau pensant. »

„Der Mensch ist nur ein Schilfrohr, das schwächste der Natur; aber er ist ein denkendes Schilfrohr.“

Der Philosoph Karl Popper fasst Pascals Gedanken mit Hinblick auf den Marxismus-Leninismus einerseits und den Nationalsozialismus andererseits zur folgenden Sentenz zusammen:

„Der Versuch, den Himmel auf Erden zu verwirklichen, produziert stets die Hölle.“

## Der Mensch lebt nicht vom Brot allein
ist ein Bibelwort ((5 Mos 8,3 , Mt 4,4 )). Es wurde zum Titel eines Buchs von Wladimir Dudinzew (Näheres hier). Dieses Buch erschien während der Tauwetter-Periode nach der Geheimrede Chruschtschows „Über den Personenkult und seine Folgen“ im Februar 1956 in Moskau, mit der die Entstalinisierung in eine neue Phase eintrat. Eine Übersetzung ins Deutsche erschien 1958.
Menschliche Bedürfnisse und Motivationen benennt unter anderem die Maslowsche Bedürfnishierarchie des Psychologen Abraham Maslow.

## Der Mohr hat seine Schuldigkeit getan
„Der Mohr hat seine Schuldigkeit getan; / der Mohr kann gehen.“ ist ein Zitat aus Friedrich Schillers Drama Die Verschwörung des Fiesco zu Genua. Im Original heißt es allerdings nicht „Schuldigkeit“, sondern „Arbeit“.
In dem Drama heißt es im Dritten Aufzug:
Fiesco. Ich höre Tritte. Sie sind’s. Kerl, du verdientest deinen eigenen Galgen, wo noch kein Sohn Adams gezappelt hat. Geh ins Vorzimmer, bis ich läute.
Mohr (im Abgehen). Der Mohr hat seine Arbeit getan, der Mohr kann gehen. (Ab.)
Gianettino Doria sieht in Fiesco eine Gefahr und will ihn durch den Mohren Muley Hassan beseitigen lassen. Der Mordanschlag wird jedoch von dem Mohren verraten, und Fiesco bekommt mit ihm den Mann zur Hand, mit dessen Hilfe er seine Gegenintrige ins Werk setzen kann.

## Der Mörder ist immer der Gärtner
Der Mörder ist immer der Gärtner ist sowohl der Titel eines Liedes von Reinhard Mey als auch eine Zeile seines Refrains:
Der Mörder war wieder der Gärtner,
und der plant schon den nächsten Coup.
Der Mörder ist immer der Gärtner,
und der schlägt erbarmungslos zu!
Die Formulierung wird allgemein verwendet, um auf Stereotype in Denk- und Handlungsmustern zu verweisen; im Bereich der Kriminalliteratur wird sie auch oft als selbstironische Reverenz an Stereotype des eigenen Genres verwendet. Diese ironisierende Reverenz findet sich häufig auch in Kritiken und Inhaltsangaben zu Werken der Krimiliteratur.
- „Reinhard Mey sang: ‚Der Mörder ist immer der Gärtner‘. Und wann immer Parteien über unrechtmäßige Finanzgeschäfte stolpern, sind die Schatzmeister die Sündenböcke.“ (Artikel im Zürcher Tages-Anzeiger[111])
- „Der Mörder ist immer der Gärtner! Oder der Butler? …“ (Beginn der Inhaltsangabe eines beim Rowohlt Verlag erschienenen Kriminalromans[112])
- Der Mörder ist immer der Gärtner – eine kriminale Musikrevue (Titel eines Theaterstücks Der Mörder ist immer der Gärtner – eine kriminale Musikrevue von Wolfgang Rumpf & Wolfgang Seppel (Berliner Bühnen Frühjahr 2009))

## Der nächste Winter kommt bestimmt
Mit diesem Slogan warb die Rheinische Braunkohlenbrikett-Verkauf GmbH ab dem Jahr 1960 dafür, dass sich ihre Kunden bereits im Sommer mit Heizmaterial für den Winter versorgten, indem sie noch Slogans wie die folgenden hinzusetzte:
- „Jetzt Briketts einkellern.“
- „Wer Briketts im Sommer nimmt, sorgt vor.“

Obwohl der Spruch gesetzlich geschützt ist, wird er heute von unterschiedlichen Firmen genutzt.

## Der Osten ist rot
Der Osten ist rot (chinesisch: 东方红; Dōngfāng Hóng) ist ein Loblied auf den chinesischen Revolutionsführer Mao Zedong, das während der Kulturrevolution nahezu den Status einer Nationalhymne annahm und etwa auch in der gleichnamigen Musicalverfilmung von 1965 eine prominente Rolle spielt. Der Text stammt von einem Bauern aus der Provinz Shaanxi.
| 东方红，太阳升, 中国出了个毛泽东. 他为人民谋幸福, 呼尔嗨哟，他是人民大救星! | Dōngfāng hóng, tàiyáng shēng, Zhōngguó chū liǎo ge Máo Zédōng, Tā wèi rénmín móu xìngfú, Hū ěr hei yo, tā shì rénmín dà jiù xīng! | Der Osten ist rot, die Sonne geht auf China hat Mao Zedong hervorgebracht. Er plant Glück für das Volk, Hurra, er ist der große Erlöser des Volkes! |

Der Titel des Lieds wird im Deutschen auch in völlig anderem Zusammenhang gebraucht. So ist ein Artikel über das Wahlverhalten bei der Bundestagswahl 2002 in Ost-West-Perspektive folgendermaßen überschrieben:

„Ist der Osten wirklich rot?“

Der Osten ist Rot ist auch der Titel eines Albums von Holger Czukay aus dem Jahr 1984. Auf der Plattenhülle ist eine 1983 kursierende Nachricht über ein Buch abgedruckt, in dem die Pekinger Führung vor dekadenter Rockmusik warnt und stattdessen vorbildliche Lieder empfiehlt, wie z. B. „Die Fäkaliensammler steigen vom Berg herab“.
Der Osten war rot ist ein Buch von Hans-Peter Bärtschi über den gescheiterten Weltverbesserer in den ehemals sozialistischen Staaten

## Der Rest ist Schweigen
„The rest is silence.“ sind die letzten Worte Hamlets in William Shakespeares gleichnamigen Drama:
O, ich sterbe, Horatio!

Das starke Gift bewältigt meinen Geist;

Ich kann von England nicht die Zeitung hören.

Doch prophezei’ ich: Die Erwählung fällt

Auf Fortinbras: er hat mein sterbend Wort:

Das sagt ihm, samt den Fügungen des Zufalls,

Die es dahin gebracht. –

Der Rest ist Schweigen.
(Er stirbt.)
Heute drückt man mit diesem Zitat Ratlosigkeit aus oder äußert sein Unvermögen, zu einer schwierigen Sache etwas zu sagen.
Der Rest ist Schweigen ist auch der Titel eines Films von Helmut Käutner aus dem Jahr 1959.

## Der Schoß ist fruchtbar noch, aus dem das kroch
Dieses Zitat mit Bezug auf den Nationalsozialismus stammt aus dem Epilog von Bertolt Brechts Theaterstück Der aufhaltsame Aufstieg des Arturo Ui, das die Machtergreifung und den Machtausbau Hitlers in die Gangsterwelt transferiert. Dort heißt es:
Ihr aber lernet, wie man sieht statt stiert

Und handelt, statt zu reden noch und noch.

So was hätt einmal fast die Welt regiert!

Die Völker wurden seiner Herr, jedoch

Daß keiner uns zu früh da triumphiert –

Der Schoß ist fruchtbar noch, aus dem das kroch!

## Der Schuss, der um die ganze Welt gehört wurde

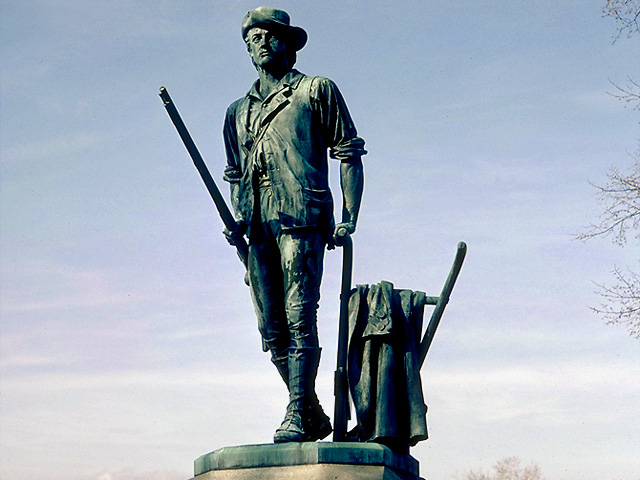
The Minute Man

Der Schuss, der um die ganze Welt gehört wurde ist in den USA eine bekannte Redewendung, die sich auf den Beginn des Amerikanischen Unabhängigkeitskrieges bezieht. Die Redewendung stammt aus der ersten Strophe von Ralph Waldo Emersons Concord Hymn von 1837 und beschreibt die Wirkung der Gefechte von Lexington und Concord an der Alten Nordbrücke in Concord (Massachusetts) von 1775.
Die Strophe ist am Fuße der Statue The Minute Man (Siehe Minutemen) eingraviert. Sie lautet:
| By the rude bridge that arched the flood,  | Bei der einfachen Brücke, die die Flut überspannt,           |
| Their flag to April’s breeze unfurled      | Entfaltete sich ihre Flagge in der Aprilbrise.               |
| Here once the embattled farmers stood      | Hier standen einst die Farmer aufgereiht                     |
| And fired the shot heard ’round the world. | Und feuerten den Schuss, der um die ganze Welt gehört wurde. |

## Der Staat bin ich

Der „Sonnenkönig“ Ludwig XIV. (1638–1715)

Der Leitsatz des Absolutismus, L’État, c’est moi, wird dem französischen Sonnenkönig Ludwig XIV. zugeschrieben, der diesen Satz am 13. April 1655 vor dem Parlament gesagt haben soll. Das Parlament und der König tagten gemeinsam als Gerichtshof (Lit de justice).
Der Historiker Adolphe Chéruel schreibt in seinem 1855 veröffentlichten Geschichtswerk Histoire de l’Administration monarchique en France:

„Hierher versetzt man nach einer verdächtigen Tradition die Erzählung von der Erscheinung Louis’ XIV. im Parlament, im Jagdrock, eine Peitsche in der Hand, und hierhin verlegt man die berüchtigte Antwort auf die Bemerkung des ersten Präsidenten, der das Interesse des Staates hervorhob: ‚Ich bin der Staat‘. Statt dieser dramatischen Scene zeigen uns die zuverlässigsten Dokumente den König, wie er allerdings dem Parlament Schweigen gebietet, aber ohne einen unverschämten Hochmut zur Schau zu tragen.“

Dulaure (Histoire de Paris, 1853, S. 387) behauptet freilich:

„Er unterbrach einen Richter, der in einer Rede die Worte ‚der König und der Staat‘ gebrauchte, indem er mit Hoheit ausrief: ‚L’État c’est moi‘.“

Ludwig festigte die Macht der Krone durch den Ausbau der Verwaltung, durch die Bekämpfung der Opposition des Adels und durch die Förderung der Wirtschaft. Die Hofkultur wurde ganz auf die Person des Herrschers zugeschnitten. Zum Symbol für dessen herausragende Stellung wurde sein prunkvolles Auftreten.

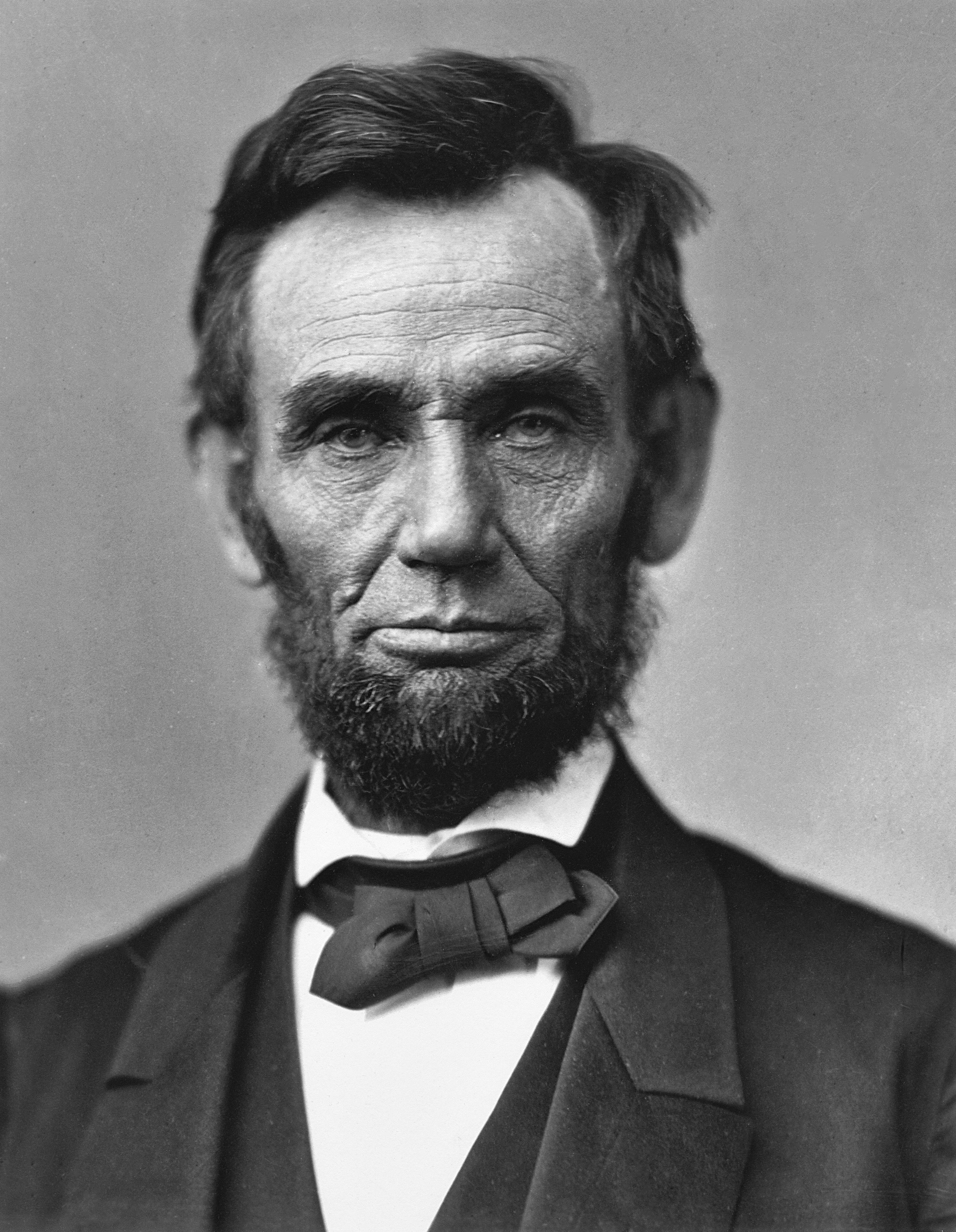
Abraham Lincoln (1809-1865)

Seine letzten Worte jedoch lauteten: „Ich sterbe, aber der Staat wird immer bleiben.“ (Je meurs, mais l'État demeurera toujours.)

## Der Stimmzettel ist stärker als die Kugel
Dies sagte der US-amerikanische Politiker Abraham Lincoln während einer Rede im Jahr 1856 in Bloomington (Illinois):

“The ballot is stronger than the bullet.”

## Der Stoff, aus dem die Träume sind
Der Stoff, aus dem die Träume sind ist ein Roman von Johannes Mario Simmel, dessen Titel an ein Zitat aus William Shakespeares Drama Der Sturm angelehnt ist:

“We are such stuff as dreams are made on, and our little life is rounded with a sleep.”

„Wir sind aus solchem Stoff wie Träume sind, und unser kleines Leben ist von einem Schlaf umringt.“

In diesem Drama sagt der Zauberer Prospero zu Ferdinand, dem Bräutigam seiner Tochter Miranda, im Rückblick auf sein Zauberspiel, dass sich die ganze Erde auflösen und spurlos verschwinden werde.
In Simmels Roman wird ein gigantischer Industrieapparat geschildert, in dem der Stoff für die Träume von Millionen gewebt wird und die Traumwelt eines Menschen, der sich aufopfert für die Ohnmächtigen.
Der Buchtitel wird oft in einem anderen Kontext verwendet. So ist ein Artikel über das Schlaf-Hormon Melatonin damit überschrieben oder ein Artikel zur Methodik der freudschen Interpretation literarischer Werke.

## Der Teufel ist ein Eichhörnchen
Dieses geflügelte Wort kann mehrdeutig verstanden werden.
1. Es bezeichnet eine absurde Behauptung, die aus einem unlogischen Schluss heraus oder nur mit rhetorischen Spielereien aufrechterhalten werden kann.[121][122]
2. Wegen seines roten Fells und seiner Gewandtheit steht das Eichhörnchen, im Aberglauben, als Manifestation des Teufels. Der Ausspruch „Der Teufel ist ein Eichhörnchen“ will zum Ausdruck bringen, dass das Böse oder das Unglück in den unverdächtigsten Gestalten, z. B. der eines Eichhörnchens, lauern kann.

Siehe auch: der Teufel ist ein Eichhörnchen (Wiktionary)

## Der Tod ist ein Meister aus Deutschland
Diese Zeile aus der Todesfuge des Lyrikers Paul Celan wird besonders im antifaschistischen Sprachgebrauch häufig zitiert und findet sich auf Plakaten und in Wandmalereien wieder.
Schwarze Milch der Frühe wir trinken dich nachts

wir trinken dich mittags der Tod ist ein Meister aus Deutschland

wir trinken dich abends und morgens wir trinken und trinken

der Tod ist ein Meister aus Deutschland sein Auge ist blau

## Der Tourist zerstört, was er sucht, indem er es findet
Dieses Zitat des Schriftstellers Hans Magnus Enzensberger wird meist in Diskussionen zum Thema sanfter oder unsanfter Tourismus gebraucht.
Der österreichische Volkskundler Hans Haid spricht von einem „Goa in den Alpen“ und meint damit:

„Auf einer Fläche von rund 180.000 Quadratkilometern leben rund 13 Millionen Menschen. Sie werden heimgesucht, genährt und kahlgefressen von 120 Millionen Gästen mit 500 Millionen Übernachtungen in fünf Millionen Gästebetten. Die Alpenmenschen sollen dienen, Wiesen mähen, braungebrannte Holzhäuser konservieren, in Tracht jodeln, Baugründe verkaufen, auf Gäste warten, Schnäpschen kredenzen, den Pornostadl eröffnen, heil und geil am Jägerzaun warten, geduldig alles ertragen.“

Der US-amerikanische Humorist Sam Ewing sagte zum gleichen Thema:

“The average tourist wants to go to places where there are no tourists.”

„Der durchschnittliche Tourist möchte dorthin fahren, wo es keine Touristen gibt.“

## Der Versuch, den Himmel auf Erden einzurichten, erzeugt stets die Hölle
Diesen Satz hat der österreichische Philosoph Karl Popper in seinem Buch Die offene Gesellschaft und ihre Feinde veröffentlicht. Das komplette Zitat lautet:

„Der Versuch, den Himmel auf Erden einzurichten, erzeugt stets die Hölle. Dieser Versuch führt zu Intoleranz, zu religiösen Kriegen und zur Rettung der Seelen durch die Inquisition“

## Der Wahnsinn, wenn er epidemisch wird, heißt Vernunft
Gegenwärtig wird dieses Zitat ausschließlich Oskar Panizza, dem Autor von Das Liebeskonzil, zugeschrieben. Doch Panizza hatte es nur übernommen und dabei seine Quelle verzerrt angegeben. In dem Aufsatz Christus in psicho-patologischer Beleuchtung in den Zürcher Diskuszjonen schrieb er: „Wie M. Jacobi schon richtig sagte: ‚Der Wahnsinn, wenn er epidemisch wird, heißt Vernunft.‘“
Panizzas Biograph Michael Bauer schloss auch anhand der ungedruckten Notizbücher auf einen „Psychiater Jacobi“, ohne den Vornamen zu nennen. Gemeint war indes Maximilian Jacobi. Tatsächlich aber steht das Zitat in einem Brief von Friedrich Heinrich Jacobi an Jakob Friedrich Fries vom 29. Juli 1808: „Wenn der Wahnsinn epidemisch wird, sagt in einer Schrift Hamann, so gilt es für gesunde Vernunft.“ Der Philosoph Jacobi hatte demnach das Zitat aus einer Schrift von Johann Georg Hamann, auch genannt „der Magus im Norden“, exzerpiert.
Die Liste jener, die lange vor Panizza dem Zitat unter Gebildeten Flügel gaben und es unterschiedlich auslegten, ist lang und umfasst Theologen (J. Scheinert), Juristen (Jodocus Temme), Physiker (Karl Friedrich Zöllner) sowie Ärzte und Psychologen wie Theodor Puschmann oder Rudolf Leubuscher. Sie alle führten das Zitat richtig auf Friedrich Heinrich Jacobi zurück. Lediglich die Berliner Gerichtszeitung vom 4. Mai 1867 schrieb, „es giebt Zeiten – sagt ein deutscher Psychologe, Jacobi, – in denen der Wahnsinn epidemisch wird.“ Insgesamt findet sich neben der bekannten Zitation auch häufig die Variante: „Der Wahnsinn, wenn er epidemisch wird, bekommt den Namen der Vernunft.“

## Der wahre Jakob

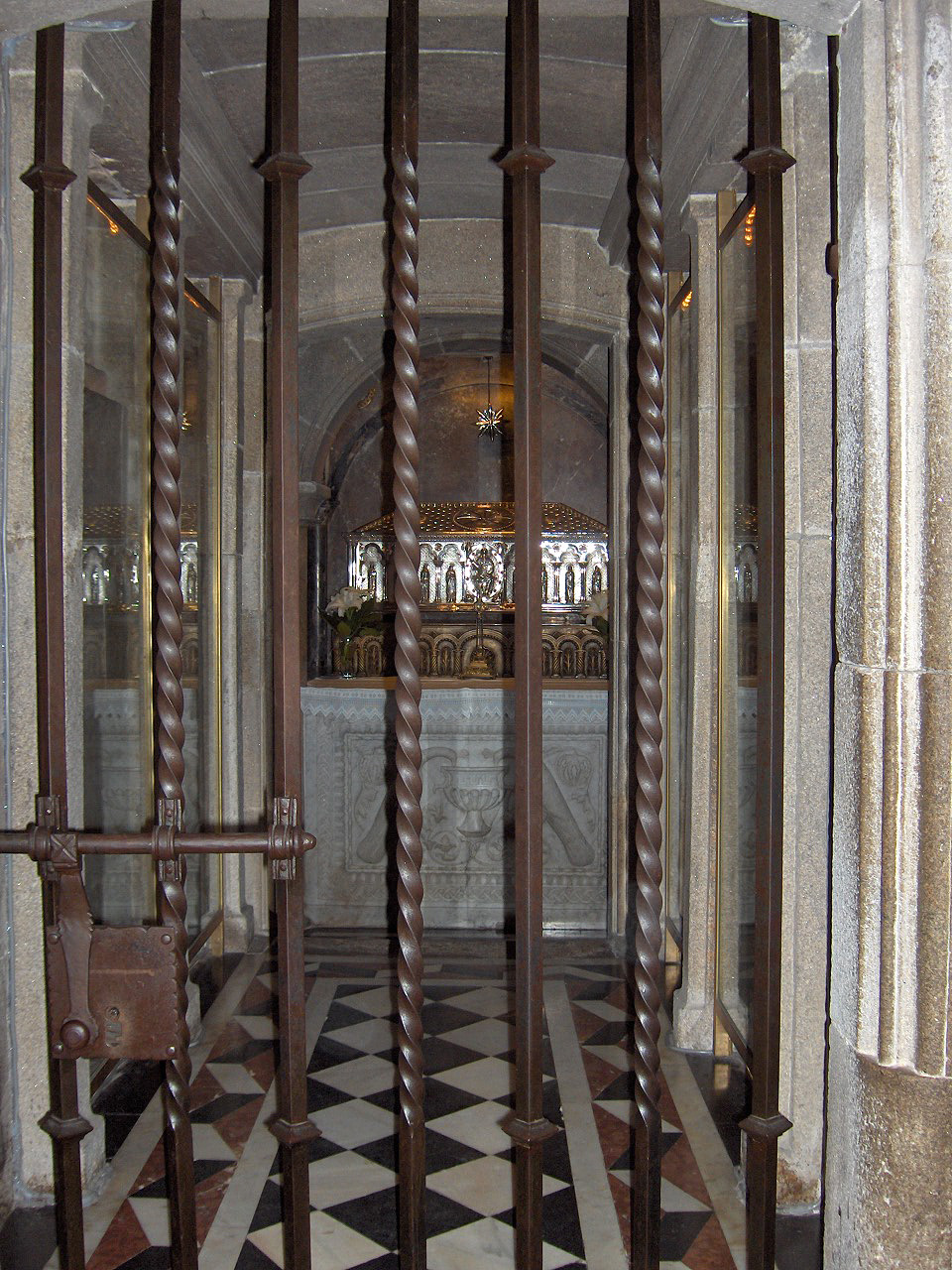
Reliquienschrein in Santiago de Compostela

„Das ist der wahre Jakob“ soll bedeuten, das ist der richtige Mann oder das rechte, lange gesuchte Mittel. Der Ausdruck wird auch in der Form „Das ist auch nicht der wahre Jakob“ verwendet und bedeutet dann so viel wie „Das ist auch nicht gerade das Richtige“.
Den Ausdruck führt man auf den Apostel Jakobus den Älteren zurück, dessen Grab sich im spanischen Wallfahrtsort Santiago de Compostela befinden soll, dessen Gebeine aber oft auch in anderen Gräbern vermutet wurden.
Andere Erklärungsversuche führen den Ausdruck auf den biblischen Stammvater Jakob zurück, der seinen Bruder Esau um das Erstgeburtsrecht und den Segen des Vaters betrog.
Der wahre Jacob war eine deutsche Satirezeitschrift, die 1879 gegründet wurde und mit Unterbrechungen bis 1933 erschien.
Der Physiker Albert Einstein schrieb in einem Brief an Max Born über die Quantenmechanik:

„Die Quantenmechanik ist sehr Achtung gebietend. Aber eine innere Stimme sagt mir, dass das noch nicht der wahre Jakob ist. Die Theorie liefert viel, aber dem Geheimnis des Alten bringt sie uns kaum näher. Jedenfalls bin ich überzeugt, dass der Alte nicht würfelt.“

## Der Weg zur Hölle ist mit guten Vorsätzen gepflastert
Diese sprichwörtliche Redensart wird dem englischen Lexikographen Samuel Johnson zugeschrieben und von seinem Biographen James Boswell überliefert:

“Hell is paved with good intentions.”

„Die Hölle ist mit guten Vorsätzen gepflastert.“

In ähnlicher Form ist die Redensart auch bei dem schottischen Dichter Walter Scott zu finden, der sie auf einen englischen Theologen des 17. Jahrhunderts zurückführt. G. K. Chesterton widersprach ausdrücklich: „Nur Calvinisten können glauben, dass die Hölle mit guten Vorsätzen gepflastert ist. Das ist präzise das, womit sie nicht gepflastert werden kann.“
Der US-amerikanische Humorist Sam Ewing wandelt den Spruch leicht ab, indem er zum Thema Internet sagt:

“The information highway is paved with good inventions.”

„Die Datenautobahn ist mit guten Erfindungen gepflastert.“

## Der Weisheit letzter Schluss
Am Ende seines Lebens hat der erblindete Faust in Johann Wolfgang von Goethes Drama Faust II die Vision eines paradiesischen Landes, das dem Meer abgerungen wurde und ständig gegen die Flut verteidigt werden muss. Er kommt zu folgender Erkenntnis:
Da rase draußen Flut bis auf zum Rand,

Und wie sie nascht, gewaltsam einzuschießen,

Gemeindrang eilt, die Lücke zu verschließen.

Ja! diesem Sinne bin ich ganz ergeben,

Das ist der Weisheit letzter Schluß:

Nur der verdient sich Freiheit wie das Leben,

Der täglich sie erobern muß.
Mit den Worten nicht der Weisheit letzter Schluss meint man heute, dass etwas nicht die perfekte Lösung ist. So ist ein Artikel der Tageszeitung Die Welt über die Spinner GmbH mit den Worten „Jobs abbauen ist nicht der Weisheit letzter Schluß“ überschrieben.

## Der Wind hat mir ein Lied erzählt
Diese Worte stammen aus einem Lied des Schlagerdichters Bruno Balz, dessen Refrain folgendermaßen beginnt:
Der Wind hat mir ein Lied erzählt

Von einem Glück unsagbar schön;

Er weiß, was meinem Herzen fehlt,

Für wen es schlägt und glüht.
In dem Film La Habanera aus dem Jahr 1937 singt Zarah Leander diesen Schlager, der die Sehnsucht nach einem fernen, vergangenen Glück ausdrückt. Der Film erzählt die Geschichte einer Schwedin, die einen reichen Puertoricaner geheiratet hat, aber auf Puerto Rico nicht glücklich wird. Geduldig trägt sie zehn Jahre lang ihr Leid, bis dann plötzlich ein Jugendfreund auftaucht und sich ihr Schicksal wieder wendet.
Das Lied wurde in der Folgezeit zu einem der erfolgreichsten Lieder des schwedischen Ufa-Stars.

## Der Worte sind genug gewechselt, lasst mich auch endlich Taten sehen
Diese Aufforderung stammt aus dem Vorspiel auf dem Theater zu Goethes Drama Faust I. In einem Gespräch zwischen Direktor, Theaterdichter und lustiger Person vertritt der Direktor die Meinung, dass es beim Theater in erster Linie auf die Publikumswirksamkeit ankomme. Er lässt die Einwände des Dichters nicht gelten und beendet schließlich den Disput mit diesen Worten.

## Der Würfel ist gefallen

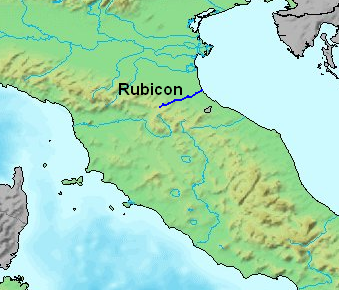
Lage des Flusses Rubikon in Norditalien

Der Ausdruck „den Rubikon überschreiten“ ist die Bezeichnung für eine folgenschwere Entscheidung, wie sie der Übergang Gaius Iulius Caesars über den Rubikon war, weil durch sie der Bürgerkrieg entfesselt wurde. Als Caesar nach längerem Schwanken den Entschluss gefasst hatte, über den Rubikon zu gehen, soll er gesagt haben alea iacta est.
Am 10. Januar 49 v. Chr. marschierte Iulius Caesar am Rubikon, dem Grenzfluss zur entmilitarisierten Zone um Rom, dem sich kein römischer Feldherr mit seinen Truppen nähern durfte, und sagte zunächst:

„Noch können wir zurück; wenn wir diese kleine Brücke überschreiten, wird alles mit Waffen auszutragen sein.“

Während er noch dastand, kam ein Hirte, entriss einem Soldaten die Trompete, überschritt den Fluss und blies Alarm. Darauf sagte Caesar:

„Dorthin führt der Weg, wohin die Zeichen der Götter und die Schandtaten der Feinde rufen. Geworfen ist der Würfel.“

Gemäß Athenäus von Naukratis stammt dieser Satz ursprünglich von Menander. Im Leben des Pompejus berichtet Plutarch, dass der Ausspruch auf Griechisch gefallen ist:

«Ἑλληνιστὶ πρὸς τοὺς παρόντας ἐκβοήσας, Ἀνερρίφθω κύβος, διεβίβαζε τὸν στρατόν.»

„Er sprach mit lauter Stimme in griechischer Sprache zu den Anwesenden ‚Hochgeworfen sei der Würfel‘ und führte das Heer hinüber.“

Sueton gibt eine nicht ganz wörtliche Übersetzung Iacta alea est! Meist zitiert man Alea iacta est! („Der Würfel ist gefallen!“) oder Aleae iactae sunt! („Die Würfel sind gefallen!“).

## Der Zweck heiligt die Mittel
Dieser Satz wurde als vermeintliches Motto des Jesuitenordens bekannt und zeigte sich besonders in Eingriffen in die Politik. Der Grundsatz findet sich als „… wenn der Zweck erlaubt ist, (sind) auch die Mittel erlaubt“ in der „Moraltheologie“ (Medulla IV, cap. 3, dub. 7, art. 2) des Jesuitenpaters Hermann Busenbaum 1652, allerdings mit gewissen Einschränkungen versehen. Es dürfte sich in der uneingeschränkten Form um ein altes Prinzip der Machtpolitik handeln, das Niccolò Machiavelli zugeschrieben wird, der es sinngemäß formuliert hat. Machiavelli hatte in seinen Discorsi zur Erreichung politischer Ziele jedes Mittel für erlaubt angesehen. Napoleon Bonaparte wird nachgesagt, dass er nach dieser Maxime gehandelt habe.

## Derjenige, welcher
Dieser umgangssprachliche Ausdruck hat die Bedeutung von „der, von dem die Rede ist“. Er stammt aus der kurzen Berliner Lokalposse Das Fest der Handwerker von Louis Angely. In diesem Stück selbst heißt es allerdings „allemal derjenige, welcher“.

## Des Kaisers neue Kleider

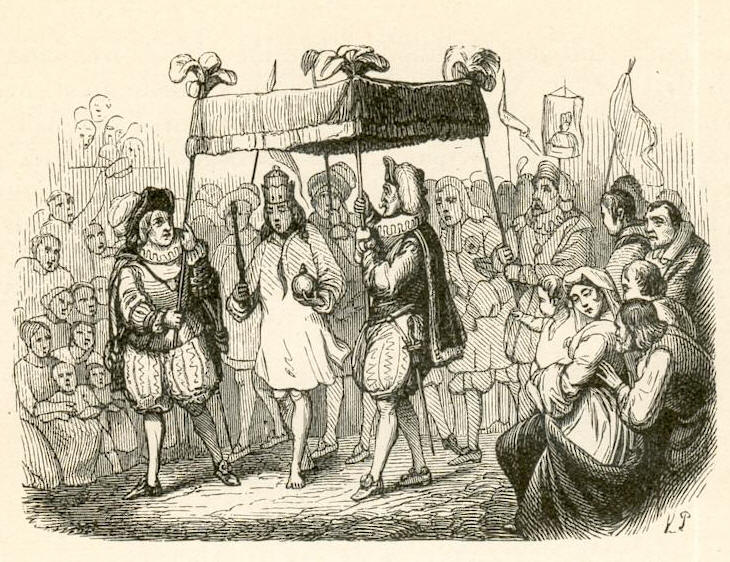
Des Kaisers neue Kleider

Des Kaisers neue Kleider (dänisch: Kejserens Nye Klæder) ist ein Märchen des dänischen Schriftstellers Hans Christian Andersen. Es erzählt von einem eitlen Kaiser, der von zwei listigen Betrügern hinters Licht geführt wird. Diese versprechen ihm, die schönsten Kleider anzufertigen, die für jeden unsichtbar sein sollen, der nicht für sein Amt tauge:

„Die Kammerherren, die das Recht hatten, die Schleppe zu tragen, griffen mit den Händen gegen den Fußboden, als ob sie die Schleppe aufhöben, sie gingen und taten, als hielten sie etwas in der Luft; sie wagten es nicht, es sich merken zu lassen, daß sie nichts sehen konnten.

So ging der Kaiser unter dem prächtigen Thronhimmel, und alle Menschen auf der Straße und in den Fenstern sprachen: ‚Wie sind des Kaisers neue Kleider unvergleichlich! Welche Schleppe er am Kleide hat! Wie schön sie sitzt!‘ Keiner wollte es sich merken lassen, daß er nichts sah; denn dann hätte er ja nicht zu seinem Amte getaugt oder wäre sehr dumm gewesen. Keine Kleider des Kaisers hatten solches Glück gemacht wie diese.“

Der Schwindel fliegt erst auf, als ein Kind ausruft, der Kaiser habe gar keine Kleider an:
„‚Hört die Stimme der Unschuld!‘ sagte der Vater; und der eine zischelte dem andern zu, was das Kind gesagt hatte.
‚Aber er hat ja gar nichts an!‘ rief zuletzt das ganze Volk.“
Der Sänger Reinhard Mey besingt dieses Thema in seinem Lied Des Kaisers neue Kleider, in dem er den modernen Kunstbetrieb in Frage stellt:
Was mich betrifft, ich hab die Faxen satt.

Sieht denn hier keiner, daß der Kaiser keine Kleider anhat?

Das ist weder neu noch originell, das ist nur beknackt.

Seht doch mal richtig hin, der arme Kerl ist splitternackt.

## Des Lebens Mühe
Im Schauspiel Torquato Tasso von Johann Wolfgang von Goethe sagt der Staatssekretär Antonio Montecatino im fünften Aufzug:

„Des Lebens Mühe lehrt uns allein des Lebens Güter schätzen.“

## Despotismus, gemildert durch Schlamperei
„Die österreichische Regierung ist gleich unfähig, bei einem Werke der Gerechtigkeit consequent zu sein wie bei einem Werke der Unterdrückung; sie schwankt beständig hin und her, – wir haben den Despotismus gemildert durch Schlamperei.“

Mit diesen Worten seines Berichts „über die Lage der socialistischen Bewegung in Oesterreich“ rief Victor Adler, Mitbegründer der Sozialdemokratischen Arbeiterpartei, auf dem Internationalen Arbeiterkongress 1889 in Paris „große Heiterkeit“ hervor.
Über andere Staaten gibt es ähnliche Aussagen:
Der französische Schriftsteller Nicolas Chamfort gibt in seiner Schrift Caractères et Anecdotes einen geistreichen Mann als Erfinder des folgenden Zitats an:

« … le gouvernement de France était une monarchie absolue, tempérée par des chansons. »

„Frankreich ist eine absolute, durch muntere Lieder gemäßigte Monarchie.“

(andere Übersetzung: „… absolute, durch Witzworte gemäßigte Monarchie.“)
Nach der Ermordung des russischen Zaren Paul im Jahre 1801 sagte ein russischer Fürst zum hannoverschen Gesandten Graf Münster:

« Le despotisme, tempéré par l’assassinat, c’est notre Magna charta. »

„Die Tyrannei, gemäßigt durch den Meuchelmord, das ist unsere Magna Charta.“

## Des Lebens ungemischte Freude || Ward keinem Irdischen zu Theil
Friedrich Schiller, Der Ring des Polykrates, Verse 53-54

## Deus ex machina
Die lateinische Wendung Deus ex machina („Gott aus der Maschine“) ist eine Lehnübersetzung aus dem Griechischen ἀπὸ μηχανῆς Θεός („apo mechanes theos“) und bezeichnet ursprünglich das Auftauchen einer Gottheit mit Hilfe einer Bühnenmaschinerie.
In der antiken Tragödie gab es Konflikte, die sich nicht immer aus der Handlung heraus lösen ließen. Ihre Lösung erfolgte von außen durch das überraschende Eingreifen einer Gottheit, die dem Geschehen die entscheidende Wende gab. Der Deus ex machina schwebte in einer Hebemaschine über der Bühne oder landete auf dem Dach des Bühnenhauses. Es kamen Schwenkkräne zum Einsatz, mit deren Hilfe die eingreifende Gottheit von außen auf die Bühne gehievt werden konnte.
Ein berühmtes Beispiel findet sich im Drama Iphigenie bei den Taurern des Dichters Euripides. Dort erscheint die Göttin Artemis im letzten Augenblick über dem Tempel, um Iphigenie und Orestes vor dem Zorn des taurischen Königs Thoas zu retten, und fällt ein gerechtes Urteil, dem sich alle unterwerfen.

## Deutsch sein heißt eine Sache um ihrer selbst willen tun
Die meist spöttisch gebrauchte Redensart wird auf Handeln bezogen, das nicht hinterfragt wird, und ist auf eine anders gemeinte Äußerung Richard Wagners zurückzuführen. In seinem 1867 veröffentlichten Aufsatz Deutsche Kunst und deutsche Politik schrieb Wagner:

„Hier kam es zum Bewußtsein und erhielt seinen bestimmten Ausdruck, was deutsch sei, nämlich: die Sache, die man treibt, um ihrer selbst und der Freude an ihr willen treiben.“

## Deutsche Arbeiter, die SPD will euch eure Villen im Tessin wegnehmen!

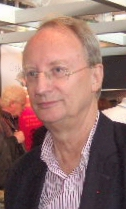
Klaus Staeck

Der Grafikdesigner Klaus Staeck veröffentlichte zur Bundestagswahl 1972 ein ironisches politisches Plakat, das eine modernistische Villa in giftigem Gelb unter einem blauen Himmel zeigte mit der Frakturschrift:

„Deutsche Arbeiter! Die SPD will Euch Eure Villen im Tessin wegnehmen!“

Das Plakat, dessen Ironie bei der SPD durchaus keine ungeteilte Zustimmung fand, hängt heute im Bonner Haus der Geschichte. Als Postkarte und Aufkleber erreichte es eine Auflage von 70.000 Exemplaren.
Willi Winkler schrieb 2008 zum 70. Geburtstag von Klaus Staeck in der Süddeutschen Zeitung:

„Der Spruch ‚Deutsche Arbeiter! Die SPD will euch eure Villen im Tessin wegnehmen‘ ist sprichwörtlich geworden, wenn er auch bald an Wirkung verlor, als der Millionenbetrug der Herrschaften von der Gewerkschafts-Holding Neue Heimat offenbar wurde.“

## Deutsche Revolutionäre besetzen einen Bahnhof erst nach Kauf einer Bahnsteigkarte
Dieses Scherzwort über den Ordnungssinn der Deutschen und ihre Unfähigkeit zu revolutionärem Umsturz wird in unterschiedlichstem Wortlaut, doch stets ohne Quellenangabe, meist Wladimir Iljitsch Lenin zugeschrieben. Erstmals geschah dies anscheinend 1938 in The Spectator und in deutscher Sprache 1946 in Frankfurter Hefte. Zuvor hatte Josef Stalin am 13. Dezember 1931 in seiner Unterredung mit dem deutschen Schriftsteller Emil Ludwig auf dessen Frage, ob „die Deutschen als Nation mehr Ordnungsliebe haben als Freiheitsliebe“, geantwortet:

„Einst hatte man in Deutschland tatsächlich große Achtung vor dem Gesetz. Als ich im Jahre 1907 zwei bis drei Monate in Berlin weilte, machten wir russischen Bolschewiki uns öfters über einige deutsche Freunde lustig, weil sie eben diese Achtung vor dem Gesetz hatten. Es war zum Beispiel folgende Anekdote in Umlauf: Als der Berliner sozialdemokratische Vorstand für einen bestimmten Tag und eine bestimmte Stunde eine Kundgebung ansetzte, zu der die Mitglieder der Organisation aus allen Vororten erscheinen sollten, da konnte eine Gruppe von zweihundert Personen aus einem Vorort, obgleich sie rechtzeitig zur festgesetzten Stunde in der Stadt eingetroffen war, nicht zur Demonstration erscheinen, weil sie zwei Stunden lang auf dem Bahnsteig stand und es nicht wagte, ihn zu verlassen: der Schaffner, der die Fahrkarten am Ausgang abnehmen sollte, war nicht da, und die Genossen konnten daher ihre Karten nicht abgeben. Man erzählte scherzend, dass erst ein russischer Genosse kommen musste, der den Deutschen den einfachen Ausweg aus der Lage zeigte: den Bahnsteig zu verlassen, ohne die Fahrkarten abzugeben …“

Dass der Spott der russischen Bolschewiki über die deutschen Sozialdemokraten später Lenin persönlich zugeschrieben wurde, geht möglicherweise darauf zurück, dass es in der 1935 unter dem Namen Henri Barbusse erschienenen Biographie Stalin – Eine neue Welt heißt, Stalin habe sich 1907 einige Zeit in Berlin aufgehalten, um sich mit Lenin zu beraten. Vielleicht stammte diese Information von Stalin selbst. Ihre Richtigkeit wird heute jedoch angezweifelt: eine Reise Stalins nach Berlin (oder auch Leipzig) im Jahr 1907 sei sonst nirgendwo belegt/bezeugt, und Lenin habe sich zu dieser Zeit in England und Finnland aufgehalten. Von zweihundert Arbeitern, die sich bei ihrer Ankunft wegen Abwesenheit eines Schaffners nicht trauten, den Bahnhof zu verlassen, und deshalb nicht rechtzeitig zu einer wichtigen Kundgebung erschienen, erzählte Stalin auch Winston Churchill und Franklin D. Roosevelt auf der Konferenz von Jalta beim Dinner am 10. Februar 1945, wie W. Averell Harriman überliefert. Dieses Mal sprach Stalin allerdings nicht von einer umlaufenden Anekdote, sondern stellte das Geschehen als etwas dar, das er bei einem Besuch in Leipzig im Jahr 1907 selbst erlebt habe.
Vergleiche Kurt Tucholsky, 1930: „Wegen ungünstiger Witterung fand die deutsche Revolution in der Musik statt.“
Dass der deutsche Respekt vor der Bahnsteigsperre – selbst bei Lebensgefahr – keine Übertreibung war, beweist eine Bekanntmachung der Reichsbahndirektion Mainz von 1944:

„Es wird Klage darüber geführt, daß bei Fliegeralarm Reisende längere Zeit auf Abfertigung an der Bahnsteigsperre warten müssen, weil diese nur mit einem Bahnsteigschaffner besetzt ist und weitere Kräfte zur Bedienung der Sperren nicht zur Verfügung gestellt werden. Es ist selbstverständlich, daß bei Fliegeralarm die Sicherheit der Reisenden in jedem Fall vorgeht. Es müssen daher, soweit bei der Luftlage eine Abfertigung der Reisenden an der Sperre überhaupt noch vertretbar ist, zur schnellen Abfertigung der Reisenden weitere Sperren geöffnet werden. Wenn dies jedoch nicht möglich ist, muß auf eine Prüfung der Fahrausweise dieser Reisenden verzichtet werden. […]“

## Deutscher Michel
Der Deutsche Michel, die nationale Personifikation der Deutschen geht vermutlich auf den Erzengel Michael (als Schutzpatron des Heiligen Römischen Reiches und später Deutschlands) oder einen gewissen Hans Michael Elias von Obentraut zurück. Die früheste belegte Überlieferung findet sich in einem von Sebastian Franck 1541 herausgegebenen Sprichwörterbuch – also einige Jahrzehnte vor Obentrauts Geburt. Der deutsche Michel bezeichnet hier einen Tölpel und Fantasten.

## Deutschland, einig Vaterland
„Deutschland, einig Vaterland“ ist ein Vers aus Johannes R. Bechers Auferstanden aus Ruinen, der Nationalhymne der Deutschen Demokratischen Republik:
Auferstanden aus Ruinen

Und der Zukunft zugewandt,

Laß  uns dir zum Guten dienen,

Deutschland, einig Vaterland.
Nachdem die DDR von der Wiedervereinigung Deutschlands abgerückt war, wurde der Text unbequem. So entgegnete Willy Brandt 1972 zum Beispiel Willi Stoph auf dessen Aussage, es gebe zwei deutsche Staaten, mit Bezug auf die erste Strophe:

„Sie selbst singen doch in Ihrer Hymne von Deutschland, einig Vaterland.“

Mit dem Machtübergang auf Erich Honecker verschwand der Text Anfang der 1970er Jahre aus der Öffentlichkeit und die Hymne wurde nur noch instrumental aufgeführt.
Der Ausspruch rückte zu Zeiten der Wende gegen Ende des Jahres 1989 verstärkt ins öffentliche Bewusstsein, indem er teilweise das Wort Wir sind das Volk! ablöste.

## Deutschland muss leben, und wenn wir sterben müssen

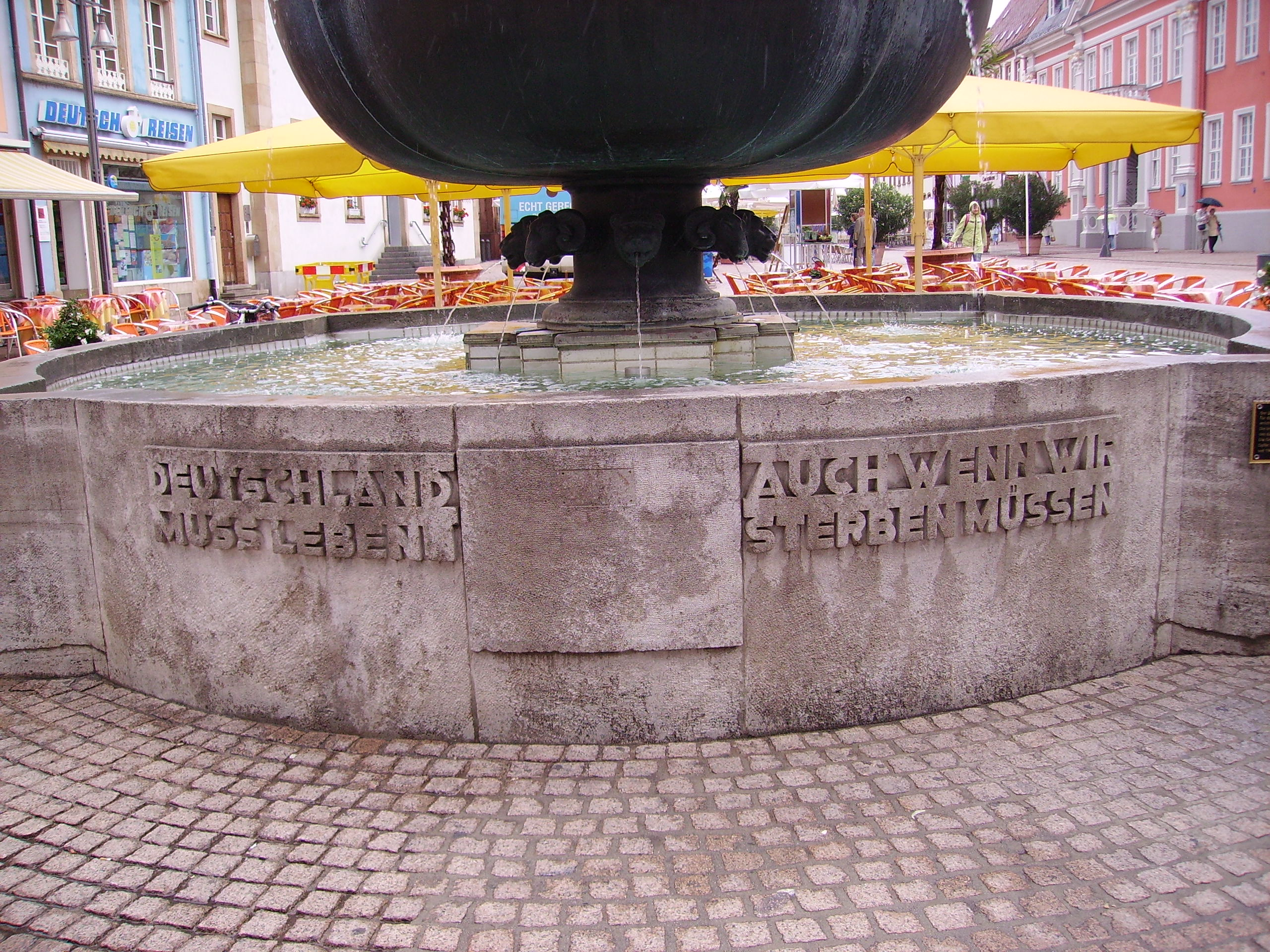
Inschrift an einem Brunnen in der Fußgängerzone von Speyer

Diese Parole stammt aus dem Gedicht Soldatenabschied von Heinrich Lersch:
Laß mich gehen, Mutter laß mich gehen!

All das Weinen kann uns nichts mehr nützen,

denn wir gehen, das Vaterland zu schützen!

Laß mich gehen, Mutter laß mich gehen!

Deinen letzten Gruß will ich vom Mund dir küssen:

Deutschland muß leben, und wenn wir sterben müssen!
Dieser Satz findet sich auf zahlreichen Kriegerdenkmälern, etwa am Dammtor in Hamburg, aber auch als Leitspruch des Soldatenfriedhofes in Langemarck. Das Denkmal war regelmäßig Ziel von Farbbomben, Graffiti und anderen Aktionen.
Die Hamburger Punkband Slime veröffentlichte 1981 auf ihrem ersten Album Slime I ein Lied mit dem Titel Deutschland muss sterben, in welchem, auf die Inschrift des Kriegerdenkmals in Hamburg Bezug nehmend, die Zeile „Deutschland muss sterben, damit wir leben können“ als Refrain verwendet wird. Diese Version, die vom Bundesverfassungsgericht als Satire eingestuft wurde, wird unter anderem in Kreisen der Antideutschen sowie Teilen der Antifa rezipiert.

## Deutschland über alles!

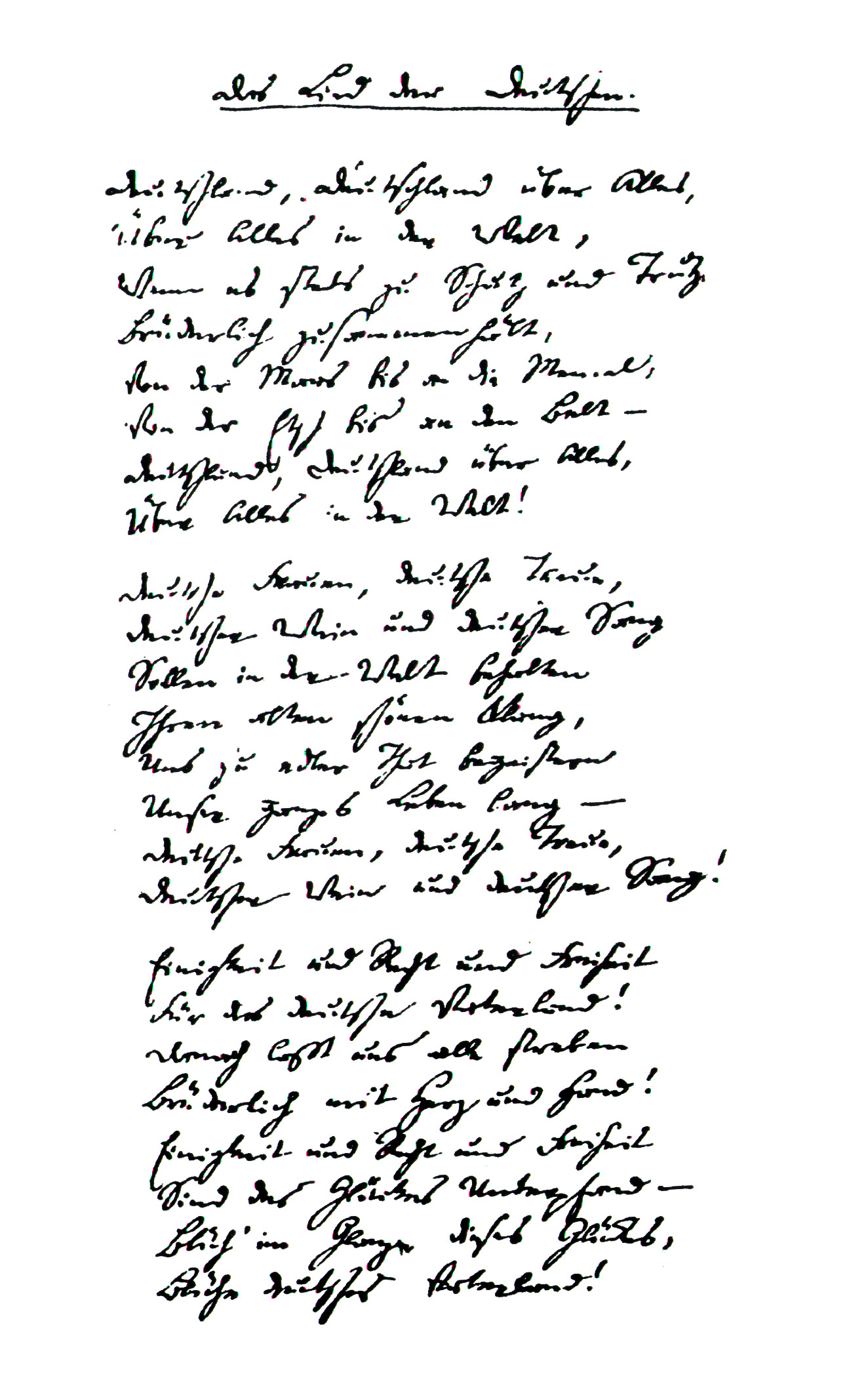
Faksimile des Originals des Lied der Deutschen

Der oft missverstandene Anfang des Deutschlandlieds „Deutschland, Deutschland über alles, über alles in der Welt“ war für August Heinrich Hoffmann von Fallersleben keine Aufforderung zur Unterwerfung nichtdeutscher Gebiete.
Kurt Tucholsky sagte dazu:

„‚Deutschland über alles‘, ein törichter Vers eines großmäuligen Gedichts. Nein, Deutschland steht nicht über allem und ist nicht über allem – niemals. Aber mit allen soll es sein, unser Land.“

Der Wissenschaftliche Dienst des Deutschen Bundestages äußert sich zum gleichen Thema folgendermaßen:

„Mit diesem – später oft tendenziös mißverstandenen – Liedbeginn wollte der Verfasser gefühlsmäßig ausdrücken, daß er eine Vereinigung der deutschen Einzelstaaten und damit die Einheit Deutschlands ‚über alles in der Welt‘ wünschte. Nicht geographische Expansion, sondern eine gesamtdeutsche Konstitution war sein politisches Anliegen.“

## Deutschlands Zukunft liegt auf dem Wasser
Diese Vision stammt aus einer Rede des deutschen Kaisers Wilhelm II. anlässlich der Einweihung des Stettiner Freihafens im September des Jahres 1898. Mit diesen Worten drückte Wilhelm seine Überzeugung aus, dass Deutschland seine weltpolitische Position nur dann verbessern könne, wenn es neben einer erweiterten Handelsmarine auch eine starke Kriegsflotte zur Eroberung und Sicherung von Kolonien zur Verfügung hätte.

## Dichterische Freiheit
Mit historischen Tatsachen in einem belletristischen Werk etwas großzügiger umzugehen, ist dichterische Freiheit. Zum ersten Mal taucht dieser Begriff in einem naturwissenschaftlichen Werk des römischen Gelehrten Seneca auf, der im Kapitel über Blitze schreibt:

„Es gehört zur dichterischen Freiheit (poeticam istud licentia decet), zu behaupten, Jupiter wechsle die Kraft seiner Blitze, je nachdem, was er damit treffen wolle.“

## Dichtung und Wahrheit
Dichtung und Wahrheit ist der gekürzte Titel von Goethes autobiografischen Erinnerungen aus den Jahren 1749 bis 1775. Goethe selbst verwendete gelegentlich auch die Version „Wahrheit und Dichtung“, zog aber wohl aus klanglichen Gründen die erste Version vor. Der volle Titel lautet Aus meinem Leben. Dichtung und Wahrheit.
Heute gebraucht man diese Wendung, wenn man Zweifel daran hat, ob eine Darstellung wirklich den Tatsachen entspricht, und vermutet, dass die Fakten erfunden sind.

## Die Antwort kennt nur der Wind
Die Antwort kennt nur der Wind ist der Titel eines 1974 verfilmten Romans von Johannes Mario Simmel, der seinerseits den Refrain des Songs Blowin’ in the Wind von Bob Dylan aufgreift. Das pazifistische Lied hat drei Strophen. Es werden Fragen gestellt, die jedes Mal mit der gleichen letzten Textzeile beantwortet werden:

“The answer is blowin’ in the wind.”

„Die Antwort treibt im Wind.“

In der deutschen Liedtextübersetzung:

„Die Antwort weiß ganz allein der Wind.“

Der Song galt als eine Hymne der Folk-Rock-Bewegung.
Dieses Zitat wird oft verwendet, um auf das Offenbleiben einer Frage hinzuweisen.

## Die Armut kommt von der Powerteh
Dieser Spruch geht zurück auf ein Zitat aus Fritz Reuters Werk Ut mine Stromtid, wo Inspektor Bräsig seine Rede im Rahmstädter Reformverein mit folgenden Worten abschließt:

„Die große Armut in der Stadt kommt von der großen Powerteh her.“

Das Wort „Powerteh“ ist eine verballhornte Form des französischen Wortes pauvreté, das Armut bedeutet.

## Die Augen der Welt sind auf euch gerichtet

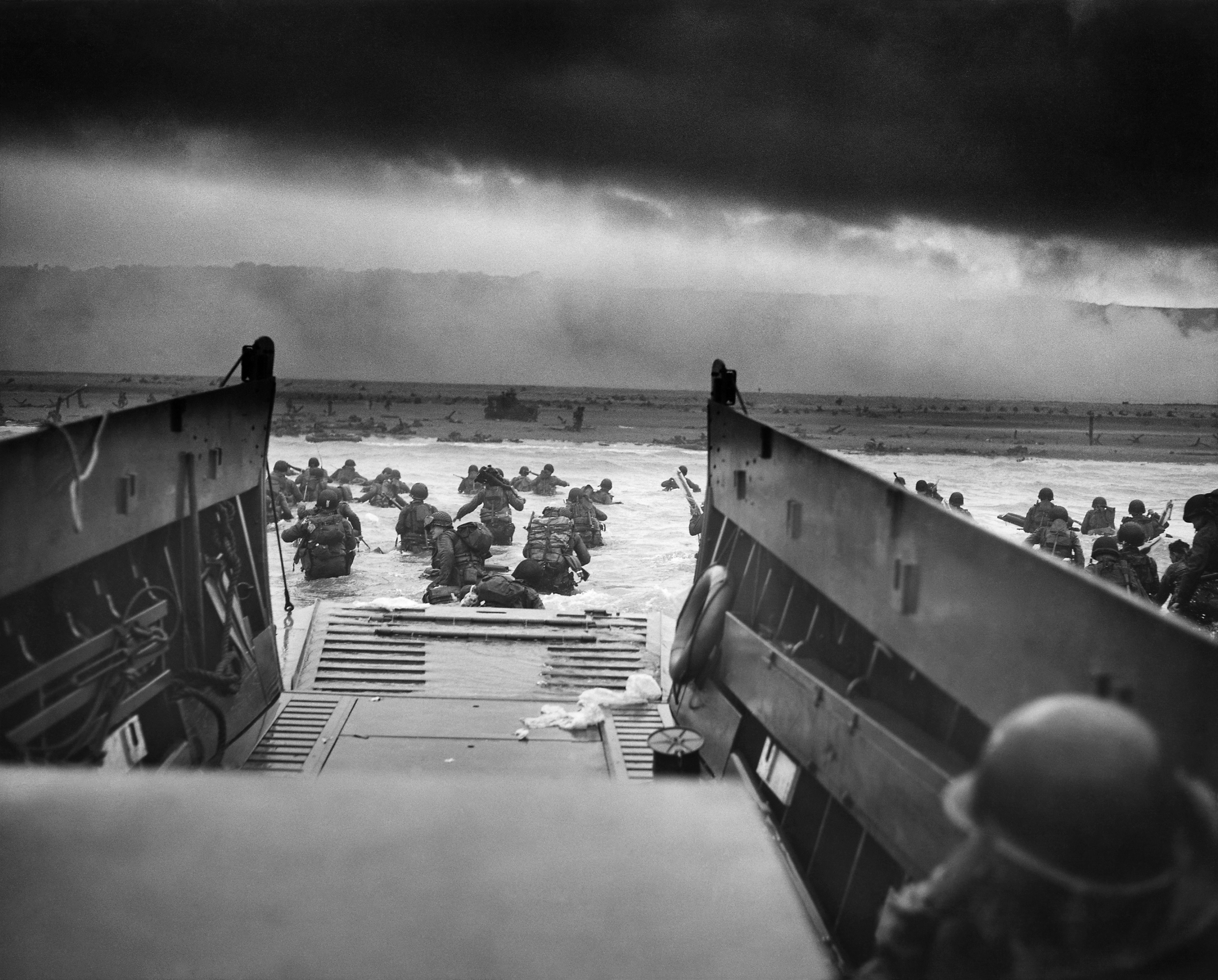
Into the Jaws of Death: Truppen der US-Army landen am D-Day am Omaha Beach

In seinem Befehl zur Landung in der Normandie am 6. Juni 1944 sagte General Dwight D. Eisenhower auf Englisch zu seinen Soldaten:

“The eyes of the world are upon you.”

Eisenhower sagte in seiner Ansprache unter anderem:
Soldaten, Seeleute, Luftwaffensoldaten,

Ihr steht kurz davor, euch auf den Großen Kreuzzug einzuschiffen, auf den wir so viele Monate hingeeifert haben. Die Augen der Welt sind auf euch gerichtet. Die Hoffnungen und Gebete der freiheitsliebenden Völker überall marschieren mit euch. Zusammen mit unseren tapferen Alliierten und Waffenbrüdern an anderen Fronten werdet ihr die Zerstörung der deutschen Kriegsmaschine, die Beseitigung der Nazi-Tyrannei über Europas Völker und Sicherheit für uns selbst in einer freien Welt bringen.
Ähnlich Formulierungen gab es schon vor 1945. So schrieb der Satiriker Kurt Tucholsky 1931 unter der Überschrift Die Augen der Welt:
In Deutschland dominiert, was die Außenpolitik angeht, der innenpolitische Stammtisch. Zu dessen ehernen Grundsätzen gehört die Phrase: ‚Die Augen der Welt sind auf uns gerichtet‘. Dieser Satz ist einfach eine Lüge.

Deutschland spielt in der Welt nicht die Rolle, die es zu spielen glaubt.
Heute wird das Zitat vor allem in Abwandlungen gebraucht:
- „Die Augen der Welt auf Wien gerichtet.“ (Gipfel 1961 Chruschtschow – Kennedy)
- „Die Augen der Modewelt sind wieder einmal auf Paris gerichtet.“

## Die Axt im Haus erspart den Zimmermann
Dieses – oft mit Bezug auf Heimwerker gebrauchte – Zitat stammt aus Friedrich Schillers Drama Wilhelm Tell. Dort wird geschildert, wie Tell das Hoftor mit einer Axt repariert, seine Frau sich häuslicher Arbeit widmet und der Sohn mit Pfeil und Bogen spielt. Das Gespräch dreht sich um den Jungen, denn die Mutter hat etwas gegen das Schießen, während Tell die frühe Übung lobt. (s. „Früh übt sich, was ein Meister werden will.“) Dann sagt Tells Frau, welche Angst sie aussteht, wenn er ins Gebirge geht. Am Ende des Gesprächs begutachtet Tell zufrieden seine Arbeit und spricht die obigen Worte.
In der Süddeutschen Zeitung heißt es unter der Überschrift Auf diese Phrasen können Sie bauen über dieses berühmte Zitat:

„Ein Satz aus einem Stück, fugenlos dicht und doch frei zugänglich jeder Assoziation. Ein bisschen Selbstlob klingt mit, aber ironisch amüsant gebrochen. Der ersparte Zimmermann ist keinesfalls die Quintessenz, sondern vielmehr das Vergnügen am Selbermachen.“

## Die Basis einer gesunden Ordnung ist ein großer Papierkorb

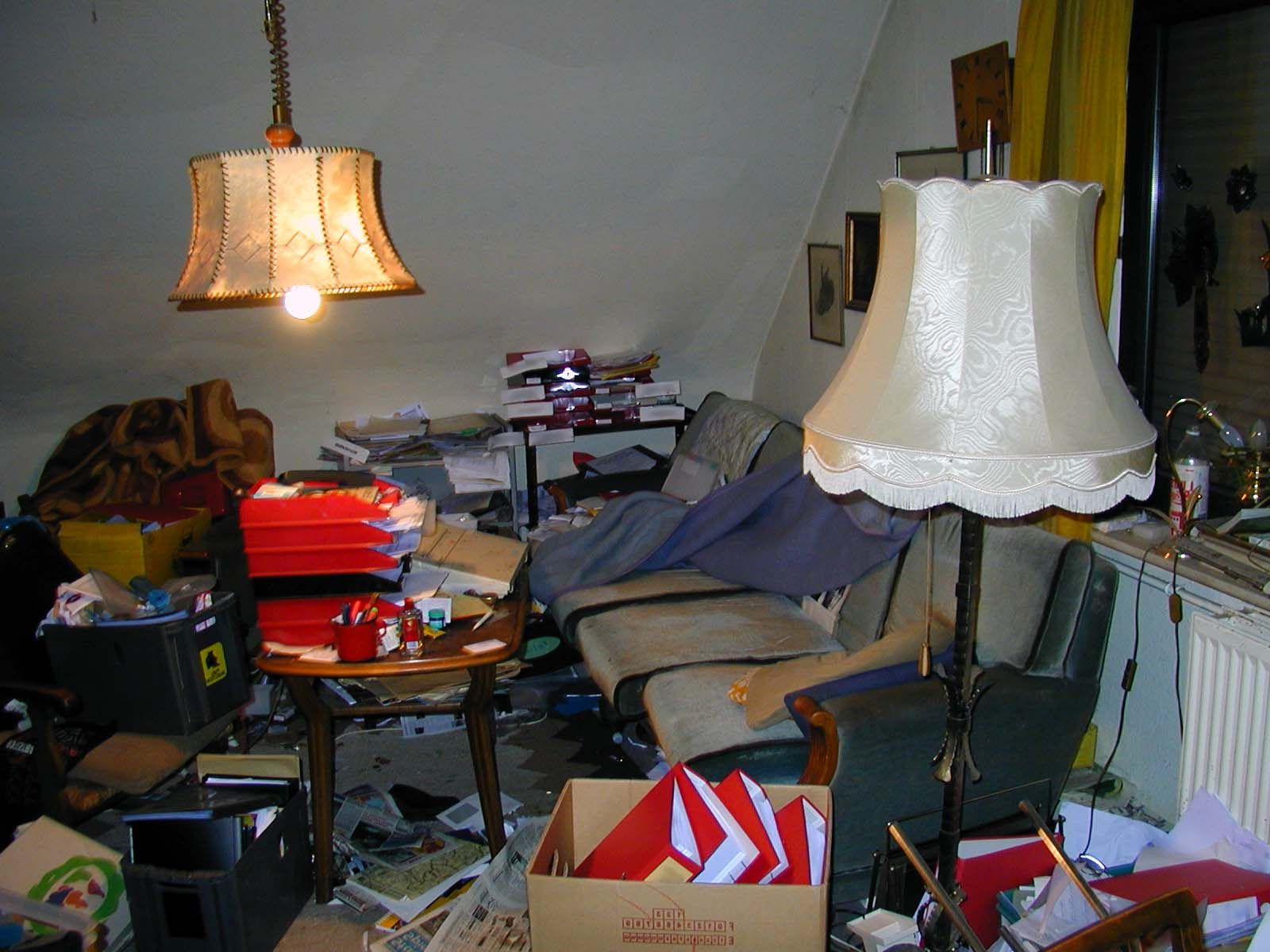
Messie-Wohnung

Mit diesen Worten will Kurt Tucholsky andeuten, dass es der Ordnung dient, wenn man sich von Überflüssigem trennt. Er schreibt dies in einem Zeitungsartikel mit dem sinnigen Titel Das kann man noch gebrauchen –!
Mit einem Seitenhieb auf die Wegwerfgesellschaft in den Vereinigten Staaten schreibt Tucholsky in dem Artikel:

„Der Amerikaner wirft alles fort: Tradition, alte Autos, sein Geburtshaus, Staubsauger und alte Stiefel. Warum? – Weil das neue nicht gar so viel kostet; weil dort kein Mensch und kein Unternehmen auf langwierige Reparaturen eingerichtet ist – weil das niemand verstände, dass man einen Gegenstand um seiner selbst willen konserviert, wenn an der nächsten Ecke schon ein anderer steht.“

Anders verhält es sich da in Europa:

„Der Europäer aber ist anhänglichen Gemütes und bewahrt sich alles auf. Zum Beispiel in der Politik …“

Tucholsky versteht zwar die Hemmung, Güter wegzuwerfen, schreibt aber:

„Es ist eine atavistische Hochachtung vor dem Ding, stammend aus der Zeit, wo ein Gegenstand noch mit der Hand hergestellt wurde … Heute speien ihn die Maschinen aus – wirf ihn weg! wirf ihn weg!“

## Die beste aller möglichen Welten

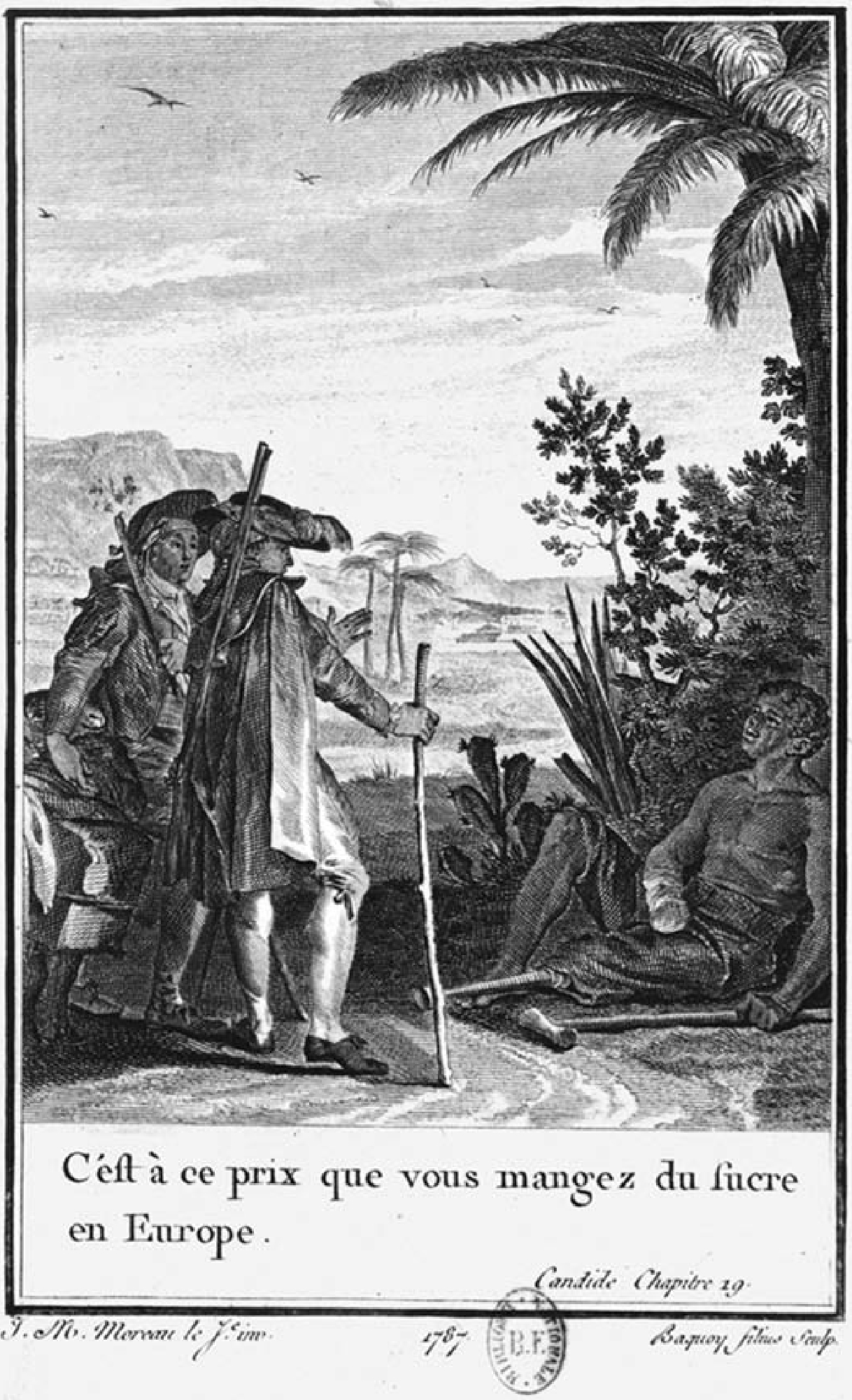
Candide trifft auf einen verstümmelten Sklaven

Das Postulat, dass wir in der besten aller möglichen Welten leben, ist Teil des größeren philosophischen Arguments des 17. Jahrhunderts, demzufolge Gott mit dem Kosmos nichts geringeres als eben die beste unter allen möglichen Welten hervorbringen konnte. Er wäre andernfalls nicht Gott gewesen, das vollkommene Wesen.
Aus Voltaires satirischen Roman Candide oder der Optimismus stammt der Satz:

« Tout est pour le mieux dans le meilleur des mondes possibles. »

„Alles ist aufs beste bestellt in der besten der möglichen Welten.“

Voltaire lässt seinen Protagonisten Candide mit Pangloß, dem Zerrbild eines Philosophen, eine Weltreise unternehmen. Pangloß bleibt trotz Schiffbruch, Erdbeben, Inquisition, Krankheit und Hinrichtung bei seiner Meinung:
„Dies ist die beste aller möglichen Welten.“
Candide erwidert darauf:
„Wenn das die beste aller möglichen Welten ist, dann möchte ich erst die übrigen sehen!“
In der Theodizee des deutschen Philosophen Gottfried Wilhelm Leibniz steht:

“… nisi inter omnes possibiles mundos optimus esset, Deus nullum produxisset.”

„Gott hätte keine Welt geschaffen, wenn sie nicht unter allen möglichen die beste wäre.“

## Die beste Ehefrau von allen
Mit diesem Topos (auch: „die beste aller Ehefrauen“) bezeichnete der israelische Satiriker Ephraim Kishon seine zweite Ehefrau Sara Kishon (geb. Lipovitz). Sie ist die Mutter seines Sohns Amir und seiner Tochter Renana. Sara Kishon schrieb 1996 selbst eine satirische Antwort auf die Geschichten ihres Ehemannes mit dem Titel „Mein geliebter Lügner. Die Bekenntnisse der besten Ehefrau von allen“. In diesem Buch erzählt sie einige der Geschichten, die man bereits aus der Sicht ihres Mannes kennt, aus ihrem Blickwinkel.
Der Ausdruck ist in den deutschen Wortschatz eingegangen und wird häufig verwendet, wie zum Beispiel:
- „Das kleine Buch für die beste aller Ehefrauen“
- „Was sagt denn die beste aller Ehefrauen dazu?“

## Die Bombardierung Russlands beginnt in fünf Minuten
Mit einem Mikrophontest am 11. August 1984 löste der US-Präsident Ronald Reagan eine schwere diplomatische Krise aus, indem er kurz vor einer Radiosendung sagte:

“My fellow Americans, I’m pleased to tell you today that I’ve signed legislation that will outlaw Russia forever. We begin bombing in five minutes.”

„Liebe amerikanische Mitbürger, ich bin erfreut Ihnen heute mitzuteilen, dass ich ein Gesetz unterzeichnet habe, das Russland für immer vogelfrei erklärt. Die Bombardierung Russlands beginnt in fünf Minuten.“

Die Medien veröffentlichten diese Tonprobe, die weltweit zu heftiger Kritik führte.

## Die Bürde des Weißen Mannes

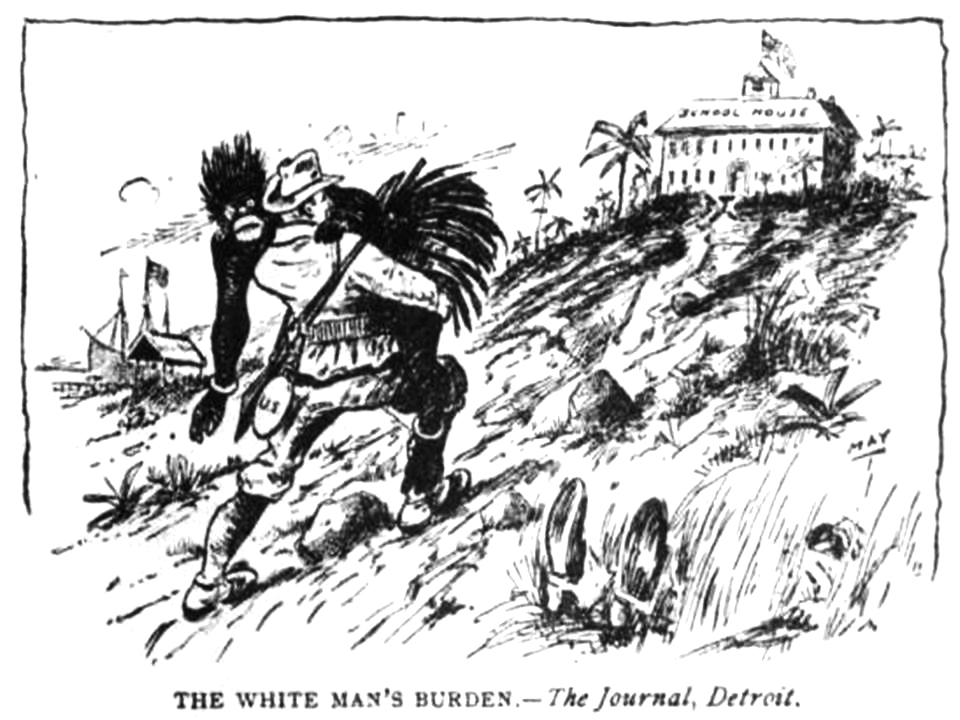
Karikatur um 1823

Gedicht von Rudyard Kipling: The White Man’s Burden

## Die Erde hat mich wieder
Dieses Zitat stammt aus Johann Wolfgang von Goethes Drama Faust I, wo der verzweifelte Faust gerade zur Giftphiole greift. Er wird aber durch den Chor der Engel daran gehindert, die den Ostermorgen ankündigen („Christ ist erstanden“), und ruft aus:
O tönet fort, ihr süßen Himmelslieder!

Die Träne quillt, die Erde hat mich wieder!
Das Zitat wird gebraucht, wenn man mit Erleichterung gerade ein Flugzeug verlassen hat oder von einem Schiff an Land gegangen ist.

## Die Erde sei dir leicht!
Dieser Spruch kommt als Grabspruch in verschiedenen Varianten vor:
„Leicht sei dir die Erde!“
„Möge dir die Erde leicht sein!“
In der lateinischen Form lautet der Spruch:
„Sit terra tibi levis.“
Diese Worte sind seit der Antike auf Grabsteinen zu lesen. Sie gehen zurück auf eine Stelle im Zweiten Elegienbuch des römischen Dichters Tibull und beziehen sich auf ein Mädchen, das jung gestorben ist. Es heißt bei Tibull:
„Terraque securae sit super ossa levis.“
„Und die Erde sei der Geborgenen über den Gebeinen leicht.“

## Die Erinnerung ist das einzige Paradies, aus welchem wir nicht getrieben werden können

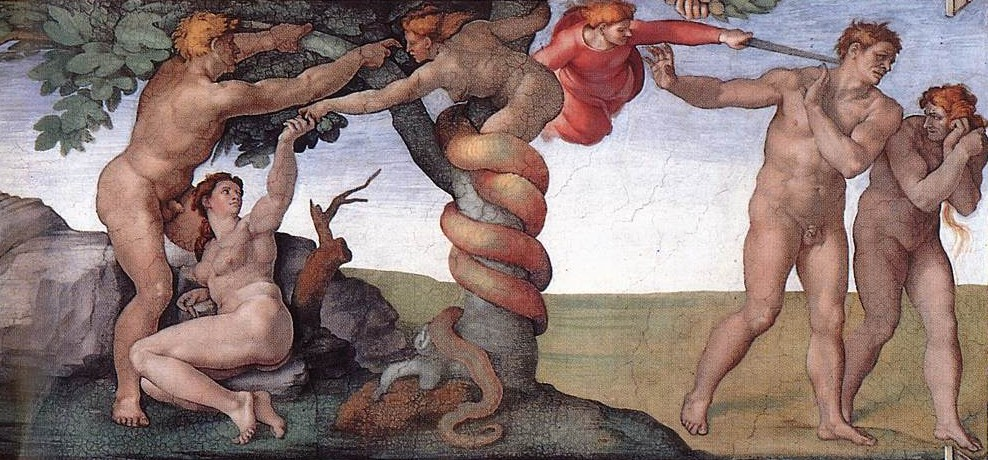
Michelangelo: Sündenfall und Vertreibung aus dem Paradies

Dieses Zitat stammt aus den 1812 erschienenen Impromptus, welche ich künftig in Stammbücher schreiben werde des Schriftstellers Jean Paul. (Meist fälschlich dem Roman Die unsichtbare Loge zugewiesen.) Diese Erkenntnis war damals sicher nicht neu, wurde aber von Jean Paul auf den Punkt gebracht:

„Die Erinnerung ist das einzige Paradies, aus welchem (oft zitiert: woraus) wir nicht getrieben (meist zitiert: vertrieben) werden können.
Sogar die ersten Eltern waren nicht daraus zu bringen.“

Mit den „ersten Eltern“ meint Jean Paul die Stammeltern Adam und Eva, die zwar aus dem Paradies vertrieben wurden, aber die Erinnerung daran behalten konnten.
Der Schriftsteller Arthur Schnitzler äußert sich zu diesem Zitat wie folgt:

„Die Erinnerung, sagt Jean Paul, ist das einzige Paradies, woraus wir nicht vertrieben werden können. Manchmal mag das zutreffen. Öfter aber ist die Erinnerung die einzige Hölle, in die wir schuldlos verdammt werden.“

## Die Ersten werden die Letzten und die Letzten werden die Ersten sein
Dieser trostreiche Hinweis stammt aus dem Evangelium nach Matthäus, wo Jesus bei einer Erörterung darüber, wer wie ins Reich Gottes eingehe, seinen Jüngern erklärt:
„27 Da antwortete Petrus und sprach zu ihm: Siehe, wir haben alles verlassen und sind dir nachgefolgt; was wird uns dafür? 28 Jesus aber sprach zu ihnen: Wahrlich ich sage euch: Ihr, die ihr mir seid nachgefolgt, werdet in der Wiedergeburt, da des Menschen Sohn wird sitzen auf dem Stuhl seiner Herrlichkeit, auch sitzen auf zwölf Stühlen und richten die zwölf Geschlechter Israels. 29 Und wer verläßt Häuser oder Brüder oder Schwestern oder Vater oder Mutter oder Weib oder Kinder oder Äcker um meines Namens willen, der wird’s hundertfältig nehmen und das ewige Leben ererben. 30 Aber viele, die da sind die Ersten, werden die Letzten, und die Letzten werden die Ersten sein.“

## Die Eule der Minerva beginnt erst mit der einbrechenden Dämmerung ihren Flug

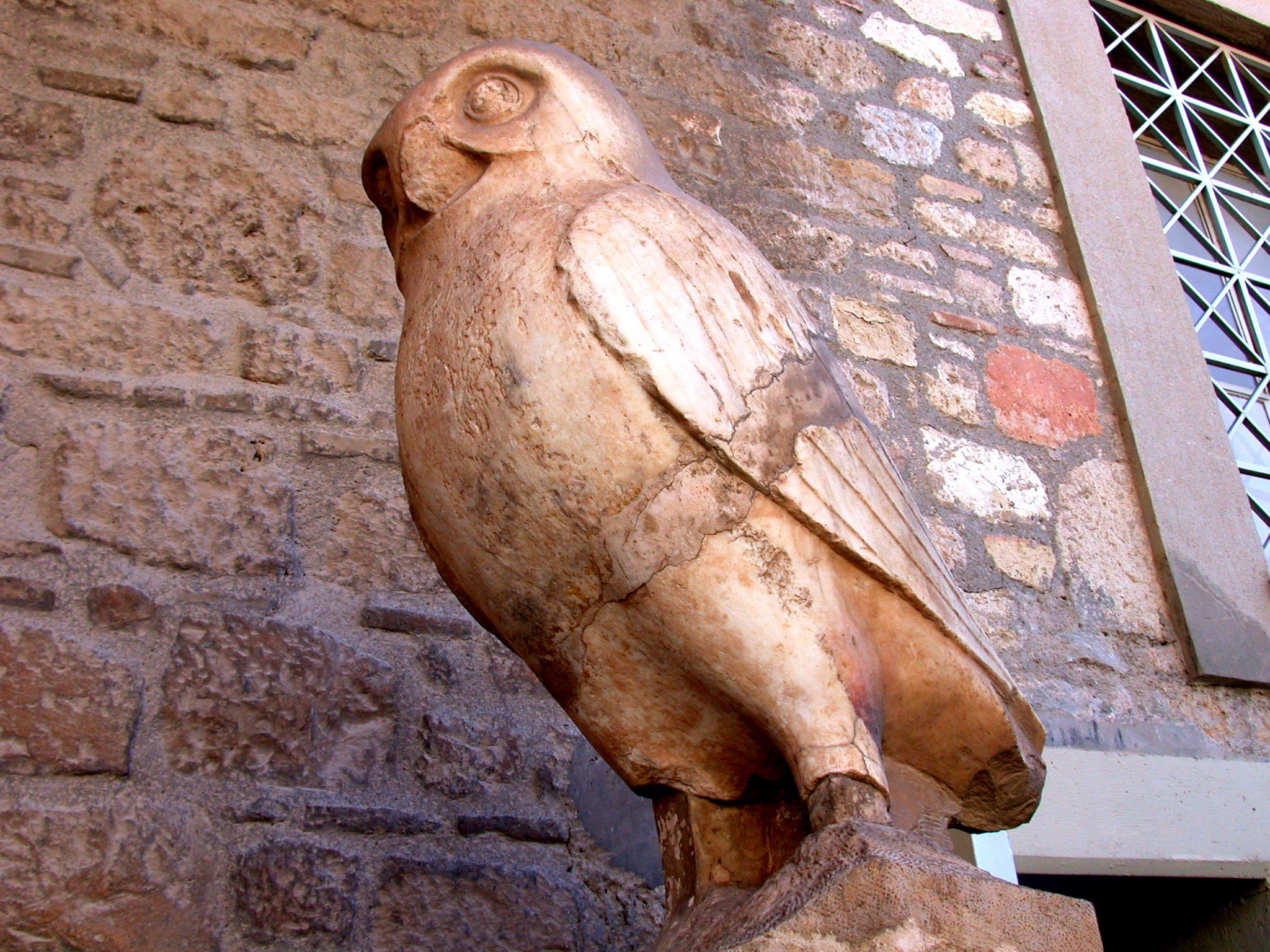
Eule auf der Akropolis in Athen

Die Eule der Minerva ist eine Metapher für Philosophie oder Weisheit zu verstehen. Die altitalische Gottheit Minerva wurde aber mit Athene, der griechischen Göttin der Weisheit, gleichgesetzt, zu deren bekanntesten Attributen die Eule gehört.
Siehe auch: Γλαῦκ᾿ εἰς Ἀθήνας (Eulen nach Athen tragen).
Mit dem Zitat wird zum Ausdruck gebracht, dass Erkenntnis erst aus einem gewissen zeitlichen Abstand möglich ist. Es stammt aus Georg Wilhelm Friedrich Hegels 1821 veröffentlichter Vorrede zu seinen Grundlinien der Philosophie des Rechts. Dort heißt es:

„Wenn die Philosophie ihr grau in grau malt, dann ist eine Gestalt des Lebens alt geworden, und mit grau in grau lässt sie sich nicht verjüngen, sondern nur erkennen; die Eule der Minerva beginnt erst mit der einbrechenden Dämmerung ihren Flug.“

Hegel verglich die Philosophie mit der Eule, die erst in der Abenddämmerung ausfliegt. Er ist der Ansicht, dass auch die Philosophie erst zum Tragen komme, wenn der Abend der Ereignisse (= Geschichte) gekommen ist. Die Philosophie habe deshalb erst dann die Möglichkeit, Abläufe zu analysieren, wenn sie vergangen sind, und komme mit ihren Belehrungen immer zu spät.
Oft auch in Anspielung darauf, dass Philosophen, Literaten und andere Geisteswissenschaftler zum Nachdenken und Disputieren die Abend- und Nachtstunden zu bevorzugen pflegen.

## Die Fahne hoch!
Diese Worte sind der Anfang des nationalsozialistischen Horst-Wessel-Lieds, eines Kampflieds der SA, das zur Parteihymne der NSDAP avancierte. Es trägt seinen Namen nach dem SA-Mann Horst Wessel, der den Text zwischen 1927 und 1929 auf eine vermutlich aus dem 19. Jahrhundert stammende Melodie verfasste. Es wurde im August 1929 vom SA-Organ Der Angriff mit dem Titel Die Fahne hoch! als Gedicht abgedruckt und beginnt mit folgender Strophe:
Die Fahne hoch!

Die Reihen dicht (fest) geschlossen!

SA marschiert

Mit ruhig festem Schritt

|: Kam’raden, die Rotfront

Und Reaktion erschossen,

Marschier’n im Geist

In unser’n Reihen mit:|
Nach der Machtergreifung Hitlers 1933 fungierte das Lied nach dem Vorbild der italienischen Giovinezza als zweite Nationalhymne. Der Alliierte Kontrollrat verbot 1945 nach der Niederlage Deutschlands im Zweiten Weltkrieg das Lied. Zum 1. August 1968 (ein Jahr vor der Strafrechtsform) wurde ein § 86a StGB („Verwenden von Kennzeichen verfassungswidriger Organisationen“) ins Strafgesetzbuch Deutschlands eingefügt. In Österreich gelten vergleichbare Bestimmungen (§ 3 des Verbotsgesetzes 1947).
Als das NS-Regime die Parole „Kanonen statt Butter“ ausgaben (Rüstungsgüter statt Konsumgüter) wurde von Witzerzählern die „Horst-Wessel-Butter“ erfunden („marschiert im Geist auf unseren Broten mit“).
Bertolt Brecht parodierte dieses Nazi-Lied in seinem Drama Schweyk im Zweiten Weltkrieg mit seinem Kälbermarsch:

„Der Metzger ruft. Die Augen fest geschlossen

 Das Kalb marschiert mit ruhig festen Tritt.

 Die Kälber, deren Blut im Schlachthof schon geflossen

 Sie ziehn im Geist in seinen Reihen mit.“

## Die Frau schweige in der Gemeinde
Auf Griechisch lautet Vers 14,33b–35 des 1. Briefes des Paulus an die Korinther:

«Αἱ γυναῖκες ἐν ταῖς ἐκκλησίαις σιγάτωσαν.»

„Hai gynaikes en tais ekklesiais sigatosan.“

Dieses Schweigegebot für Frauen ist einmalig in den Schriften des Apostel Paulus. In der Biblischen Theologie und Textforschung ist umstritten, ob der Satz von Paulus oder ein nachträglicher Einschub ist.
Der Spruch ist einer Gnome des griechischen Dichters Menander nachgebildet, bei dem es heißt:

„Webstühle und nicht Gemeindeversammlungen sind Frauenwerk.“

Bekannter ist die lateinische Version: Mulier taceat in ecclesia.
Goethe schreibt im 7. Buch seiner Zahmen Xenien:
Was waren das für schöne Zeiten! In ecclesia mulier taceat!

Jetzt, da eine jegliche Stimme hat, Was will Ecclesia bedeuten.

## Die ganze Welt ist ein Theater

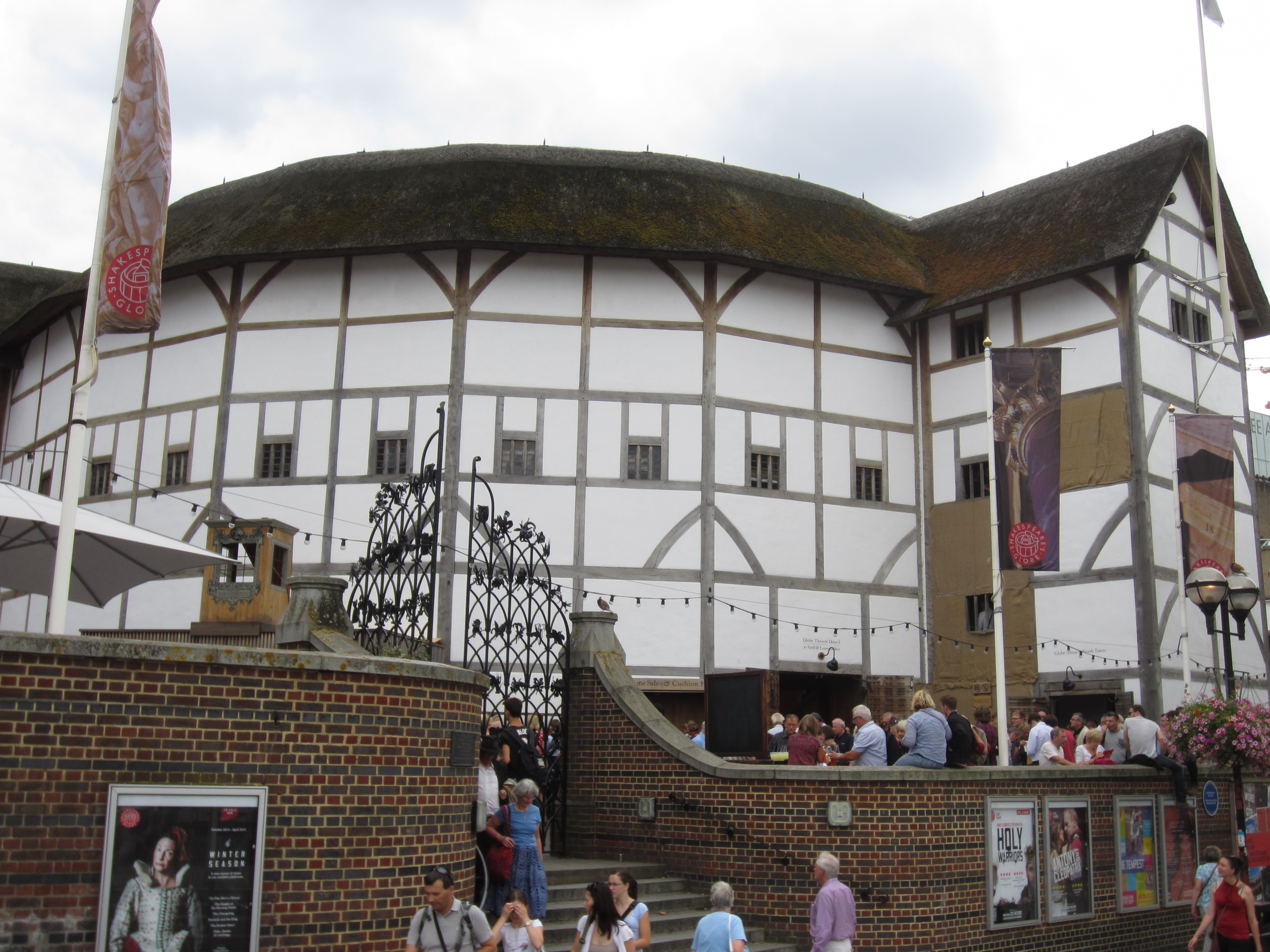
Nachbau des Globe Theatres

Auf dem Globe Theatre in London, das vor allem durch Aufführungen von Werken William Shakespeares einen Platz in der Theatergeschichte einnimmt, ließ Shakespeare einen lateinischen Spruch anbringen:

“Totus mundus agit histrionem.”

Aus Shakespeares Theaterstück Wie es euch gefällt (2.7.138-9) stammt die englische Version:
All the world’s a stage,

And all the men and women merely players.
Die ganze Welt ist eine Bühne,

Und alle Männer und Frauen sind nur Spieler.
Der irische Dramatiker Oscar Wilde machte daraus:
The world is a stage, but the play is badly cast.
Die Welt ist eine Bühne, aber das Stück ist schlecht besetzt.

## Die Garde stirbt und ergibt sich nicht

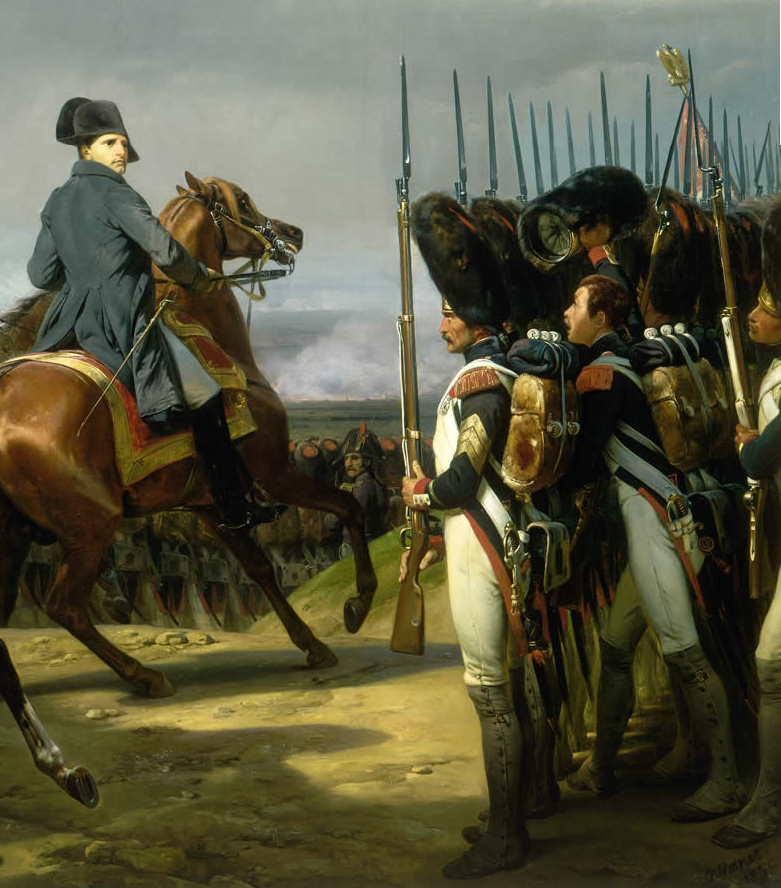
Romantisierende Darstellung der Kaiserlichen Garde

Der französische General Pierre Cambronne soll in der Schlacht bei Waterloo gesagt haben:

« La garde meurt et ne se rend pas. »

„Die alte Garde stirbt und ergibt sich nicht.“

In diesem Zusammenhang wird gelegentlich auch die folgende Parole zitiert:

„Sterben wir hier und retten dabei den Kaiser!“

Tatsache ist aber, dass er sich selbst ergab und diesen Ausspruch entschieden abgestritten hat. Trotzdem wurde die Statue in seiner Geburtsstadt Nantes mit dem Ausspruch versehen.
Vermutlich stammt der Ausspruch vom Journalisten Balisson de Rougemont, der ihn 1815 in der Zeitschrift „L’Indépendant“ abdrucken ließ. Außerdem erhoben die Söhne des Generals Michel gegen die Inschrift an Cambronnes Statue Protest und beanspruchten das Urheberrecht für ihren Vater.
Die Kaiserliche Garde Napoléons (französisch: Garde impériale) war das im Jahre 1804 gegründete Elite-Korps der Grande Armée. Bis Waterloo galt sie als nahezu unbesiegbar. Napoleon nutzte die Garde in seinen Schlachten häufig als letzte Reserve und setzte sie bevorzugt in schlachtentscheidenden Situationen ein.

## Die geheimen Verführer
Die geheimen Verführer ist ein Sachbuch zum Thema Werbung, das der US-amerikanische Konsumkritiker Vance Packard im Jahr 1957 unter dem englischen Originaltitel „The Hidden Persuaders“ veröffentlichte. Der Untertitel „Der Griff nach dem Unterbewussten in jedermann“ weist auf die sogenannte Motivforschung hin. Packard kritisiert die Überredung zu Kaufentscheidungen, die nichts mit tatsächlichen Bedürfnissen und auch nichts mit der Qualität des Produkts zu tun haben.

## Die gekrümmte Straße ist der Weg der Esel
Dieser Satz stammt vom Schweizer Architekten Le Corbusier, der 1925 behauptete:
„La rue courbe est le chemin des ânes, la rue droite le chemin des Hommes.“
„Die gekrümmte Straße ist der Weg der Esel, die gerade Straße ist der Weg des Menschen.“
Es ging Le Corbusier dabei um die Autogerechte Stadt. Manfred Sack schrieb 1988 in der Wochenzeitung Die Zeit zu diesem Zitat:

„„Er meinte die Stadt des massenhaften Automobils. Sein radikaler Vorschlag wurde nirgends befolgt, weil man an der alten Stadt hing, an der abwechslungsreichen, überraschenden, unübersichtlichen, der Wohlgestalt wirren, unverwechselbaren Stadt, die man liebt, die man auch als architektonisches und als ein raffiniertes räumliches Ereignis zu erleben gelernt hat.““

## Die Gelegenheit beim Schopf fassen

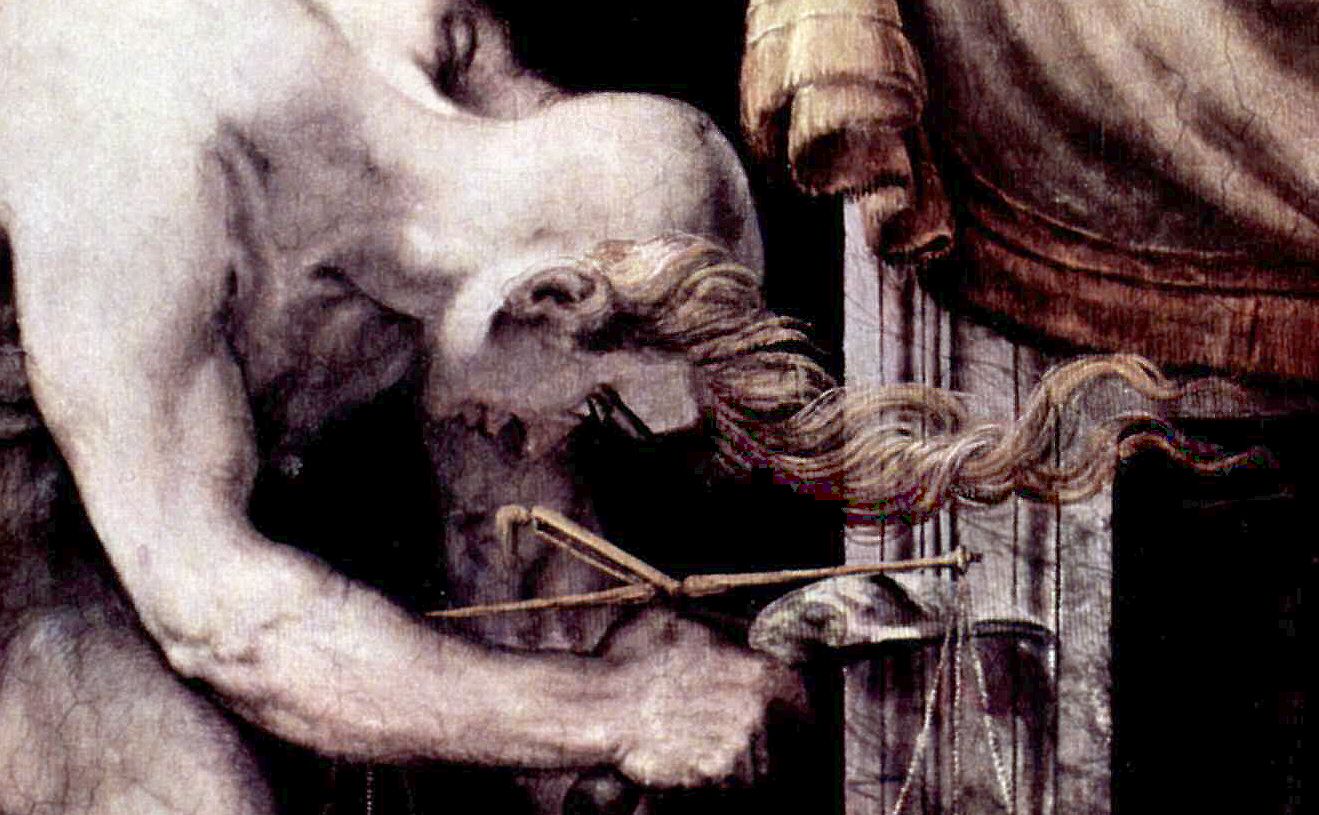
Francesco Salviati: Haarschopf des Kairos

Diese Redewendung geht auf den griechischen Mythos vom Gott Kairos (καιρός = günstige Gelegenheit) zurück, der mit lockigem Vorhaupt und kahlem Nacken im Davonfliegen geschildert wurde, weil man die gute Gelegenheit, erst wenn sie entschwunden ist, zu ergreifen sucht. Der Gott des günstigen Augenblicks wird in der Kunst mit einem kahlen Hinterkopf und einem Haarschopf an der Stirn dargestellt, an dem man den günstigen Augenblick gut fassen konnte.
Auf Griechisch heißt es:

«Γίγνωσκε καιρόν.»

„Gignōske kairon.“

„Erkenne den rechten Zeitpunkt!“

Der Ausspruch wird Pittakos zugeschrieben, dem Heerführer der Mytilener im Kampf gegen die Athener. Mit deren Anführer Phrynon (Olympiasieger im Pankration) kam er überein, den Kampf nur unter den Anführern auszufechten. Im Nahkampf warf er ein Netz über Phrynon und besiegte oder tötete ihn; dadurch wurde ohne weiteres Blutvergießen der Kampf gegen Athen gewonnen.

## Die gerade Linie ist gottlos

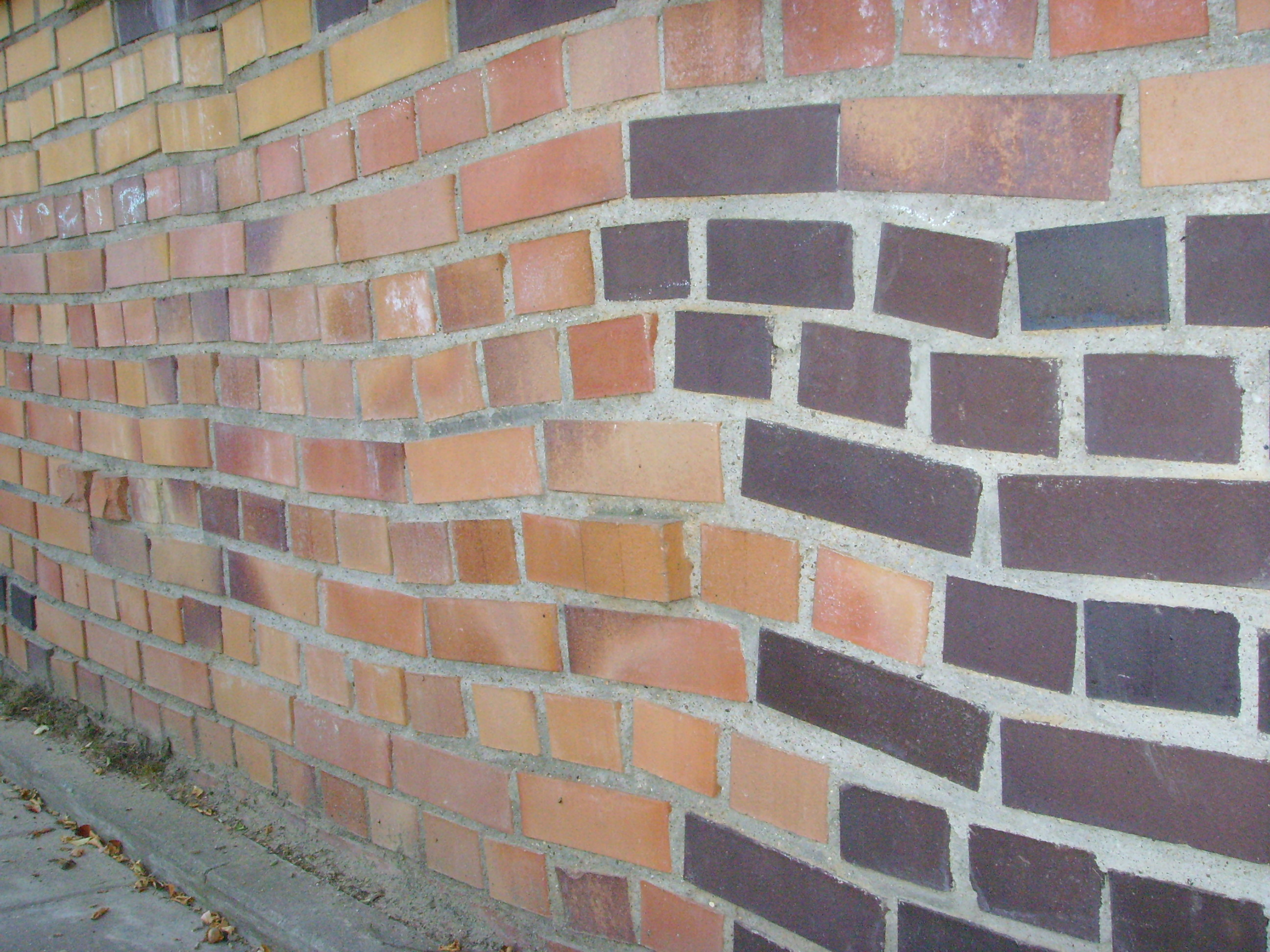
Außenmauer der Hundertwasser-Kindertagesstätte in Frankfurt am Main-Heddernheim

Dieses Diktum stammt aus dem sogenannten Verschimmelungsmanifest, das der österreichische Künstler Friedensreich Hundertwasser am 4. Juli 1958 mit einer Rede in der Abtei Seckau initiierte:

„Die gerade Linie ist gottlos und unmoralisch. Die gerade Linie ist keine schöpferische, sondern eine reproduktive Linie. In ihr wohnt weniger Gott und menschlicher Geist als vielmehr die bequemheitslüsterne, gehirnlose Massenameise.“

Hundertwasser sieht das Lineal als Symbol des neuen Analphabetismus. Er ist der Ansicht, dass in früheren Zeiten die gerade Linie ein Privileg war. Heute aber besitze „jeder Depp Millionen von geraden Linien“.
Einer anderen Ansicht war da der Schweizer Architekt Le Corbusier, der behauptete:

„Die gekrümmte Straße ist der Weg der Esel, die gerade Straße ist der Weg des Menschen.“

## Die Helden sind müde
Die Helden sind müde ist der deutsche Titel eines französischen Spielfilms von 1954 (französisch: Les héros sont fatigués).
Der Titel wird meist spöttisch zitiert, wenn Personen im Eifer bei der Bewältigung einer Aufgabe nachlassen.

## Die (heiße) Schlacht am kalten Buffet
Diese Redewendung, die ironisch das Verhalten von Menschen beschreibt, die bei der Selbstbedienung am Büffet ihre gute Erziehung vergessen, geht auf das gleichnamige Lied von Reinhard Mey aus dem Jahre 1971 zurück.

## Die Hölle, das sind die anderen
In Jean-Paul Sartres Theaterstück Bei geschlossenen Türen (auch: Geschlossene Gesellschaft; französisch: Huis clos) finden sich drei soeben verstorbene Personen in einem Salon wieder, der identisch ist mit der Hölle.
Die drei können den Raum nicht verlassen und sind damit aufeinander angewiesen. Sie müssen erkennen, dass ihre persönliche Freiheit an den Ansprüchen des anderen ihre Grenze findet. Aber nicht einmal umbringen können sie sich gegenseitig, denn sie sind ja bereits tot. Der Mann unter den dreien kommt dann zu der Erkenntnis:

« Pas besoin de gril: L’enfer, c’est les Autres. »

„Ein Bratrost ist gar nicht nötig, die Hölle, das sind die andern.“

## Die Hunde bellen, aber die Karawane zieht weiter
Die Übersetzung des türkischen Sprichworts „it ürür kervan yürür“ war ein oft vom damaligen Bundeskanzler Helmut Kohl benutzter Ausspruch. Seine ihm nachgesagte Eigenschaft, Probleme auszusitzen und nicht auf sein Gegenüber einzugehen, wurde auch als „Helmut-Kohl-Syndrom“ bezeichnet. Diese Strategie, zu tun, als ob man es nicht nötig habe, auf Kritik zu reagieren und abzuwarten, bis der Gegner aufgibt, kann sich nur erlauben, wer in einer deutlich stärkeren Position ist.

## Die ich rief, die Geister

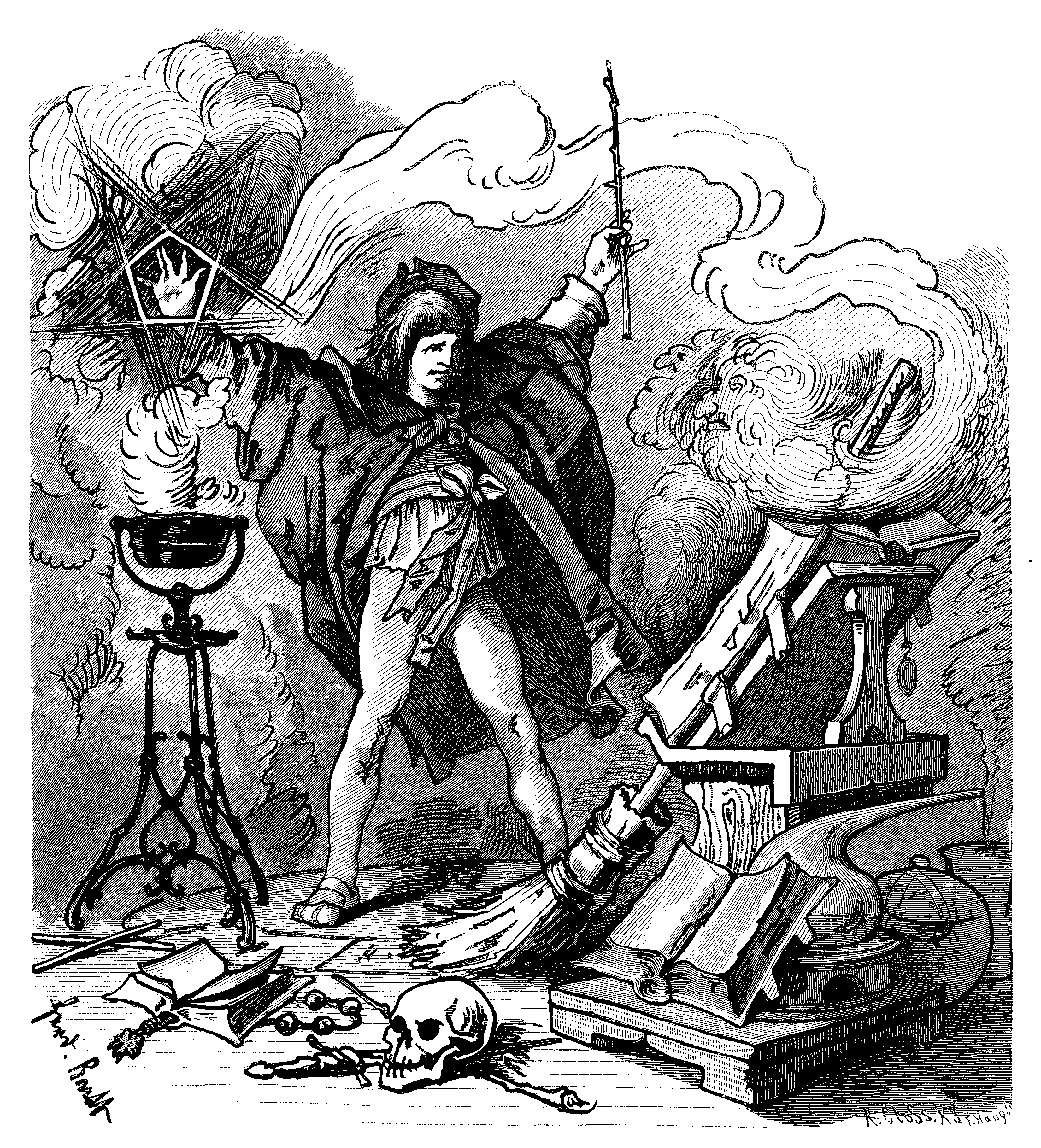
Der Zauberlehrling

Gegen Ende von Goethes Ballade Der Zauberlehrling wird dem unvorsichtigen Zauberlehrling klar, dass sich die von ihm herbeigezauberten Geister nicht mehr unter Kontrolle bringen lassen, und, da ihm die richtige Zauberformel nicht einfällt, stöhnt er verzweifelt in der vorletzten Strophe:
Ach da kommt der Meister!

Herr, die Not ist groß!

Die ich rief, die Geister,

Werd ich nun nicht los.
Das Zitat wird heute gebraucht, wenn eine Entwicklung außer Kontrolle gerät. So heißt es in einer Rede des Grünen-Abgeordneten Stefan Wenzel zum Thema Einsetzung eines parlamentarischen Untersuchungsausschusses zur Schachtanlage Asse:

„Mit der Atomkraft ist es ein bisschen so wie mit dem Besen in Goethes ‚Zauberlehrling‘. Er ist ein dienstbarer Geist bis irgendwann die wallenden Fluten, die er eimerweise heranschleppt, nicht mehr zu stoppen sind:

Und dann kommen die Schreckensrufe:

‚Oh du Ausgeburt der Hölle, soll das ganze Haus ersaufen?‘

‚Die ich rief, die Geister werd ich nun nicht los!‘

Wissen Sie, was der Unterscheid zwischen dem Zauberlehrling bei Goethe und Ihnen, Herr Umweltminister, ist? Der Zauberlehrling hatte nur das Wort vergessen, um den Wahnsinn zu stoppen. Für ihre Atomkraft gibt es kein Zauberwort. Und wenn es doch eines gibt, dann heißt es: Atomkraft – nein danke!“

Die Geister, die ich rief … ist der deutsche Titel der US-amerikanische Filmkomödie Scrooged (eigentlich: „Der Geizhals“).

## Die im Dunkeln sieht man nicht
Der populärste Song aus Bertolt Brechts Theaterstück Die Dreigroschenoper ist Die Moritat von Mackie Messer. Besonders die letzte Strophe der Filmfassung greift das Thema der sozialen Ungerechtigkeit auf:
Denn die einen sind im Dunkeln

Und die andern sind im Licht.

Und man siehet die im Lichte.

Die im Dunkeln sieht man nicht.
„… die im Dunkeln sieht man nicht!“ war der Titel einer Tagung zu Armut und Gesundheitsgefährdung bei Kindern, die im Juli 1998 an der Medizinischen Hochschule Hannover durchgeführt wurde.
Die im Dunkeln sieht man nicht ist der Titel eines Romans von Johannes Mario Simmel und die Überschrift zu einem Artikel über die Hintermänner einer Korruptionsaffäre im Manager Magazin.

## Die janze Richtung paßt uns nicht!
„Die janze Richtung paßt uns nicht!“ war 1890 die Antwort des Berliner Polizeipräsidenten Freiherr Bernhard von Richthofen auf die Frage des Theaterdirektors Oscar Blumenthal, warum das Drama „Sodoms Ende“ von Hermann Sudermann verboten wurde. In dem Stück wurde die städtische Clique der Neureichen anhand einer biblischen Geschichte zum Thema. Es ist ein Vorreiter der naturalistischen Bewegung in Deutschland.
Im Sechzehnten Kapitel der Memoiren einer Sozialistin – Lehrjahre, einem autobiografischen Roman von Lily Braun aus dem Jahr 1909 heißt es über das Stück:

„So sahen wir »Die Ehre« und »Sodoms Ende«, dessen ursprüngliches Verbot auf des Kaisers direkten Eingriff zurückgeführt wurde und den Erfolg des Werks von vornherein gesichert hatte. Der tiefe Eindruck, den wir empfingen, setzte sich aus Verblüffung, Entsetzen und Ergriffenheit zusammen. Aber während er sich bei meiner Mutter durch den befreienden Gedanken auslöste, daß hier der verdorbenen Bourgeoisie und den verhaßten Parvenüs ein gräßliches Spiegelbild vorgehalten werde, das sie im Grunde nichts anging, wirkte er in mir schmerzhaft nach.“

## Die kaiserlose, die schreckliche Zeit
Dies ist eine Formulierung aus Friedrich Schillers Ballade Der Graf von Habsburg. Dort heißt es zur Krönung des Rudolfs von Habsburg, der das Interregnum beendete:
Laut mischte sich in der Posaunen Ton

Das jauchzende Rufen der Menge;

Denn geendigt nach langem verderblichen Streit

War die kaiserlose, die schreckliche Zeit,

Und ein Richter war wieder auf Erden.

Nicht blind mehr waltet der eiserne Speer,

Nicht fürchtet der Schwache, der Friedliche mehr,

Des Mächtigen Beute zu werden.
Diese politisch motivierte Ballade Schillers stammt aus dem Jahr 1803 zur Zeit der Napoleonischen Kriege angesichts des Untergangs des Heiligen Römischen Reiches. Wenn Schiller das Interregnum als schreckliche Zeit charakterisiert, entstammt dieser Begriff einem die Stauferherrschaft verklärenden Geschichtsbild des 19. Jahrhunderts, das im Interregnum ein Zeitalter der Wirren sah.
Historisch falsch ist, dass Schiller in seiner Ballade Rudolf von Habsburg als Kaiser bezeichnet, wie zu Beginn der dritten Strophe: Und der Kaiser ergreift den goldnen Pokal Rudolf von Habsburg wurde nie durch den Papst zum Kaiser gekrönt, sondern blieb nach der Königswahl bis zu seinem Tod römisch-deutscher König.
M. Barack publizierte 1885 mit einem Nachtrag 1888 eine gereimte Auflistung der deutschen Kaiser und Herrscher ab Karl dem Großen bis Wilhelm II. unter dem Titel: Die Deutschen Kaiser, in der er bei Rudolf von Habsburg das Schillersche Zitat aufgriff:
Beendigt nach langem, verderblichem Streit

war die kaiserlose, die schreckliche Zeit

## Die Kultur eines Volkes richtet sich nach dem Verbrauch von Seife
Dieser, durchaus ernst gemeinte, Satz war in der zweiten Hälfte des 19. Jahrhunderts weit verbreitet. Er ist die Abwandlung eines Gedankens, den der deutsche Chemiker Justus von Liebig in seinen 1844 erschienenen „Chemischen Briefen“ so formuliert hatte:

„Die Seife ist ein Maßstab für den Wohlstand und die Kultur der Staaten.“

## Die Kunst geht nach Brot
Diese Worte sind in Gotthold Ephraim Lessings Trauerspiel Emilia Galotti die Antwort des Malers Conti auf die Frage von Prinz Hettore, was die Kunst denn mache. Lessing verwendet damit ein schon für das 16. Jahrhundert bezeugtes Sprichwort.
Das Zitat wird heute gebraucht, wenn man andeuten will, dass Kunst und Kommerz nicht zu trennen sind.
Der Regisseur Hellmuth Matiasek sagte 2004 in seiner Laudatio zu 30 Jahre Paul Klinger Künstlersozialwerk:

„Ausgerechnet einem bei Hof angestellten Maler legt er das in den Mund. Konnte Lessing ahnen, dass genau 200 Jahre später ein anderer Kreativer Querdenker dieses Tabu aufgreifen und verkünden würde: ‚Wir Künstler wollen nicht die Tagelöhner des Kulturgeschenks sein!‘“

## Die Lage war noch nie so ernst
Rudolf Augstein sagte in einem Interview über die Spiegel-Affäre und ihre Folgen über den damals bereits 86-jährigen Bundeskanzler Konrad Adenauer:

„Bei aller Vorsicht und Listigkeit, die den alten Herrn 14 Jahre im Amt hielt, war Adenauer doch auch starr und übrigens ein Meister der Superlative und der griffigen Formulierungen. Mit der Parole „Keine Experimente“ hatte er bei der Bundestagswahl 1957 die absolute Mehrheit gewonnen. Wie oft er „Die Lage war noch nie so ernst“ gesagt hat, konnte man nicht zählen.“

Adenauers Spruch kehrt auch in mehreren Buchtiteln wieder:
- Erhard Kortmann und Fritz Wolf: Die Lage war noch nie so ernst. Konrad Adenauers geflügelte Worte
- Karl Hoche: Die Lage war noch nie so ernst. Eine Geschichte der Bundesrepublik in ihrer Satire

## Die letzten Tage der Menschheit
Die letzten Tage der Menschheit ist der Titel von Karl Kraus’ Tragödie über die Schrecken des Ersten Weltkriegs, die in 220 dokumentarischen Szenen mit 500 Figuren dargestellt werden.
Der Titel wird heute als Zitat im Zusammenhang mit Weltuntergangsvisionen verwendet.

## Die Leviten lesen
Bischof Chrodegang von Metz stellte um 760 zur Besserung der verwilderten Geistlichkeit eine Lebensregel auf, die die Geistlichen verpflichtete, sich nach der Morgenandacht vor dem Bischof oder dessen Stellvertreter zu versammeln; dieser las ihnen ein Kapitel der Bibel, besonders aus dem 3. Buch Mose, Levitikus, vor, das religiöse Gesetze für Priester und Leviten enthält und knüpfte daran oft Ermahnungen. Für die Leviten, die bis heute als eigene Gruppe im religiösen Judentum existieren, gelten eine Reihe besonderer Gesetze und Vorschriften. Unter anderem waren die Leviten für das Einhalten der Regeln im 3. Buch Mose zuständig.
- Das 26. Kapitel im 3. Buch Mose

## Die Liebe von Zigeunern stammt

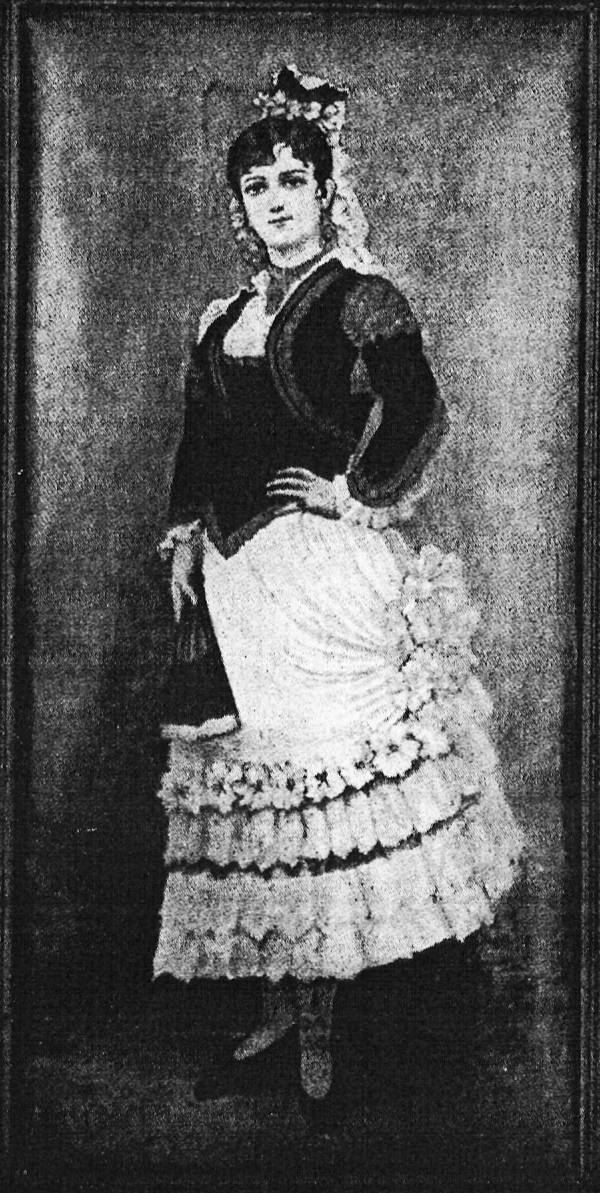
Célestine Galli-Marié als Carmen

Dieses Klischee stammt aus dem Lied, mit dem sich die Hauptfigur in der Oper Carmen einführt.
L’amour est enfant de Bohême,

Il n’a jamais connu de loi;

Si tu ne m’aimes pas, je t’aime;

Si je t’aime, prends garde à toi! …
Die Liebe von Zigeunern stammet,

Fragt nach Rechten nicht, Gesetz und Macht!

Liebst du mich nicht, bin ich entflammet,

Und lieb’ ich dich, nimm dich in acht.
Zu diesem Klischee schreibt Gisela Blau unter der Überschrift Zwischen ‚Carmen‘ und Auschwitz:

„Zur berühmtesten Zigeunerin der Welt avanciert ist «Carmen», weil ‚die Liebe vom Zigeuner stammt‘, wie die Heroine in ihrer ersten grossen Arie von allen Opernbühnen der Welt singt, gehüllt in die hochgeschürzten «Zigeunerröcke» und weit offenen Miederblusen unter schwingenden Schultertüchern, komplett bis zu den goldenen Ohr-Kreolen und klingelnden Armreifen, wie sie den Fahrenden als Kostümierung zugeschrieben wurden (und werden). Und jenes Publikum, das weniger oft die Opern- und Operettenhäuser frequentierte, riss auf den Dörfern die Wäsche von den Leinen, wenn es hiess, die Zigeuner seien wieder da.“

1920 wurde der Film Die Liebe vom Zigeuner stammt…. gedreht.

## Die Menschen glauben gerne, was sie wünschen
Diese Erkenntnis schrieb der römische Feldherr Gaius Iulius Caesar auf Lateinisch in seinem Bericht über den Gallischen Krieg:

“Libenter homines id, quod volunt, credunt.”

Die griechische Version dieses Satzes lautet folgendermaßen:

«Φύσει γὰρ ἄνθρωπος, ὃ βούλεται, τοῦτο καὶ οἴεται.»

## Die Mörder sind unter uns
Die Mörder sind unter uns ist der erste deutsche Spielfilm der Nachkriegsgeschichte und der erste deutsche Trümmerfilm. Der Film spielt im Jahr 1945 im zerbombten Berlin.
Es wird von einem ehemaligen Hauptmann erzählt, der am Weihnachtsabend 1942 mehr als einhundert polnische Zivilisten erschießen ließ. Inzwischen ist er ein beliebter Bürger und erfolgreicher Geschäftsmann, der aus alten Stahlhelmen Kochtöpfe produziert.
Der Regisseur Wolfgang Staudte setzte sich nicht nur mit der deutschen, sondern auch mit seiner eigenen Vergangenheit auseinander, denn er war an der Produktion des NS-Propagandafilms Jud Süß beteiligt.
Der Titel wird meist dann zitiert, wenn es um die Aufarbeitung von Verbrechen der nationalsozialistischen Zeit geht:
- „Die Mörder sind unter uns. Der Ulmer Einsatzgruppenprozess 1958“ (Ausstellung)
- „Die Mörder sind unter uns!“ (bundesweiter Aktionstag)
- „Wegschauen geht nicht: Die Mörder sind unter uns.“

## Die Möwen sehen alle aus, als ob sie Emma hießen

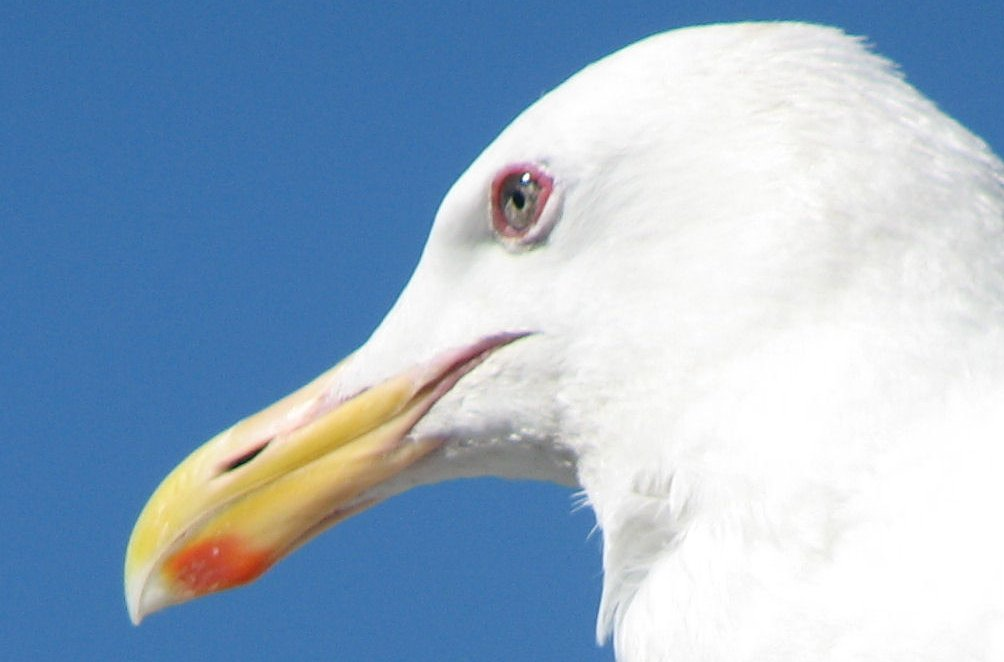
Seemöwe

Dies ist der viel zitierte Anfang eines Gedichts aus den Galgenliedern von Christian Morgenstern, dessen erste Strophe so lautet:
Die Möwen sehen alle aus,

als ob sie Emma hießen.

Sie tragen einen weißen Flaus

und sind mit Schrot zu schießen.
Doch Morgenstern hat nicht vor, die Möwen abzuschießen:
Ich schieße keine Möwe tot,

ich laß sie lieber leben

und füttre sie mit Roggenbrot

und rötlichen Zibeben.
Zibeben (vom arabischen zibiba) sind am Stock getrocknete Rosinen.
In der dritten und letzten Strophe stellt Morgenstern fest:
„O Mensch, nie wirst du nebenbei
der Möwe Flug erreichen.
Wofern du Emma heißest, sei
zufrieden ihr zu gleichen.“
In einem Artikel über die Möwen als „Raben der Meere“ schreibt Georg Rüschemeyer:
„Wie der Dichter zu dieser Einschätzung gelangte, ist nicht überliefert. Doch sein ‚Möwenlied‘ reflektiert ein positives Bild der eleganten Vögel, wie es zu Beginn des 20. Jahrhunderts offenbar noch vorherrschte.“
Den Seeleuten dienten die Möwen als Boten des nahen Festlands. Der Zoologe Alfred Brehm pries ihre Intelligenz und Flugkünste.

## Die Mühen der Ebene
Mit der Redewendung die Mühen der Ebene soll ausgedrückt werden, dass ein Durchbruch zwar erreicht wurde, aber eine neue Idee sich nun in Praxis bewähren muss.
Sie stammt aus dem Gedicht Wahrnehmung (1949) des deutschen Dramatikers Bertolt Brecht (1898–1956). Die vollständige Strophe lautet wie folgt: Die Mühen der Berge haben wir hinter uns, vor uns liegen die Mühen der Ebenen. Brecht spielt damit auf die neuen Aufgaben an, die vor der Arbeiterbewegung der DDR nach dem Sturz des Faschismus standen. Das war insbesondere der wenig spektakuläre und mühsamen Wiederaufbau des zerstörten Landes.

## Die oberen Zehntausend
In einem Leitartikel der New Yorker Zeitung Evening Mirror vom 11. November 1844 schrieb Nathaniel Parker Wittis:

“At present there is no distinction among the upper ten thousand of the City.”

„Zurzeit ist kein Unterschied unter den oberen Zehntausend der Stadt.“

Er wählte die Zahl 10.000, weil dies zu seiner Zeit die Anzahl der gesellschaftsfähigen New Yorker war. In England sagt man meist nur The upper ten.
Darüber hinaus ist der Begriff der „oberen Zehntausend“ auch bereits im Alten Testament zu finden. Dort heißt es vom babylonischen König Nebukadnezar nach der Einnahme Jerusalems:
„Und er führte weg das ganze Jerusalem, alle Obersten, alle Kriegsleute, zehntausend Gefangene und alle Zimmerleute und alle Schmiede und ließ nichts übrig als geringes Volk des Landes.“ (2 Kön 24,14 )
Die deutsche Redensart der „oberen Zehntausend“ wird auf diese Stelle in Luthers Übersetzung zurückgeführt.
Das Filmmusical High Society, Neuverfilmung der Nacht vor der Hochzeit, wurde auf Deutsch als Die oberen Zehntausend herausgegeben.

## Die Partei, die Partei, die hat immer recht
Dieser Spruch stammt aus einem Loblied auf die SED, das der deutschsprachige Tschechoslowake Louis Fürnberg 1950 unter dem Titel Das Lied der Partei schrieb. Der Refrain lautet folgendermaßen:
Die Partei, die Partei, die hat immer recht!

Und, Genossen, es bleibe dabei;

Denn wer kämpft für das Recht,

Der hat immer recht.

Gegen Lüge und Ausbeuterei.

Wer das Leben beleidigt,

Ist dumm oder schlecht.

Wer die Menschheit verteidigt,

Hat immer recht.

So, aus Leninschem Geist,

Wächst, von Stalin geschweißt,

Die Partei – die Partei – die Partei.
Der überzeugte Kommunist Fürnberg wurde 1949 erstmals nicht zum Parteitag der Kommunistischen Partei der Tschechoslowakei eingeladen, was ihn tief kränkte. Wie seine Witwe Lotte Fürnberg 2001 ausführte, schrieb er das Lied, um sich selbst wieder zur Ordnung zu rufen:

„Er schrieb es, um die Kränkung vor sich selbst zu rechtfertigen.“

## Die Philosophen haben die Welt nur verschieden interpretiert, es kömmt aber darauf an, sie zu verändern
Karl Marx sah die Aufgabe der Philosophie in ihrer Aufhebung, das heißt in ihrer praktischen Verwirklichung.
Marx kritisiert in seiner elften Feuerbachthese alle Formen einer idealistischen Philosophie und insbesondere der Religion, die seiner Ansicht nach nur dazu dient, die Existenz des Menschen durch Träumereien und Trost im Jenseits erträglich zu machen und so das Elend zu verlängern und zu legitimieren.

## Die politische Macht kommt aus den Gewehrläufen
Mao Zedong stellte in seiner Abhandlung „Probleme des Krieges und der Strategie“ im Jahr 1936 fest:

「枪杆子里面出政权」

「Qiānggǎnzǐ lǐmiàn chū zhèngquán.」

„[Jeder Kommunist muss diese Wahrheit begreifen:] Die politische Macht kommt aus den Gewehrläufen.“

In der Kulturrevolution wurde diese Feststellung in seinen „Ausgewählten Werken“, der sogenannten Mao-Bibel, aufgenommen und damit weltweit verbreitet.

## Die Polizei – dein Freund und Helfer
Dieser Slogan soll der Polizei ein freundliches Image verschaffen und geht vermutlich auf den Berliner Politiker Albert Grzesinski zurück, der von 1926 bis 1930 preußischer Innenminister und vorher Berliner Polizeipräsident war. Im Vorwort eines Buchs zur im September 1926 eröffneten Internationalen Berliner Polizeiausstellung nennt er als Devise der Polizei, „Freund, Helfer und Kamerad der Bevölkerung zu sein“. Der Slogan diente auch als Leitspruch der Ausstellung („Die Polizei, dein Freund und Helfer – Bitte treten Sie näher!“), die eine halbe Million Besucher aus dem In- und Ausland verzeichnete. 1937 verwendete ihn dann Heinrich Himmler in einem Geleitwort des Buchs „Die Polizei – einmal anders“ (Franz-Eher-Verlag, München), von Helmuth Koschorke.
Als mutmaßliche (Mit-)Erfinder gelten Carl Severing, der als Grzesinskis Vorgänger im Amt des Preußischen Innenministers die Eröffnungsrede hielt, und der Berliner Kriminalbeamte Erich Liebermann von Sonnenberg.
Grzesinski lehnte 1920 den Posten des Reichswehrministers ab, weil er den Korpsgeist der Reichswehr und seine Auswirkungen kannte. Von November 1922 bis März 1924 wirkte er als Präsident des preußischen Landespolizeiamtes. Als dieses Amt aufgelöst wurde, fungierte er ab Mai 1925 bis Oktober 1926 als Polizeipräsident von Berlin.

## Die Revolution frisst ihre eigenen Kinder

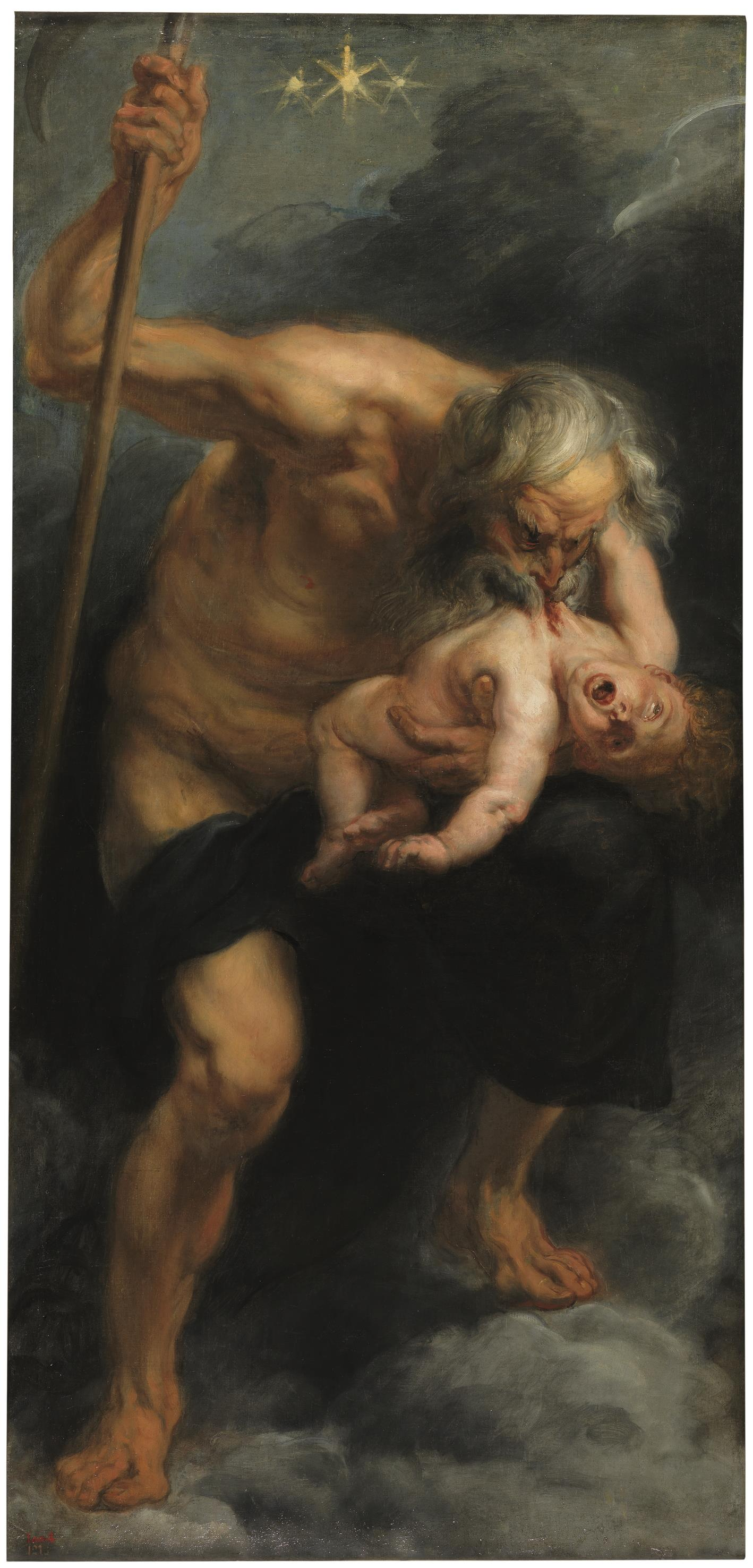
Rubens: Saturn verschlingt seinen Sohn

In Georg Büchners Drama Dantons Tod sagt Danton im 1. Akt:
Die Revolution ist wie Saturn, sie frißt ihre eigenen Kinder.
Der diesem Zitat zugrunde liegende Ausspruch waren die letzten Worte des französischen Rechtsanwalts und Revolutionärs Pierre Vergniaud kurz vor seiner Hinrichtung am 31. Oktober 1793. Er erlebte die Hinrichtung seiner politischen und persönlichen Freunde, wie Brissot, Gensonné, Boyer-Fonfréde oder Ducos, und wurde als Letzter zum Schafott geführt. Erschüttert sprach er diese berühmten letzten Worte:
La Révolution est comme Saturne: elle dévore ses propres enfants.
Der antike Gott Saturn kam dadurch an die Macht, dass er seinen Vater überwältigte und kastrierte. Eine Prophezeiung jedoch sagte voraus, er werde durch die Hand seines eigenen Sohnes entmachtet werden. Deshalb fraß Saturn alle seine Kinder, bis auf seinen sechsten Sohn Jupiter, den Saturns Gattin Ops auf der Insel Kreta versteckt hielt. Sie bot Saturn an seiner Stelle einen in Kleider gehüllten Stein an.
Siehe auch Französische Revolution #Erosion und Ende der Schreckensherrschaft. Weitere Beispiele nennt der Artikel Politische Säuberung (zum Beispiel Röhm-Putsch, Festnahme und Hinrichtung Lawrenti Berias, 1938–1953 Chef der Geheimdienste der Sowjetunion und als solcher eine zentrale Figur des stalinistischen Terrors – auch gegen kommunistische Spitzenfunktionäre).
In Abwandlung dieses Bonmots nannte der Historiker und Ex-Kommunist Wolfgang Leonhard (1921–2014) sein 1955 erschienenes Bestseller-Buch Die Revolution entläßt ihre Kinder.

## Die schärfsten Kritiker der Elche waren früher selber welche

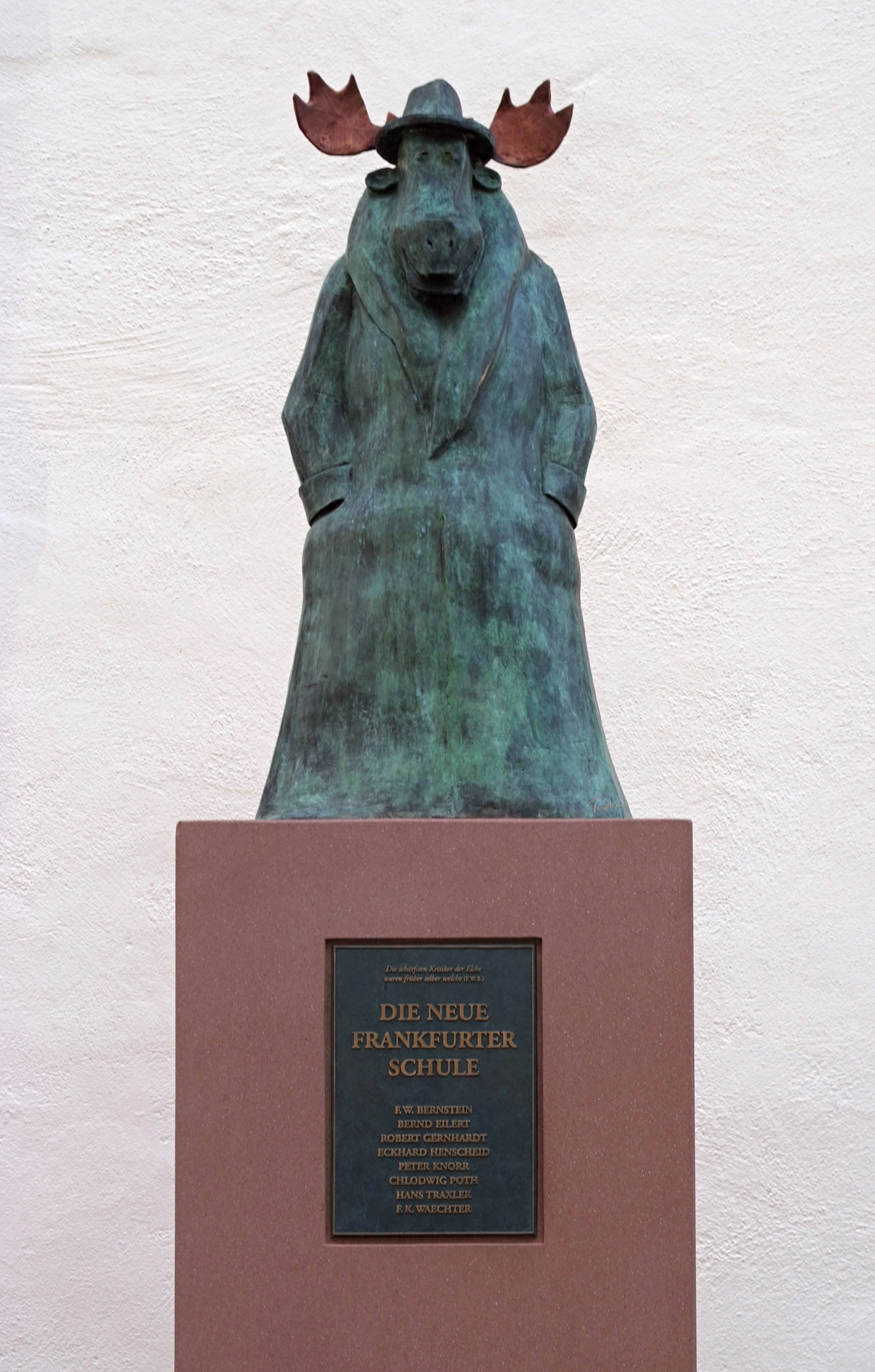
Der Elch vor dem Caricatura Museum für Komische Kunst in Frankfurt

Dieser bekannte Zweizeiler wird dem Schriftsteller und Zeichner Robert Gernhardt zugeschrieben, stammt aber vom Karikaturisten F. W. Bernstein. Beide erhielten den Göttinger Elch, eine Auszeichnung der Stadt Göttingen für „ein Lebenswerk satirischer Provenienz und/oder eine satirische Mehrfachbegabung“. Diese Auszeichnung wiederum ist nach dem obigen Zitat benannt.
In einem Interview mit dem Hamburger Abendblatt antwortete F. W. Bernstein auf die Frage, ob es ihn kränke, dass dieses legendäre Zitat oft Robert Gernhardt zugeschrieben werde:

„Ach was, er dementiert ja immer brav. Eine Sekunde, nachdem mir das auf einer gemeinsamen Autofahrt eingefallen war, fiel ihm dann ein: ‚Die schärfsten Kritiker der Molche waren früher selber solche.‘ Und meins ist inzwischen so sehr in den Volksmund eingegangen, daß da eigentlich keiner mehr ein Urheberrecht drauf hat.“

Der Spruch stand als finnisches Sprichwort in einer Zeitung, wurde Bertolt Brecht zugeschrieben und fand sich sogar schon auf einem Grabstein. F. W. Bernstein sah das gelassen und meinte:

„Wenn ich jetzt daherkäme und immer riefe: ‚Das ist von mir, das ist von mir!‘ – dann sagen die doch: ‚Ja, freilich, das ist von dir. Und nun sei brav und iß dein Süppchen.‘“

## Die Schule der Nation ist die Schule
Dieser Satz aus der Regierungserklärung des Bundeskanzlers Willy Brandt vom 28. Oktober 1969 ändert einen älteren Satz um, der auf die deutsche Armee seit der wilhelminischen Zeit gemünzt war. Brandt sagte unter anderem:

„Die Schule der Nation ist die Schule. Wir brauchen das 10. Schuljahr, und wir brauchen einen möglichst hohen Anteil von Menschen in unserer Gesellschaft, der eine differenzierte Schulausbildung bis zum 18. Lebensjahr erhält. Die finanziellen Mittel für die Bildungspolitik müssen in den nächsten Jahren entsprechend gesteigert werden.“

## Die Seele baumeln lassen

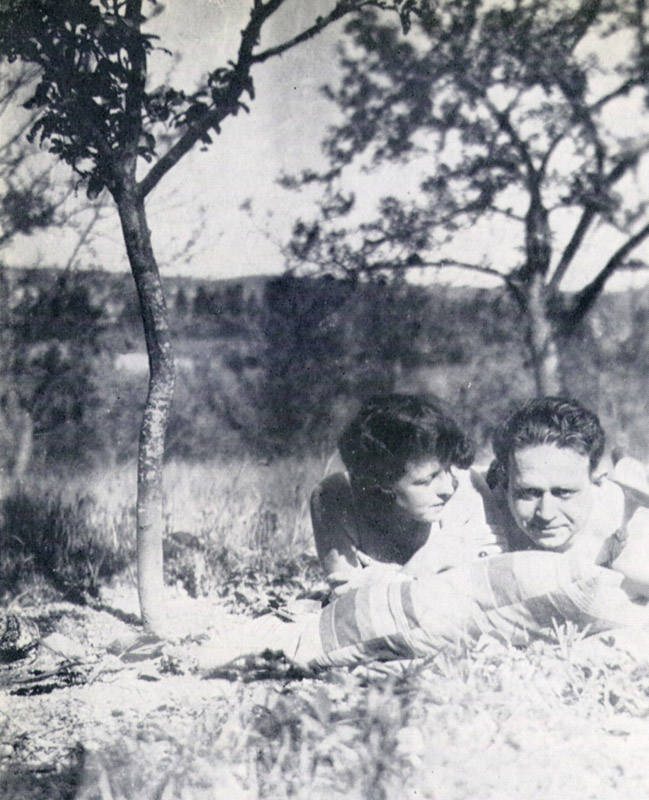
Tucholsky und Lisa Matthias im schwedischen Läggesta, 1929

„Die Seele baumeln lassen“ geht auf den ersten Satz des 6. Kapitels der Sommergeschichte Schloß Gripsholm von Kurt Tucholsky zurück. Dort heißt es wörtlich:

„Wir lagen auf der Wiese und baumelten mit der Seele.“

Die Geschichte behandelt den Sommerurlaub des Ich-Erzählers mit seiner Freundin Lydia in Schweden. Nach einigem Suchen landen beide im Schloss Gripsholm, wo sie etwa drei Wochen verbringen.
Die daraus abgeleitete Wendung „Die Seele baumeln lassen“ steht für sich erholen, sich entspannen oder Urlaub vom Alltag.

## Die Sicherheit Deutschlands wird auch am Hindukusch verteidigt.
Mit dieser Kernaussage begründete der damalige deutsche Verteidigungsminister Peter Struck im Mai 2003 die neuen Verteidigungspolitischen Richtlinien (VPR) der Bundeswehr. Er bezog sich dabei auf den Afghanistan-Einsatz am dortigen Hindukusch-Gebirge.
In einem Interview mit der Frankfurter Allgemeinen Zeitung bekräftigte Struck am 16. März 2008 seine Ansicht noch einmal:

„Es ist völlig klar, dass die SPD, aber auch die Union, die FDP und weite Teile der Grünen mit der klaren Unterstützung des Afghanistan-Einsatzes gegen den Mehrheitswillen der Bevölkerung stehen. Dennoch bleibe ich dabei: Die Interessen Deutschlands werden auch am Hindukusch verteidigt.“

## Die Sonne bringt es an den Tag.
Dieser Satz ist der Titel und der Kehrvers eines Gedichts von Adelbert von Chamisso:
Gemächlich in der Werkstatt saß

Zum Frühtrunk Meister Nikolas,

Die junge Hausfrau schenkt’ ihm ein,

Es war im heitern Sonnenschein. –

Die Sonne bringt es an den Tag.
In dem Gedicht wird von einem Mord erzählt, der am Ende aufgeklärt wird. Am Ende heißt es:
Die Sonne bracht es an den Tag.

## Die spinnen, die Römer!

S.P.Q.R.

Diese Redewendung stammt von Obelix, einem der Helden in der französischen Comicserie Asterix. Die durch ihren Zaubertrank unbesiegbaren Gallier stehen in ständigem Konflikt mit den Römern, deren Verhalten dem einfältigen Obelix oft unverständlich erscheint. Sein Kommentar lautet auf Französisch:

« Ils sont fous, ces Romains! »

Mit diesem Ausspruch provoziert Obelix im Heft Asterix und der Kupferkessel einen Eklat am Theater von Condate, als er aufgefordert wird, einfach zu sagen, was ihm gerade durch den Kopf ginge.

„Insgesamt verwenden Obelix und andere Charaktere das Zitat in den bisher erschienenen Asterix-Abenteuern knapp 31 Mal (davon Obelix: 21 Mal), wobei die Zielgruppe situationsbedingt ersetzt wird. Mit diesen Variationen wird genau 84 Mal diese Redewendung verwendet, die inzwischen auch schon Eingang in den umgänglichen Sprachgebrauch gefunden hat.“

Im Heft Streit um Asterix sagt Obelix über die streitsüchtigen Dorfbewohner:

„Die spinnen, die Menschlichen!“

Die italienische Übersetzung der Redewendung lehnt sich an das römische Signum S.P.Q.R. (Senatus Populusque Romanus) an:

“Sono pazzi questi romani!”

„Die spinnen, die Römer!“

## Die Sprache ist dem Menschen gegeben, um seine Gedanken zu verbergen
Als der spanische Gesandte Izquiero im Jahr 1807 Charles-Maurice de Talleyrand-Périgord an seine zu Gunsten des spanischen Königs Karl IV. gemachten Versprechungen erinnerte, erwiderte ihm Talleyrand in Abwandlung eines Ausspruchs von Voltaire:
„La parole a été donnée à l’homme pour déguiser sa pensée.“
In Voltaires Fabel Der Kapaun und das Masthuhn sagt der Kapaun:
„Les hommes ne se servent de la pensée que pour autoriser leur injustices et n’emploient les paroles que pour déguiser leurs pensées.“
„Die Menschen bedienen sich des Gedankens nur, um ihre Ungerechtigkeiten zu begründen, und sie wenden die Worte nur an, um ihre Gedanken zu verbergen.“
Eine Umkehrung des Sinns findet sich in Molières Theaterstück Die Zwangsheirat (Le mariage forcé):
„La parole a été donnée à l’homme pour expliquer sa pensée.“
„Die Sprache ist dem Menschen gegeben, um seine Gedanken zu erklären.“

## Die Stimme seines Herrn

„His Master’s Voice“ Plattenlabel, ca. 1928

His Master’s Voice (deutsch: „Die Stimme seines Herrn“) ist der Markenname verschiedener Plattenlabels.
Der Name und das dazugehörige Logo gehen auf den Maler Francis Barraud zurück, der 1898 seinen Hund Nipper beim Lauschen eines Edison-Phonographen porträtiert hatte. Die neu gegründete Gramophone Company kaufte ihm das Bild, inklusive Copyright, für 100 Pfund ab, um es in Zeitungsannoncen zu verwenden. Bedingung war allerdings, dass der ursprünglich dargestellte Edison-Phonograph durch ein Berliner-Grammophon übermalt wurde.
Das Logo wurde so populär, dass Gramophone Records den Namen ihres Plattenlabels 1909 in His Master’s Voice änderte.

## Die Trauben hängen zu hoch
Diese Redensart ist auch in der Form „Die Trauben sind zu sauer“ gebräuchlich. Man wendet sie auf jemanden an, der vortäuscht, er wolle etwas gar nicht haben, in Wirklichkeit jedoch nicht in der Lage ist, es zu erreichen. Zugrunde liegt der Redensart die Äsopsche Fabel Der Fuchs und die Trauben. Darin wird von einem Fuchs erzählt, der sich Trauben holen will und, als er merkt, dass sie zu hoch hängen, mit der Bemerkung weggeht, die Trauben seien ja doch sauer.

## Die unerträgliche Leichtigkeit des Seins
Die unerträgliche Leichtigkeit des Seins (tschechisch: Nesnesitelná lehkost bytí) ist ein Roman des tschechischen Autors Milan Kundera, den er 1984 während seines Exils in Frankreich veröffentlichte.
Unerträglich ist Kundera zufolge die Leichtigkeit des menschlichen Seins, weil ein Leben wie Staub verfliegt. Die zentralen Gedanken kreisen um Friedrich Nietzsches Idee der „ewigen Wiederkehr“.
Der Buchtitel wird gelegentlich in abgewandelter Form zitiert:
- „Die unerträgliche Leichtigkeit des Weins“ (Der Spiegel, 2007)
- „Die unerträgliche Leichtigkeit des Zugriffs“ (Neue Zürcher Zeitung, 2007)

## Die Vergangenheit sollte ein Sprungbrett sein, kein Sofa
Diese Aufforderung stammt vom britischen Verleger und Politiker Harold Macmillan. Der Satz wird gerne in Reden und als Motto für Schulen verwendet. So heißt es in einer Rede zum Beispiel:

„… und können getrost Harold McMillan zitieren: ‚Die Vergangenheit soll ein Sprungbrett sein, kein Sofa‘“

## Die Waffen nieder!
Im Jahr 1889 veröffentlichte die österreichische Schriftstellerin Bertha von Suttner den Roman Die Waffen nieder!, mit dem sie gegen die Vorstellung kämpfte, der Krieg könne ein legitimes Mittel zur Lösung von Konflikten zwischen den Staaten sein. Der Roman galt bis zum Erscheinen des Romans Im Westen nichts Neues von Erich Maria Remarque im Jahr 1929 als das wichtigste Werk der Antikriegsliteratur.
Der Titel wurde auch in andere Sprachen übertragen:
- „Lay Down Your Arms!“ (englisch)
- „Abbasso le Armi!“ (italienisch)
- „Bas les armes!“ (französisch)
- „Abajo las armas!“ (spanisch)

## Die Wahrheit in den Tatsachen suchen
Deng Xiaopings Ausspruch soll seine Abkehr von den maoistischen Phrasen verdeutlichen. Er lautet chinesisch 实事求是, Pinyin Shí shì qiú shì.
Die vorsichtige Einführung marktwirtschaftlicher Elemente in die Planwirtschaft konzentrierte sich zunächst auf die Landwirtschaft und sorgte in kurzer Zeit für eine deutliche Verbesserung der Versorgung.
Ironischerweise stammt diese Parole von Mao Zedong selbst. Sie findet sich in Maos Aufsatz Über die Praxis. So wird Deng Xiaoping 1980 in der Beijing Rundschau zum vierten Jahrestag von Maos Tod folgendermaßen zitiert:

„… der Kernsatz der Mao-Zedong-Ideen lautet, die Wahrheit in den Tatsachen zu suchen und die allgemeingültige Wahrheit des Marxismus-Leninismus mit der konkreten Praxis der chinesischen Revolution zu verbinden …“

## Die Welt aus den Angeln heben

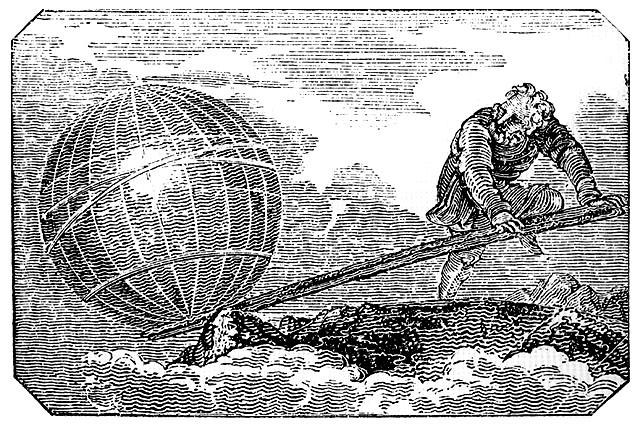
Archimedes hebt die Welt aus den Angeln.

Diese Redewendung geht nach einem Aristoteles-Kommentar des Philosophen Simplikios auf einen Ausspruch des antiken Naturwissenschaftlers Archimedes zurück, der in seinem sizilianischen Griechisch sagte:

„Δῶς μοι πᾶ στῶ καὶ τὰν γᾶν κινάσω.“

„Dōs moi pā stō, kai tān gān kināsō.“

„Gebt mir einen festen Punkt und ich werde die Erde bewegen.“

Die Welt aus den Angeln heben bedeutet heute so viel wie alles grundlegend ändern. Mit dem Punkt meint er einen festen Standort außerhalb der Erde, an dem er mittels eines Flaschenzuges die Erde aus den Angeln heben würde. Später sah man in diesem Satz einen Bezug auf die Hebelgesetze.

## Die Welt will betrogen sein

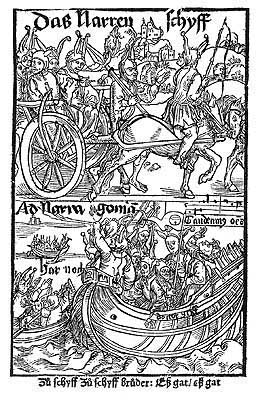
Titelseite aus Sebastian Brants Narrenschiff

In Sebastian Brants 1494 erschienenem Narrenschiff heißt es:
„die wellt die will betrogen syn“
Oft wird es in der lateinischen Form zitiert:
„Mundus vult decipi.“
In Sebastian Franks 1533 erschienenen Paradoxa heißt es:
Die Welt will betrogen und belogen sein und nur mit Wahn geäfft und regiert werden, wie jener Mönch sagt, der für sein Thema hält:

Mundus vult decipi

darumb bin ich hie,

dem man zu Lohn alle Säcke voll stiess.
Dies ist die Grundlage von:
„Mundus vult decipi, ergo decipiatur.“

„Die Welt will betrogen sein, darum sei sie betrogen.“

## Die Weltgeschichte ist nicht der Boden des Glücks
Der Philosoph Georg Wilhelm Friedrich Hegel sagte in seinen Vorlesungen über die Philosophie der Geschichte:

„Die Weltgeschichte ist nicht der Boden des Glücks. Die Periode des Glücks sind leere Blätter in ihr.“

In der Weltgeschichte und dem Aufkommen und Untergehen einzelner Staaten wird der objektive Geist zum allgemeinen „Weltgeist“.
Der Historiker Leopold von Ranke schrieb zum gleichen Thema:

„Die glücklichsten Zeiten der Menschheit sind die leeren Blätter im Buch der Geschichte.“

Der französische Staatstheoretiker Charles-Louis de Montesquieu schrieb:

„Glücklich das Volk, dessen Geschichte langweilig ist.“

## Die wunderbaren Jahre
Die wunderbaren Jahre ist eine Sammlung von Prosa-Texten von Reiner Kunze, die 1976 in der Bundesrepublik Deutschland veröffentlicht wurde. Der damals noch in der DDR lebende Autor schrieb die Texte um 1975 und ließ das Manuskript heimlich in die Bundesrepublik übermitteln. Die Veröffentlichung des Textes im Westen führte dazu, dass Kunze aus dem DDR-Schriftstellerverband ausgeschlossen wurde und 15.000 bereits in der DDR gedruckte Exemplare von Kunzes Kinderbuch Der Löwe Leopold eingestampft wurden.
Buch und Film handeln von den Wundern, die zwischen jungen Menschen möglich sind, und von Jahren, die dieser Wunder bar sind, weil man Menschen um ihre Jugend bringt.
Der Titel bezieht sich auf eine Textstelle in Truman Capotes Roman Die Grasharfe:
Ich war elf, und später wurde ich

sechzehn. Verdienste erwarb ich

mir keine, aber das waren die

wunderbaren Jahre.
Ein nostalgisches Lied der Sportfreunde Stiller heißt In all den wunderbaren Jahren.

## Die Würde des Menschen ist unantastbar

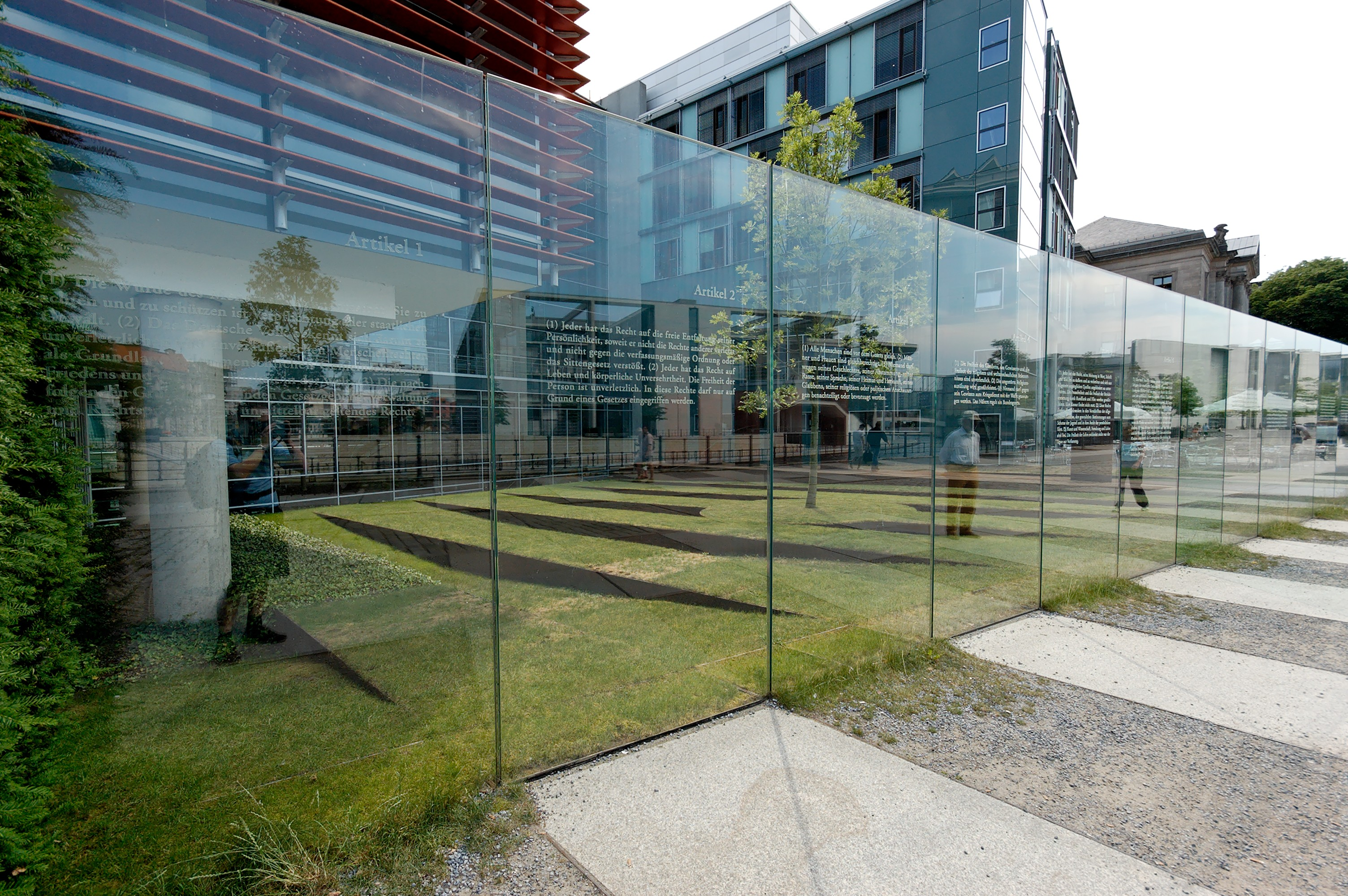
Die ersten Artikel des Grundgesetzes im Jakob-Kaiser-Haus

In Artikel 1 des Grundgesetzes für die Bundesrepublik Deutschland findet sich diese Formulierung der Menschenwürde:

„Die Würde des Menschen ist unantastbar. Sie zu achten und zu schützen ist Verpflichtung aller staatlichen Gewalt.“

Weiter heißt es:

„Das Deutsche Volk bekennt sich darum zu unverletzlichen und unveräußerlichen Menschenrechten als Grundlage jeder menschlichen Gemeinschaft, des Friedens und der Gerechtigkeit in der Welt.“

Dieses Grundrecht ist als bewusste Reaktion auf die massive Missachtung der Würde des Menschen durch den nationalsozialistischen Staat zu verstehen.

## Dieses war der erste Streich

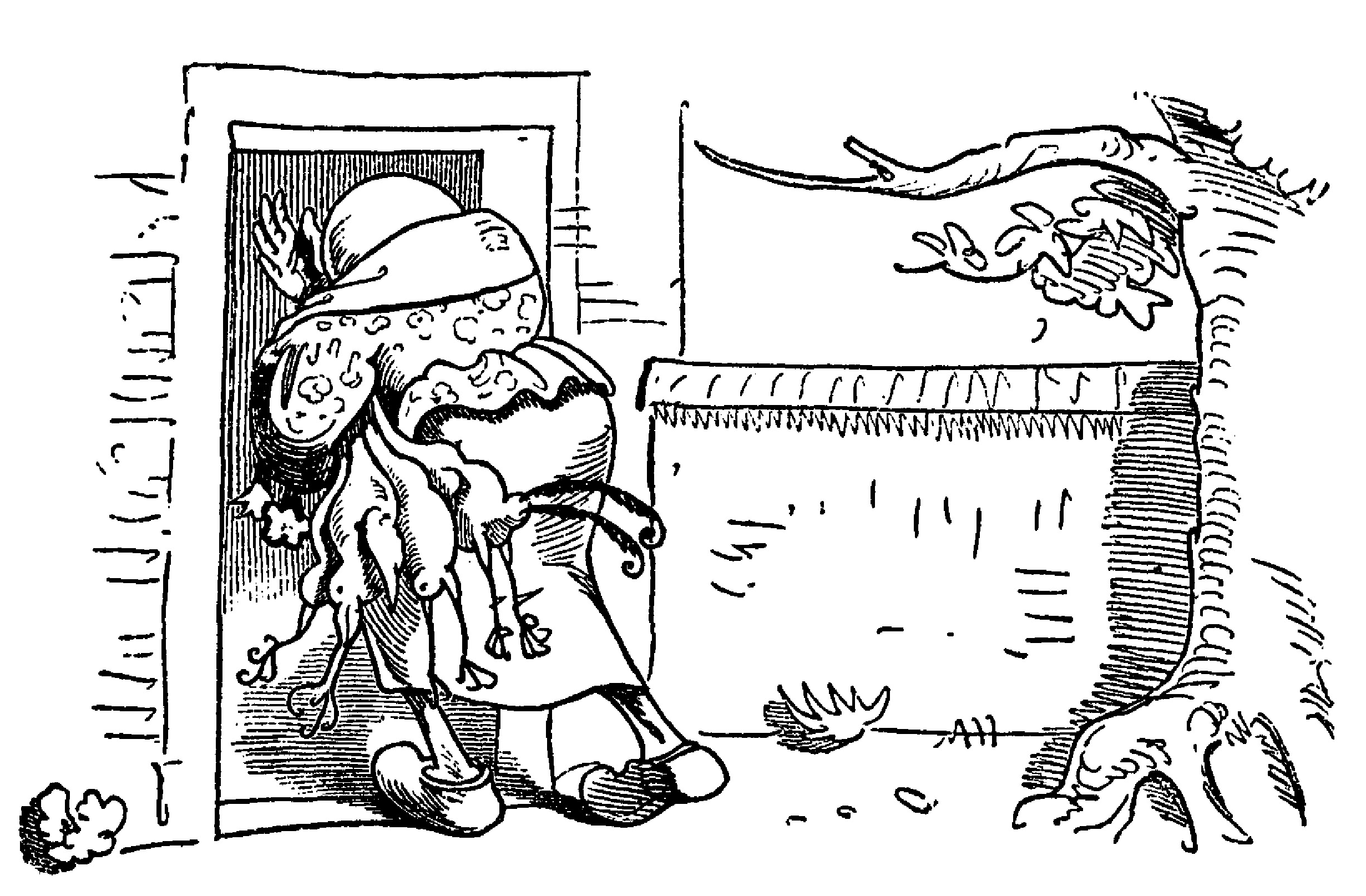
„Dieses war der erste Streich.“

In der Bildgeschichte Max und Moritz von Wilhelm Busch wird der zweite Streich der beiden Lausbuben im Text mit diesen Worten angekündigt, während Witwe Bolte mit ihren toten Hühnern ins Haus geht.
Dieses war der erste Streich,

Doch der zweite folgt sogleich.
Mit dem Zitat kommentiert man heute eine gelungene Aktion, die als Beginn weiterer Aktionen angesehen wird:
- „Dieses war der erste Streich … – Böse Nachbarn machen den DS unsicher.“
- „Alexa war nur der erste Streich.“

## Ding an sich
Der philosophische Ausdruck Ding an sich findet sich in Immanuel Kants Kritik der reinen Vernunft, wo es heißt:

„… folglich wir von keinem Gegenstande als Ding an sich selbst, sondern nur sofern es Objekt der sinnlichen Anschauung ist, … Erkenntnis haben können.“

An anderer Stelle schrieb Kant:

„Was es für eine Bewandtnis mit den Gegenständen an sich und abgesondert von aller dieser Rezeptivität unserer Sinnlichkeit haben möge, bleibt uns gänzlich unbekannt.“

Außerhalb der philosophischen Fachsprache spricht man von einem Ding an sich, wenn das Wesentliche einer Sache bezeichnet werden soll.

## Do ut des
Diese altrömische Rechtsformel, die bei Vertragsabschlüssen oder Tauschgeschäften gebraucht wurde, bedeutet übersetzt:

„Ich gebe, damit du gibst.“

Damit wird angedeutet, dass man mit einer Gegengabe oder einem Gegendienst rechnet. Diese Formel findet sich in dem Hauptwerk des niederländischen Rechtsgelehrten Hugo Grotius, das er im Jahr 1625 unter dem Titel De jure belli ac pacis libri tres („Drei Bücher über das Recht des Krieges und des Friedens“) veröffentlichte.

## Doch der Segen kommt von oben
Dieses Zitat stammt aus Friedrich Schillers Gedicht Das Lied von der Glocke:
Von der Stirne heiß

Rinnen muss der Schweiß,

Soll das Werk den Meister loben;

Doch der Segen kommt von oben.
Mit diesen Worten endet die erste Strophe.
Heute wird dieses Zitat fast nur noch ironisch gebraucht, wenn zum Beispiel ein Regenguss von oben kommt.

## Doch die Verhältnisse, sie sind nicht so
Dieses Zitat stammt aus Bertolt Brechts Dreigroschenoper. Dort stellt der den Armen wohlgesinnte Geschäftsmann Peachum mit der Bibel in den Händen fest:
Doch leider hat man bisher nie vernommen

Dass einer auch sein Recht bekam – ach wo!

Wer hätte nicht gern einmal recht bekommen

Doch die Verhältnisse, sie sind nicht so.

## Don’t worry, be happy!

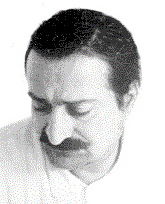
Meher Baba

„Don’t worry, be happy!“ (zu deutsch: „Sorg dich nicht, sei glücklich!“) waren die letzten Worte des indischen Gurus Meher Baba vor seinem Schweigegelübde. Er kritisierte, dass Leute sich anschreien, und schwieg deshalb vom 10. Juli 1925 an die restlichen 44 Jahre seines Lebens. Um sich mitzuteilen, nutzte er fortan Buchstabentafeln und Handzeichen.
In dem Hit Don’t Worry, Be Happy von Bobby McFerrin aus dem Jahr 1988 verarbeitete McFerrin die letzten Worte Babas. Sein Lied beginnt folgendermaßen:
Here’s a little song I wrote

You might want to sing it note for note

Don’t worry, be happy.

In every life we have some trouble

But when you worry you make it double

Don’t worry, be happy.

Don’t worry, be happy now.

## Dort wo man Bücher verbrennt, verbrennt man auch am Ende Menschen
Dieses Zitat stammt aus Heinrich Heines Tragödie Almansor aus dem Jahr 1821. Das Stück spielt um 1500, wenige Jahre nach der Eroberung Granadas, des letzten islamischen Reichs des maurischen Spanien. Der Titelheld, Almansor ben Abdullah, spricht darin mit Hassan, einem Moslem, der verzweifelt gegen die christlichen Eroberer kämpft, über die Verbrennung des Korans, die der spanische Inquisitor, Kardinal Francisco Jiménez de Cisneros, angeordnet hat.
Almansor:

Wir hörten, daß der furchtbare Ximenes,

Inmitten auf dem Markte, zu Granada –

Mir starrt die Zung im Munde – den Koran

In eines Scheiterhaufens Flamme warf!

Hassan:

Das war ein Vorspiel nur, dort wo man Bücher

Verbrennt, verbrennt man auch am Ende Menschen.
Der Satz wird als Kritik an der eher symbolischen Bücherverbrennung verstanden, die 1817 am Rande des Wartburgfests in Eisenach stattgefunden hat. Heine schrieb über das Fest, man habe dort „Dummheiten gesagt und gethan, die des blödsinnigsten Mittelalters würdig waren“. Das Zitat gilt aber nicht zuletzt als prophetisch in Bezug auf die Bücherverbrennungen der Nationalsozialisten.

## Dr. Livingstone, I presume?

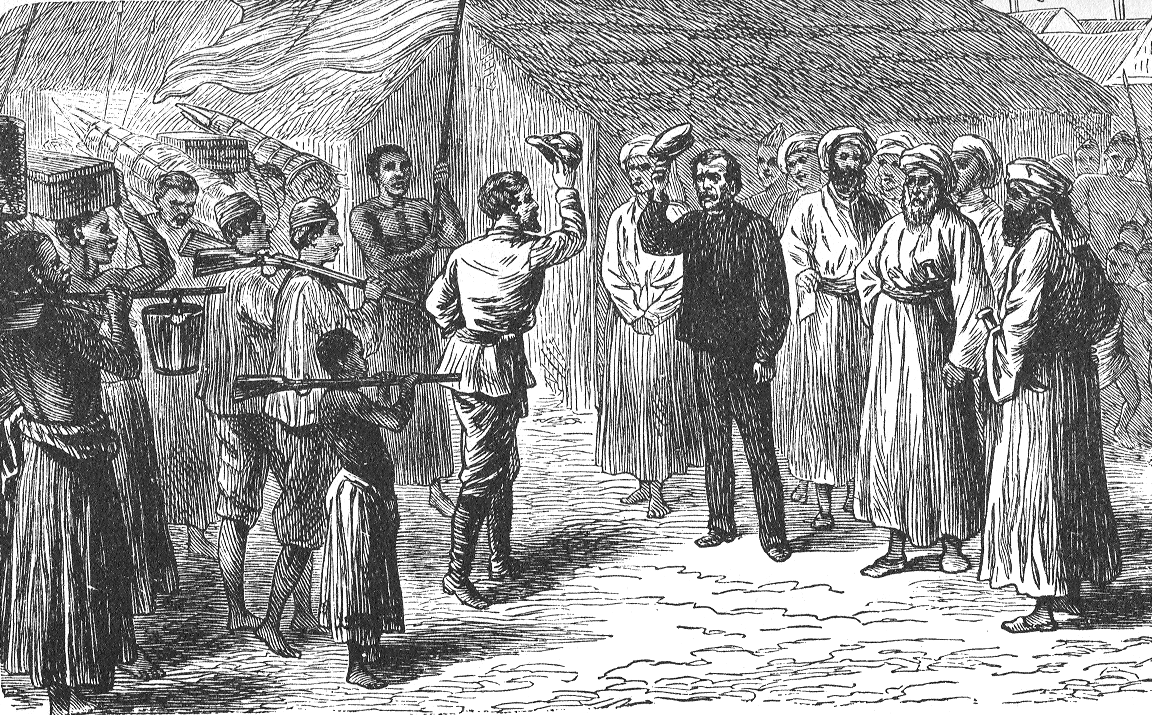
Illustration des Treffens von Stanley und Livingstone

Mit dieser englischen Höflichkeitsfloskel (Dr. Livingstone, nehme ich an?) sprach der junge Journalist Henry Morton Stanley im tansanischen Ort Ujiji den seit 1869 verschollen geglaubten schottischen Missionar David Livingstone an, zu dessen Auffindung er ausgesandt worden war. Livingston reagierte ebenso förmlich, wie es sich unter britischen Gentlemen gehörte:
„‚Yes‘, said he, with a kind smile, lifting his cap slightly.“
(„‚Ja‘, sagte er, mit einem freundlichen Lächeln und lüpfte seinen Hut.“)
Da sich keine anderen weißen Männer in der Nähe befanden und die beiden Briten einander noch nicht formell vorgestellt worden waren, war dies die korrekte Art sich zu begrüßen, ohne gegen die Etikette zu verstoßen. Dass beide Männer diese Etikette auch in einer nach damaligem Verständnis weltabgeschiedenen und „unzivilisierten“ Umgebung einhielten, galt den Zeitgenossen als Ausweis europäischer Zivilisiertheit und der als selbstverständlich vorausgesetzten Überlegenheit der „weißen Rasse“. Dies hat entscheidend dazu beigetragen, dass eine in anderen Zusammenhängen banale Begrüßungsfloskel vor allem in der angelsächsischen Welt zum geflügelten Wort wurde.
Livingstone zeigte sich gegenüber Stanley überrascht darüber, dass er als vermisst galt. Die beiden grundverschiedenen Persönlichkeiten gingen dann die nächsten fünf Monate gemeinsam auf Entdeckungsreisen.
Über Livingstone heißt es in der Stuttgarter Zeitung unter der Überschrift Dr. Livingstone, I presume?

„Er gilt als einer der größten Helden des viktorianischen Zeitalters und bescherte den Briten sogar ein geflügeltes Wort: Als er verschollen galt, hatte eine New Yorker Zeitung einen Journalisten mit der Suche nach ihm beauftragt. Als Henry Morton Stanley auf seiner langer Reise zum ersten Mal seit Wochen einem Europäer gegenüberstand, sagte er: ‚Dr. Livingstone, I presume (vermute ich)?‘“

## Drakonische Strafe
Die Gesetze des Drakon sind wegen ihrer Strenge und Härte sprichwörtlich geworden. Hierauf weist auch Aristoteles in seiner Politik (II, 1274b) hin, wo er feststellt, dass außer ihrer Strenge nichts Bemerkenswertes an ihnen gewesen sei. In seiner Rhetorik (1400b) zitiert er Herodikos, der sie „Gesetze eines Drachen“, nicht die eines Menschen nennt.

## Draußen vor der Tür
Draußen vor der Tür ist ein Theaterstück von Wolfgang Borchert mit dem Untertitel „Ein Stück, das kein Theater spielen und kein Publikum sehen will“, das 1947 zunächst als Hörspiel gesendet wurde.
Ein Mann namens Beckmann kommt mit nur einer Kniescheibe, humpelnd und frierend aus der Kriegsgefangenschaft aus Sibirien nach Hause zurück und trifft alles anders an, als er es verlassen hat. Er ist einer „von denen, die nach Hause kommen und die dann doch nicht nach Hause kommen, weil für sie kein Zuhause mehr da ist. Und ihr Zuhause ist dann draußen vor der Tür.“

## Drei Grazien
Die drei Grazien oder Chariten sind Töchter des Zeus und der Eurynome und heißen Euphrosyne („Frohsinn“), Thalia („blühendes Glück“) und Aglaia („Glanz“). Die drei Grazien waren ein beliebter Gegenstand der bildenden Kunst.

## Dreimal umgezogen ist so gut wie einmal abgebrannt
Diese Redensart findet sich schon bei Benjamin Franklin im Vorwort seines Poor Richard’s Almanach:
I never saw, an oft removed Tree,

Nor yet an oft removed Family,

That throve so well, as those that settled be.

And again,

Three removals are as bad as a Fire.
„Ich sah nie einen oft umgepflanzten Baum, noch eine Familie, die oft umgezogen war, die so gut gediehen wie die, die ihren festen Platz hatten. Und noch einmal: Drei Umzüge sind so schlimm wie ein Feuer.“
Mit der Redensart bringt man auch heute noch zum Ausdruck, dass beim Umziehen immer etwas zu Bruch oder verlorengeht.
Die Generation, die den Zweiten Weltkrieg erlebt hat, kennt die Redensart auch in der abgewandelten Form: „Dreimal umgezogen ist wie einmal ausgebombt.“

## Dritte Welt

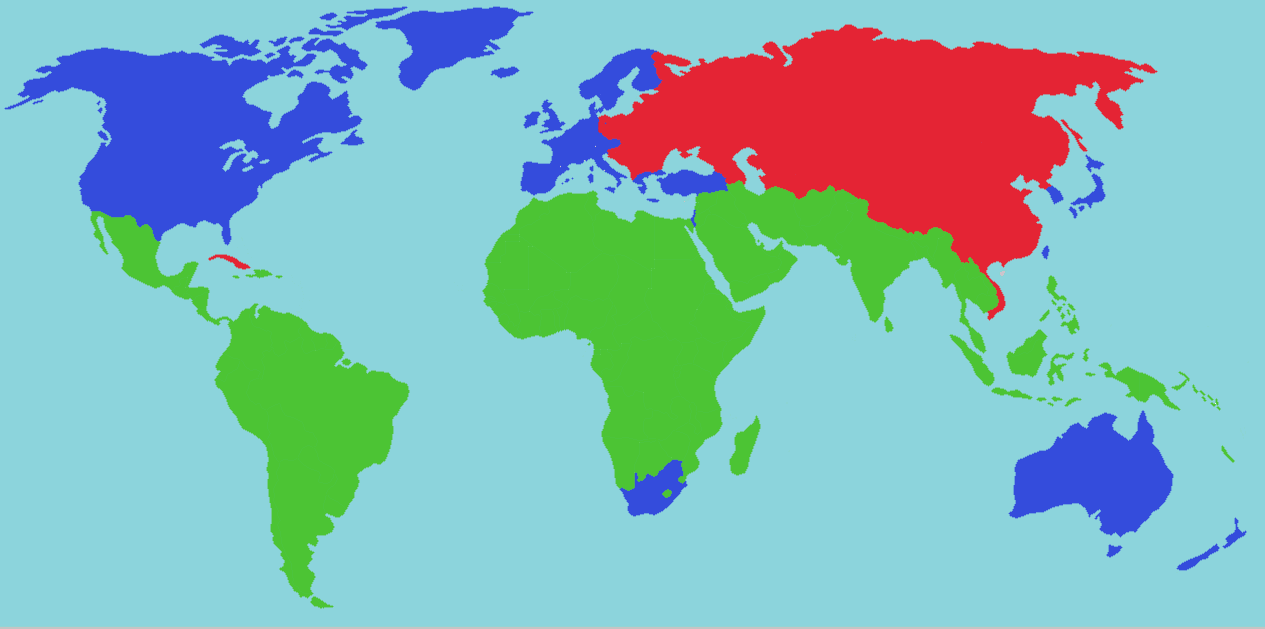
Die drei Welten
1. Welt: blau
2. Welt: rot
3. Welt: grün

Der Begriff Dritte Welt (Tiers Monde) ist französischen Ursprungs und wurde seit den 1950er Jahren gebräuchlich zur Bezeichnung für die Länder, die weder der ersten Welt der Industrieländer noch der zweiten der Staatshandelsländer angehörten. Da der Begriff bald auf Ablehnung stieß, wurde er allmählich zurückgedrängt durch die aus unterschiedlichen Überlegungen geprägte Bezeichnung Eine Welt.
Der Begriff Dritte Welt (von frz. tiers-monde) wurde geprägt vom französischen Demographen Alfred Sauvy, der in seinem Artikel Trois mondes, une planète im L’Observateur 1952 den Ausdruck analog zum Dritten Stand (frz. tiers-état) entwickelte. Als Frantz Fanon in seiner 1961 veröffentlichten Schrift „Die Verdammten dieser Erde“ die Dritte Welt mit der kolonialisierten, unterentwickelten Welt gleichsetzte und den Begriff in den internationalen Sprachgebrauch einführte, war er zumindest im französischen Sprachraum bereits gebräuchlich. Ursprünglich bezeichnete Dritte Welt die Bewegung der Blockfreien Staaten, die sich abgrenzend vom Ost-West-Konflikt dritter Block nannten; heute jedoch wird der Begriff häufig als Synonym für Entwicklungsland benutzt.

## Drum prüfe, wer sich ewig bindet…
Sehr populär war dem bürgerlichen Idealismus des 19. Jahrhunderts Schillers Lied von der Glocke, was sich durch die Fülle der daraus in den Sprachgebrauch übernommenen Wendungen zeigt. Viele werden heute allerdings oft nur scherzhaft gebraucht:
Drum prüfe, wer sich ewig bindet,

Ob sich das Herz zum Herzen findet!

Der Wahn ist kurz, die Reu ist lang.
Witzbolde haben daraus „Drum prüfe, wer sich ewig bindet, ob sich nicht doch was Besseres findet“ oder auch „Drum prüfe, wer sich ewig bindet, wo sich das Standesamt befindet“ gemacht oder „Drum prüfe, wer sich ewig bindet, ob sich auch Geld zur Scheidung findet“.
Wenn lang befreundete Paare sich zur Hochzeit entschließen (sollen), wird die Kurzform der Redensart auch umgestellt zu:
„Drum binde, wer sich ewig prüfte.“

## Du bist Deutschland

Du bist Deutschland.

Du bist Deutschland ist eine auf Positives Denken und auf ein neues deutsches Nationalgefühl zielende Social-Marketing-Kampagne. Sie wurde im Rahmen der Initiative Partner für Innovation von 25 Medienunternehmen ins Leben gerufen und von Bertelsmann koordiniert. Die großangelegte Kampagne wurde kontrovers diskutiert. Initiator der Kampagne war Gunter Thielen, Vorstandsvorsitzender der Bertelsmann AG.
Der Slogan wurde durch diverse Medien kritisiert und parodiert. So existiert die Variante „Du bist Terrorist“ von Alexander Lehmann, welche in leicht abgewandelter Form auch als Wahlwerbespot von der Piratenpartei Deutschland benutzt wird.
Eine historische Fotografie aus den 1930er Jahren zeigt unter dem Angesicht Adolf Hitlers ein großes Spruchband mit dem fast wörtlichen Zitat: „Denn Du bist Deutschland“.

## Du bist, was du isst
Mit dieser Aussage, die Ludwig Feuerbach berühmtes Diktum Der Mensch ist, was er isst paraphrasiert, soll zum Ausdruck gebracht werden, dass man einen Menschen anhand seiner Ernährung beurteilen kann.
Darüber hinaus wird der Satz häufig im Kontext der Ernährungswissenschaft, der Diätetik und ähnlichen Bereichen verwandt.
Der Psychologe Paul Rozin hält den Satz für eine Form von magischem Denken und damit für die „wesentliche Ursache von Nahrungsablehnungen“, was er mit einer entsprechenden Studie 1987 nachzuweisen versuchte.

## Du bist wie eine Blume
In dem Die Heimkehr überschriebenen Zyklus von 88 Gedichten Heinrich Heines beginnt die Nr. 47 mit folgenden Worten:
Du bist wie eine Blume

So hold und schön und rein.
Dieses Liebesgedicht wurde von Franz Liszt, Robert Schumann und Hugo Wolf vertont.

## Du bleibst doch immer, was du bist
Mephisto belehrt Faust in der Studierzimmerszene in Goethes Faust I, dass ihm all sein Streben nichts nützt:
Du bist am Ende – was du bist.

Setz dir Perücken auf von Millionen Locken,

Setz deinen Fuß auf ellenhohe Socken,

Du bleibst doch immer, was du bist.

## Du siehst die Weste, nicht das Herz
Dies ist ein Zitat aus Schein und Sein. Nachgelassene Gedichte von Wilhelm Busch:
Mein Kind, es sind allhier die Dinge,

Gleichwohl, ob große, ob geringe,

Im wesentlichen so verpackt,

Dass man sie nicht wie Nüsse knackt.

Wie wolltest du dich unterwinden,

Kurzweg die Menschen zu ergründen.

Du kennst sie nur von außenwärts.

Du siehst die Weste, nicht das Herz.
Dieses Zitat findet sich auch als Motto zu einem Artikel über die Schwierigkeiten, die Führungskräfte bei Einstellungsgesprächen und der Personalauswahl empfinden.

## Dumm aus der Wäsche gucken
Der Ausdruck bedeutet: Leer ausgehen, man hat das Nachsehen, man schaut deshalb dumm drein. Im Ersten Weltkrieg soll diese Redewendung aufgekommen sein. Ähnliche Bedeutung hat das Wort: In den Mond gucken oder Durch die Röhre gucken.

## Dunkler Erdteil

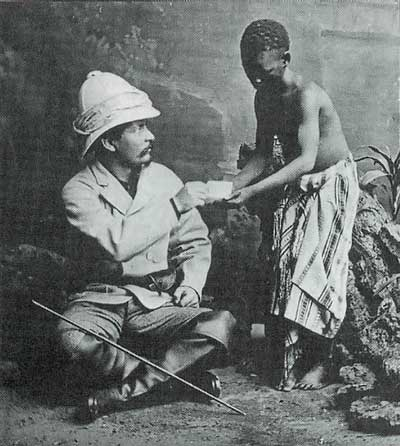
Henry Morton Stanley

1878 veröffentlichte der britisch-amerikanische Journalist Henry Morton Stanley seinen Bericht über eine Afrikareise unter dem Titel Through the Dark Continent (Durch den dunkeln Weltteil).
Stanley gab ehrlich zu, den Kontinent zu verabscheuen. Dunkel war in Stanleys Augen nicht nur die Hautfarbe der Bewohner Afrikas.
Bei der Kennzeichnung Afrikas als dunklen Erdteil mischte sich wohl die Vorstellung des Unbekannten mit der des von dunkelhäutigen Menschen bewohnten Gebiets.
Liebe: Dunkler Erdteil ist auch der Titel eines Gedichtbands von Ingeborg Bachmann. Mit „Der dunkle Erdteil“ überschrieb Arno Widmann in der Berliner Zeitung einen Artikel über den ersten Besuch der Königin von England im Londoner Proletarierviertel East End.
Im dunklen Erdteil Afrika ist der Titel eines Unsinngedichts von Joachim Ringelnatz, das folgendermaßen lautet:
Im dunklen Erdteil Afrika

Starb eine Ziehharmonika.

Sie wurde mit Musik begraben.

Am Grabe saßen zwanzig Raben.

Der Rabe Num’ro einundzwanzig

Fuhr mit dem Segelschiff nach Danzig

Und gründete dort etwas später

Ein Heim für kinderlose Väter.

Und die Moral von der Geschicht? –

Die weiß ich leider selber nicht.

## Durch Abwesenheit glänzen
„Durch Abwesenheit glänzen“ (frz.: Briller par son absence) geht ursprünglich auf Tacitus zurück, der in seinen Annalen (Annales III, 76) erzählt, wie Iunia Tertia, die Frau des Cassius und Schwester des Brutus, bestattet wurde. Nach römischer Sitte wurden einem Leichenzug die Bilder der Verwandten vorangetragen,
„aber Cassius und Brutus leuchteten gerade dadurch hervor, dass man ihre Bildnisse nicht sah“ (lateinisch sed praefulgebant Cassius atque Brutus eo ipso quod effigies eorum non visebantur.).
Nach römischem Recht war es verboten, in der Öffentlichkeit die Bilder von Mördern zu zeigen. Dies betraf bei dieser Beerdigung Cassius und Brutus, die zu den Mördern Gaius Iulius Caesars gehörten.
Auf dieser Quelle fußend, formulierte Marie-Joseph Chénier (1764–1811) in seiner Tragödie „Tibére“ (1811):
„Brutus et Cassius brillaient par leur absence.“ („Brutus und Cassius glänzten durch ihre Abwesenheit.“)
und schuf so eine umgangssprachlich verwendete Redensart.

## Durch Deutschland muss ein Ruck gehen

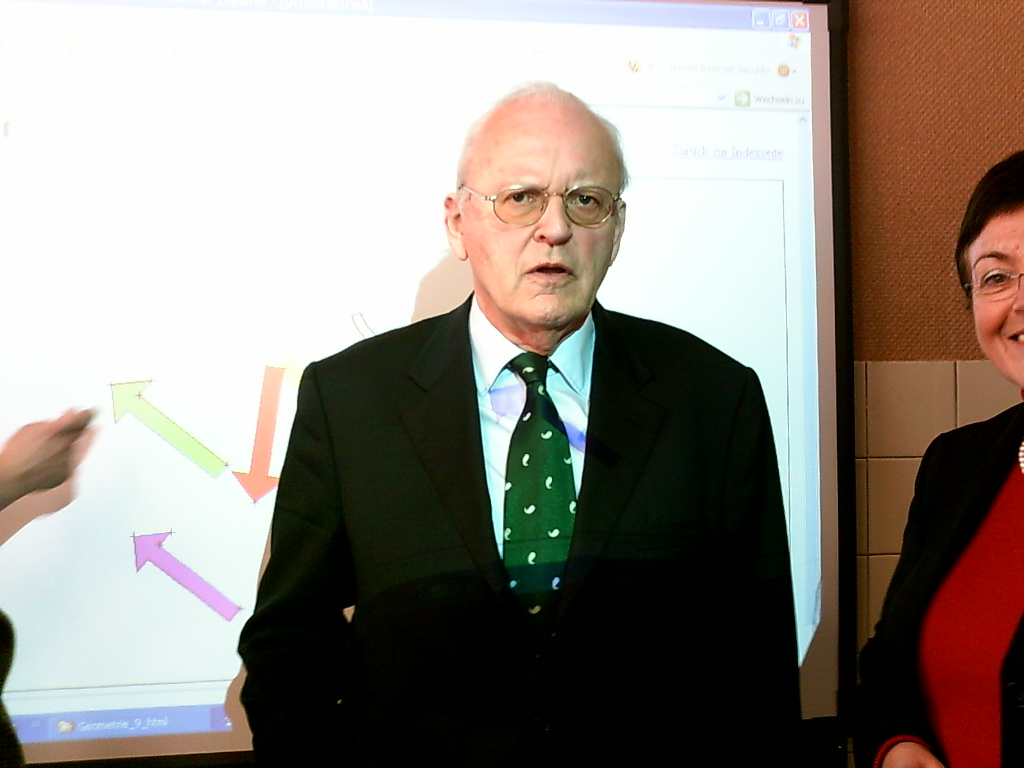
Roman Herzog

Der deutsche Bundespräsident Roman Herzog sagte in seiner Ruck-Rede am 26. April 1997 im Berliner Hotel Adlon:

„Aber es ist auch noch nicht zu spät. Durch Deutschland muss ein Ruck gehen. Wir müssen Abschied nehmen von liebgewordenen Besitzständen. Alle sind angesprochen, alle müssen Opfer bringen, alle müssen mitmachen:
- die Arbeitgeber, indem sie Kosten nicht nur durch Entlassungen senken.
- die Arbeitnehmer, indem sie Arbeitszeit und -löhne mit der Lage ihrer Betriebe in Einklang bringen.
- die Gewerkschaften, indem sie betriebsnahe Tarifabschlüsse und flexiblere Arbeitsbeziehungen ermöglichen.
- Bundestag und Bundesrat, indem sie die großen Reformprojekte jetzt rasch voranbringen.
- die Interessengruppen in unserem Land, indem sie nicht zu Lasten des Gemeininteresses wirken.“

Dieser Ruck wird bis heute immer wieder gern, oft auch satirisch gemeint, zitiert. Auch der spätere Bundespräsident Horst Köhler bezog sich in seiner Antrittsrede am 23. Mai 2004 auf Herzogs „Ruck“-Rede:

„Warum bekommen wir den Ruck noch immer nicht hin? Weil wir alle noch immer darauf warten, dass er passiert!“

## Durch die Wälder, durch die Auen
Dies ist der Beginn der Arie des Jägerburschen Max aus Carl Maria von Webers Oper Der Freischütz, deren Text von Johann Friedrich Kind stammt:
Durch die Wälder, durch die Auen

zog ich leichten Sinns dahin.

Alles, was ich konnt’ erschauen,

war des sichern Rohr’s Gewinn.

## Durch diese hohle Gasse muss er kommen

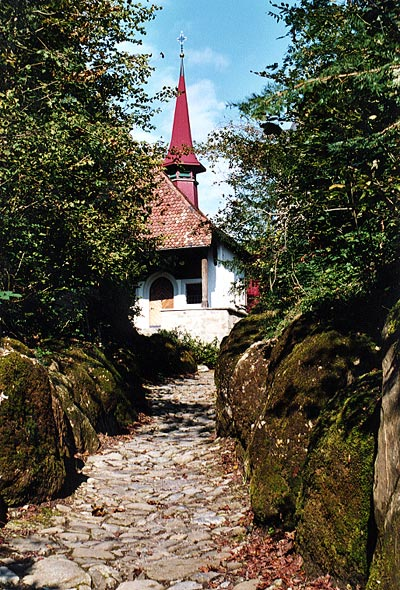
Hohle Gasse in Küssnacht SZ

Das Zitat stammt aus Wilhelm Tells Monolog in Friedrich Schillers gleichnamigen Drama, wo Tell den Reichsvogt Gessler erwartet, um ihn zu töten:
„Es führt kein andrer Weg nach Küssnacht. – Hier Vollend ich’s. – Die Gelegenheit ist günstig.“
In der Süddeutschen Zeitung heißt es unter der Überschrift Auf diese Phrasen können Sie bauen zu diesem berühmten Schiller-Zitat:

„Kein Schauspieler, der in der dritten Szene im vierten Akt des „Wilhelm Tell“ den Monolog des Attentäters zu exekutieren hat, kommt an diesen Quälgeistern vorbei.

Sie sind, anders als die „schönen Stellen“ einer Opernarie, vor allem eins: Stolpersteine. „Durch diese hohle Gasse muß er kommen“, der Vers will genommen sein wie eine Hürde, und ein Trost ist nur, dass es dem Schauspieler, der den Gessler gibt, wenig später nicht anders ergehen wird, wenn er „Das ist Tells Geschoß“ ächzt und dabei den Tod sehr viel weniger fürchtet als die Lacher im Publikum.“

Die Hohle Gasse ist ein künstlich gebauter Hohlweg zwischen Küssnacht SZ und Immensee. In der Hohlen Gasse soll 1307 Wilhelm Tell den habsburgischen Landvogt Hermann Gessler erschossen haben.

## Durch meine Schuld
“Mea culpa, mea culpa, mea maxima culpa!”

„Meine Schuld, meine Schuld, meine übergroße Schuld!“

Diese lateinischen Worte standen im Schuldbekenntnis der katholischen Messe, wo es heißt:

“Confiteor Dei omnipotenti, beatae Mariae Virgini […] et vobis, fratres, quia peccavi nimis cogitatione, verbo et opere: mea culpa, mea culpa, mea maxima culpa!”

„Ich bekenne Gott, dem Allmächtigen, der seligen Jungfrau Maria […] und euch, Brüdern, daß ich viel gesündigt habe in Gedanken, Worten und Werken: durch meine Schuld, durch meine Schuld, durch meine übergroße Schuld.“

Die Formel findet sich zum ersten Mal in den Ordines Romani, deren Verfasser wohl der Kardinal Jakob Cajetan war, und ist auch in die Liturgien der protestantischen Kirche übergegangen.
Vor dem Zweiten Vatikanum wurde ausschließlich die lateinische Fassung gebetet, deren Verwendung zwingend vorgeschrieben war. Das Gebet ist Bestandteil des Stufengebetes, welches der Priester im Wechsel mit dem Ministranten oder der Gemeinde vor dem Zutreten zum Altar zu Beginn der Messe betet.

## Durch zweier Zeugen Mund wird allerwegs die Wahrheit kund
Diese Sentenz findet sich in Goethes Drama Faust I. Mephistopheles will gemeinsam mit Faust den Tod des Mannes der Marthe Schwerdtlein bezeugen:
Ihr Mann ist todt und läßt Sie grüßen.
Marthe.
O sagt mir doch geschwind!

Ich möchte gern ein Zeugniß haben,

Wo, wie und wann mein Schatz gestorben und begraben.

Ich bin von je der Ordnung Freund gewesen,

Möcht’ ihn auch todt im Wochenblättchen lesen.
Mephistopheles.
Ja, gute Frau, durch zweyer Zeugen Mund

Wird allerwegs die Wahrheit kund;

Habe noch gar einen feinen Gesellen,

Den will ich euch vor den Richter stellen.
Mephistopheles nimmt damit eine Stelle aus dem Evangelium nach Johannes auf:
„Auch steht in eurem Gesetz geschrieben, dass zweier Menschen Zeugnis wahr sei.“
Der Evangelist Johannes weist damit auf das 5. Buch Moses hin, wo es heißt:
„Es soll kein einzelner Zeuge wider jemand auftreten über irgendeine Missetat oder Sünde, … sondern in dem Mund zweier oder dreier Zeugen soll die Sache bestehen.“